# ヴェーザー川

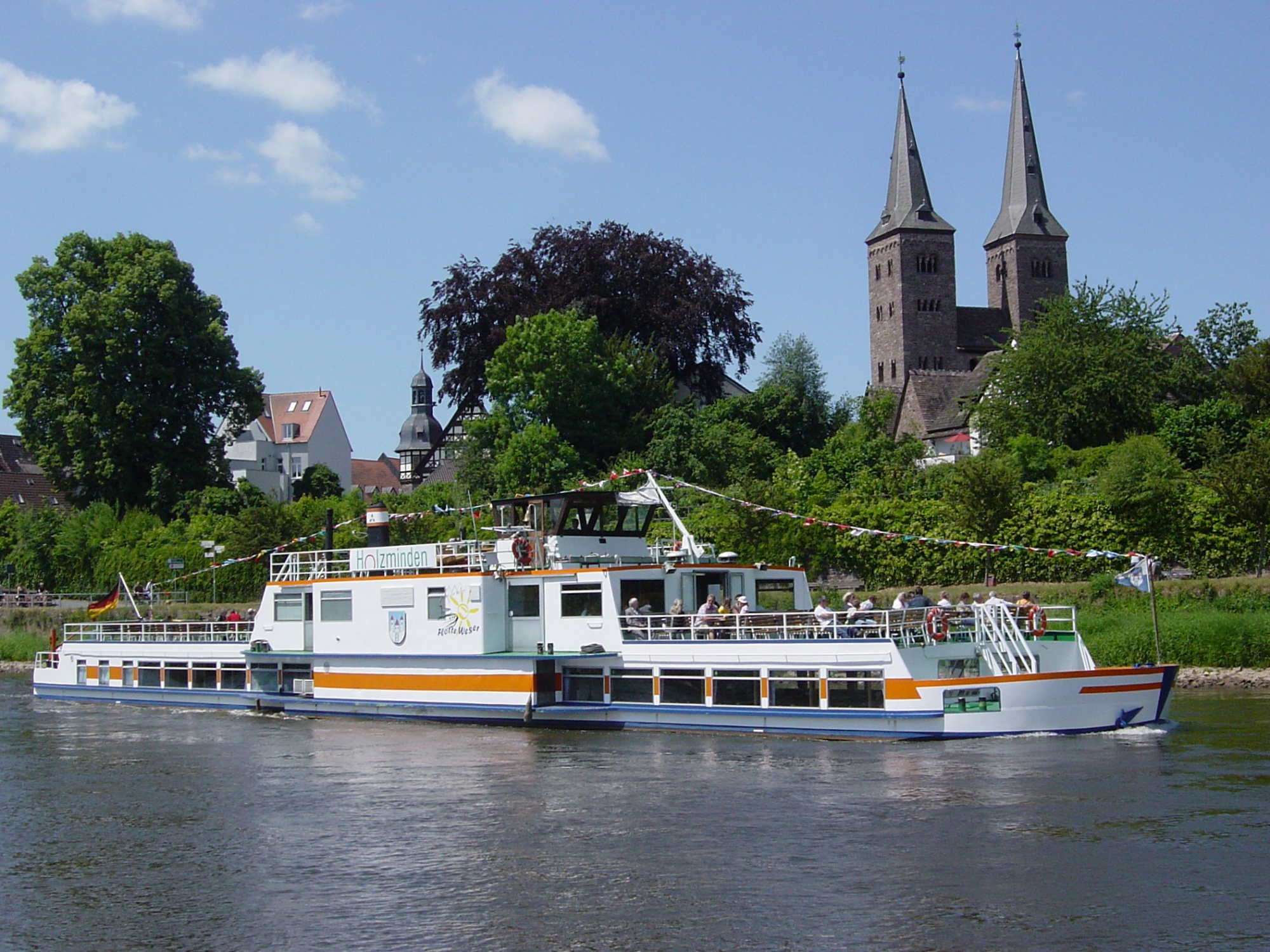
ホルツミンデンを行くヴェーザー川観光船

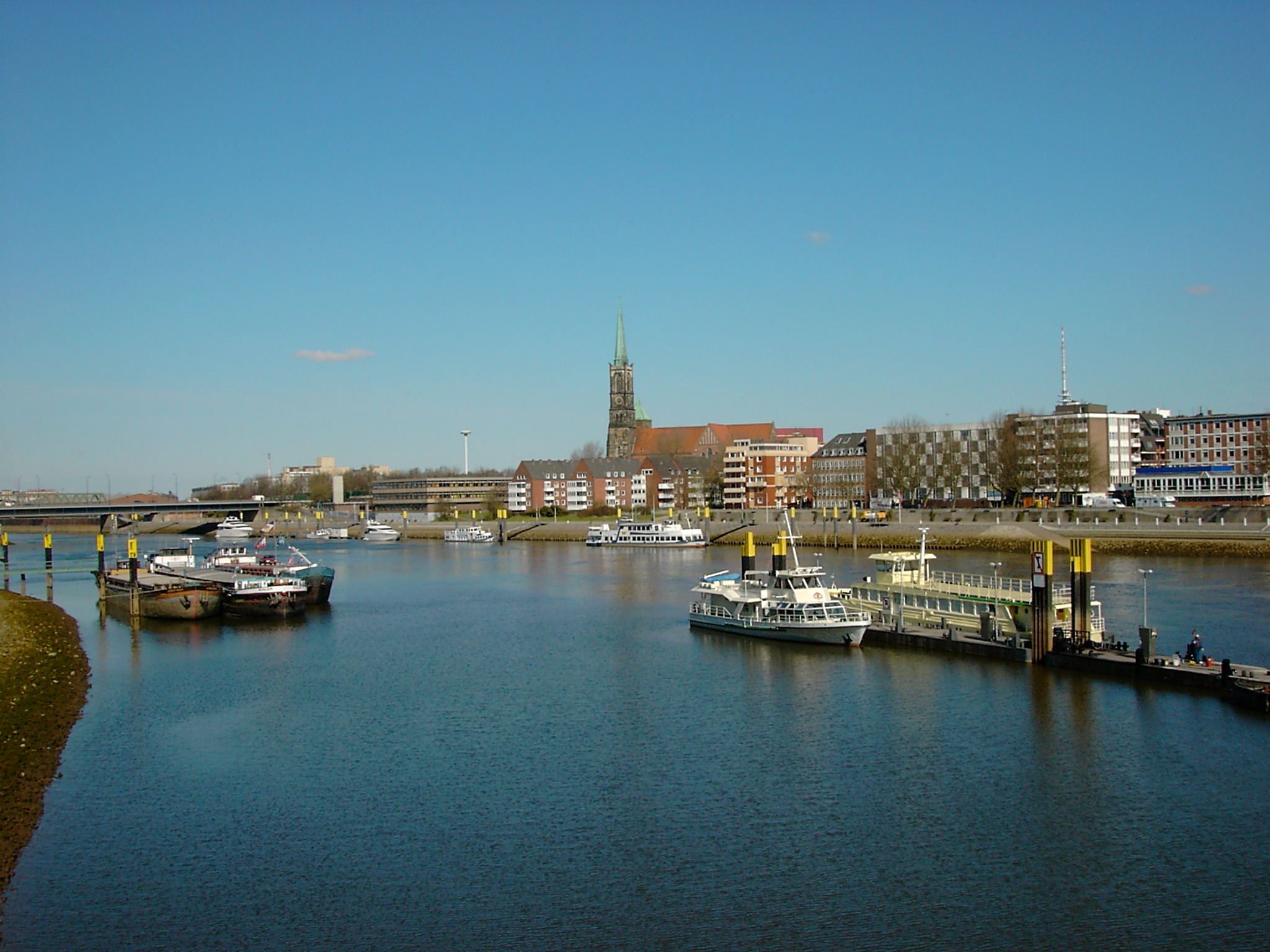
ブレーメンのヴェーザー川

ヴェーザー川（ヴェーザーがわ、ドイツ語: Weser, 低ザクセン語: Werser）は、ドイツ中部の中低山地から北ドイツ低地へ北に向かって流れる川である。ヴェーザー川の名前で呼ばれるのは、その主要な源流であるヴェラ川とフルダ川とが合流するハン・ミュンデン以降である。河口はブレーマーハーフェン付近で、北海に注ぐ。
ヴェーザー川は、その全長が連邦水路となっており、ヘッセン州、ノルトライン＝ヴェストファーレン州、ニーダーザクセン州、ブレーメン州がこれに面している。ヴェーザー川の流域の一部は、これらの州の他にテューリンゲン州やザクセン＝アンハルト州に及んでいる。
ヴェーザー川とヴェラ川の名前が同じ起源から生じていることは（#名前の由来の項参照）、かつてヴェラ川はヴェーザー川の上流で、フルダ川は単に支流と見なされていたことを示している。ヴェーザー川とヴェラ川の名称が完全に分離されたのは初期新高ドイツ語以降である。フルダ川は、ヴェラ川に比べて流域面積はやや広いが流路が少し短い。

## 流路

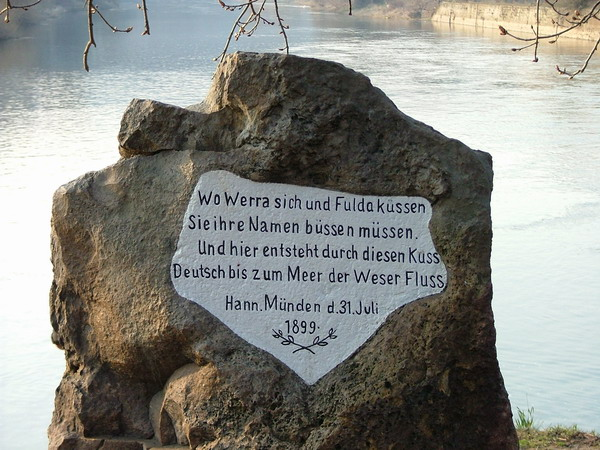
ヴェーザーシュタイン

### 源流

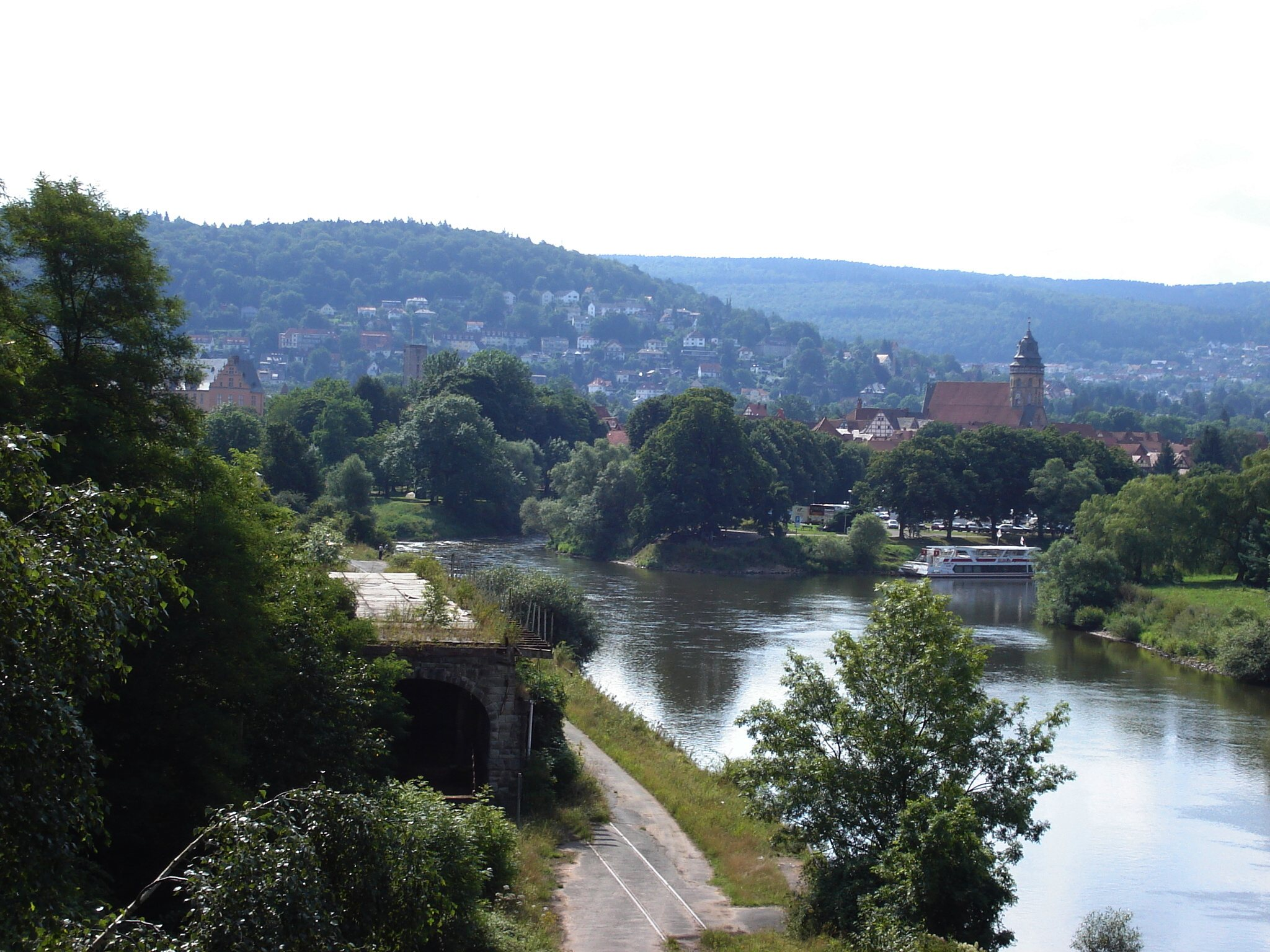
ヴェラ川（画面向かって左）とフルダ川（右）の合流点

全長 292 km のヴェラ川と、全長 218 km のフルダ川がハン・ミュンデンで合流してヴェーザー川が形成される。合流地点付近のフルダ川の島タンツヴェルダーの北端に以下の碑文を記したヴェーザーシュタイン（ヴェーザーの碑）が建立されている。

| Wo Werra sich und Fulda küssen Sie ihre Namen büssen müssen, Und hier entsteht durch diesen Kuss Deutsch bis zum Meer der Weser Fluss. Hann. Münden, d. 31. Juli 1899 | （ヴェラ川とフルダ川がキスをして その償いにその名を捨てる そしてそのキスから生まれた ヴェーザー川がドイツを抜けて海へ向かう ハン・ミュンデン、1899年7月31日） |

### オーバーヴェーザー（上流）
ハン・ミュンデンの内陸水路里程の 0 ポイントがある。この地点の水面は海抜 116.5 m である。オーバーヴェーザー（ヴェーザー川上流）は、オベーレス・ヴェーザータール（直訳すれば「ヴェーザー川上流谷」）をポルタ・ヴェストファーリカまでヴェーザーベルクラントを通って流れる。オベーレス・ヴェーザータールの斜面はおおむね森に覆われている。多くの村は採石業を営んでいるか、かつて営んでいた村で、数多くの歴史的建造物がその石材で建設された。多くの村の景観は木組み建築により印象づけられるが、その建築様式は川を下るにつれヘッセン様式からニーダーザクセン＝ヴェストファーレン様式に徐々に移り変わってゆく。ヴェーザー川は、ハン・ミュンデンからバート・カールスハーフェンまでニーダーザクセン州とヘッセン州との州境となっており、ここからホルツミンデンの下流側までは、所々でニーダーザクセン州とノルトライン＝ヴェストファーレン州との州境をなしている。その後はニーダーザクセン州内を流れ、リンテルンの下流でノルトライン＝ヴェストファーレン州に入る。

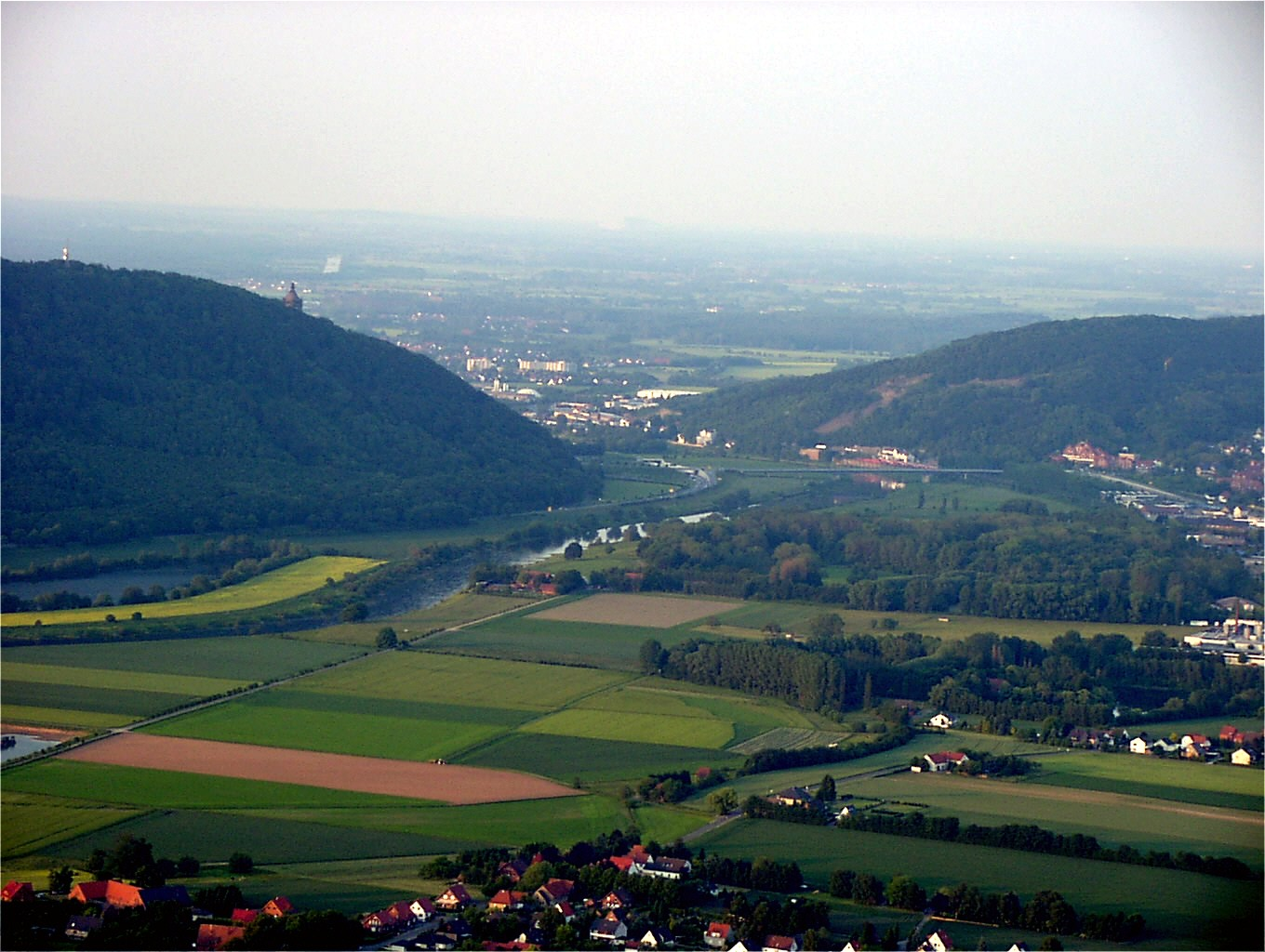
北側から観たポルタ・ヴェストファーリカ。ヴェーザー川が両側から迫る山地の間の狭い切り通しを北ドイツ低地に向かって流れる。

ハン・ミュンデン付近からオーバーヴェーザーの切り通しの谷が始まる。最初はラインハルトの森とゾリングとの間を北に向かい、ゾリングの手前のカールベルクで鋭く西に曲がる。ラインハルトの森とゾリングとの間は 300 m 近い渓谷を形成している。バート・カールスハーフェンとハノファーシェ・クリッペン（直訳すると「ハノーファーの岩山」）を過ぎ、ゾリングの南西端で北に曲がる。谷は、たとえばヘクスターやホルツミンデン近郊、ハーメルンとリンテルンの間などでは幅を拡げるが、その間にもルーラー・シュヴァイツのように幅の狭い箇所が繰り返し現れる。ホルツミンデンとボーデンヴェルダーとの間でヴェーザー川は、ゾリング他ゾリング＝フォーグラー自然公園に属すブルクベルクやフォーグラー山地などの山や丘陵の間を通る。ボーデンヴェルダーから北はヴェーザーベルクラント・シャウムブルク＝ハーメルン自然公園を抜けて流れる。ハーメルンにはオーバーヴェーザーでは唯一の堰がある。この堰はヴェーザー川全体で最も古い堰であり、中世の水車用の堰をその起源とする。ハーメルンの下流で川は大きく西に曲がり、フロートー付近で再び北に進路を取る。ヴェレ川が合流した後ヴェーザー川は、ヴェーザー山地とヴィーエン山地との間のポルタ・ヴェストファーリカと呼ばれる深さ 200 m の短い切り通し（ヴェーザー里程で 199 km 地点、水面の高さは海抜 40 m）を通って北ドイツ低地に流れ込む。これによりネルトリッヒャー・トイトブルガー・ヴァルト＝ヴィーエン山地自然公園の東部の称区画が分離されている。この自然公園は遠く離れたトイトブルクの森からヴィーエン山地を越えて、ヴェザー山地のビュッケブルクまでを包含している。

### ミッテルヴェーザー（中流）
ミンデンの北外れでミッテルラント運河がヴェーザー川を高架の運河橋で横切っている。水利・水運局の定義では、この水路ジャンクションからがミッテルヴェーザー（ヴェーザー川中流）とされている。しかし地理上の観点から、ポルタ・ヴェストファーリカをもってオーバーヴェーザーとミッテルヴェーザーとの境界とすることも多くある。シュリュッセルブルク（ペータースハーゲン）まではノルトライン＝ヴェストファーレン州、シュトルツェナウからはニーダーザクセン州である。北ドイツ低地のこの付近は、ヴェーザー低地とも呼ばれる。ホーヤまではミッテレーレス・ヴェーザータールとも呼ばれる。ミッテルヴェーザーは5つの堰によって直線化されており、堰のある運河を経由することで行程はやや短くなる。ミンデンとブレーメンと間の主に田舎を流れるミッテルヴェーザー沿いの町にはペータースハーゲン、ニーンブルク、フェルデン、アヒムがある。
ブレーメンの水利工事技術者のルートヴィヒ・プラーテは1919年から1922年にブラームシェからシュターデへの運河の開発を計画した。このハンザ運河と呼ばれる運河計画では、アヒム付近でヴェーザー川を横切ることになっていた。この計画は1950年代に放棄された。
水路学上、ミッテルヴェーザーはヴェーザー里程 362.5 km のブレーメン＝ハシュテットにあるヘーメリンガー・ヴェーザー堰で終わる。この堰上の水面は海抜 4.5 m である。

### ウンターヴェーザー（下流）
ヘーメリンガー・ヴェーザー堰から北海に注ぐ河口までの川筋は潮の干満の影響下にあり、ウンターヴェーザー（ヴェーザー川下流）と呼ばれている。内陸水路としての里程は付与されているが、ヴィルヘルム・カイザー橋の 50 m ほど下流まではヴェーザー川の干満範囲である。ヴェーザー里程の 366.72 km 地点がウンターヴェーザーの 0 ポイントである。ここには13世紀に橋が架けられ、海洋船舶航行の上限の目印とされていた。1867年からはウンターヴェーザー里程 1.375 km 付近のヴェーザー鉄道の橋までが内陸船舶水路から海洋船舶水路に変更された。ブレーメンでの干満差はヴェーザー川の直線化によって、かつての 0.73 m から 4 m（干潮時の海抜は 1 m、満潮時のそれは約 5 m）にまで拡大した。ウンターヴェーザーはまずブレーメンを通り、その後ニーダーザクセン州を流れる。ブレーマーハーフェンの砂地の河口部、ウンターヴェーザー里程 65 km 付近でウンターヴェーザーは終わり、アウセンヴェーザーが始まる。

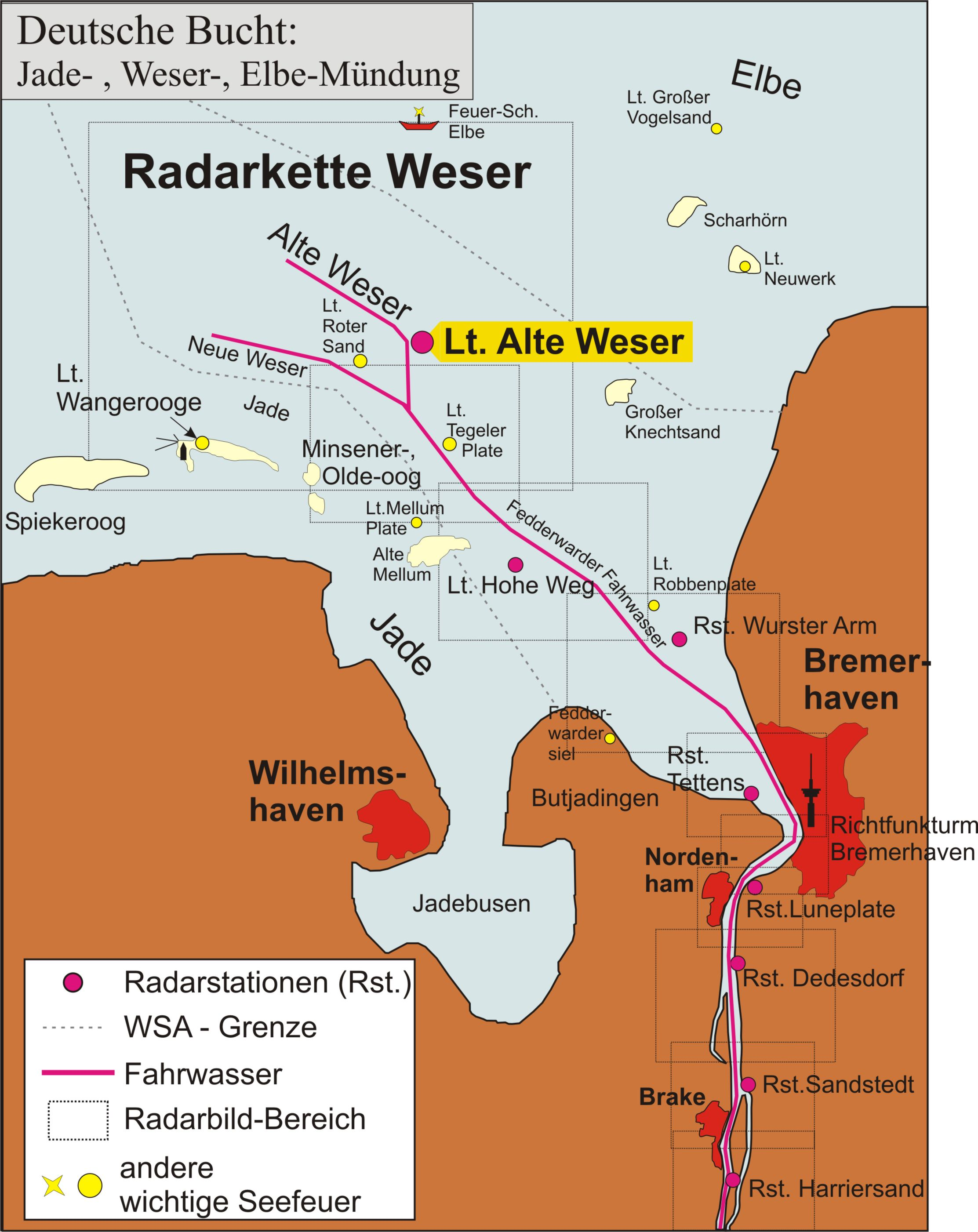
アウセンヴェーザー地図

### アウセンヴェーザー（河口部）
アウセンヴェーザー（外ヴェーザー）は、南東から北西方向に延び、北海の干潟に向かって漏斗状に開いた河口部を指す。アウセンヴェーザーはニーダーザクセン干潟自然公園を分断している。アウセンヴェーザーには2つの干潟、ロッベンプラーテとテーゲラー・プラーテがあり、2つの分流に分かれている。北東のヴルスター筋 / テーゲラー水路と南西のフェダーヴァルト水路 / ホーヴェク水路である。現在は西の分流だけが航路として用いられている。ハン・ミュンデンから 452 km、ウンターヴェーザー里程 85.248 km のヴェーザー川河口が内陸水路が北海に至る海の境界点である。東岸にはニーダーザクセン州のミッセルヴァルデンが位置している。この地点より外側はアウセンヴェーザーの外側領域と呼ばれ、北海の海洋航路に属す。
アウセンヴェーザー領域の干潟には、ホーエヴェク灯台やロッベンプラーテ灯台をはじめとする数多くの灯台が建っている。北西端にはテーゲラー・プラーテ灯台が建ち、さらに北西の北海中にローターザント灯台やアルテ・ヴェーザー灯台がある。

## 支流
ヴェーザー川の主な支流には以下のものがある。かっこ内は合流点、Rは右岸側、Lは左岸側の支流を意味する。
| - シェーデ川（フォルクマールスハウゼンとヒルヴァルツハウゼンの間、R） - ニーメ川（ブルスフェルデ近郊、R） - シュヴュルメ川（ヴァールスブルク近郊 R） - ライハーバッハ川（ボーデンフェルデ、R） - ディーメル川（バート・カールスハーフェン近郊、L） - ベーヴァー川（ベーヴェルンゲン近郊、L） - ネーテ川（ヘクスター＝ゴーデルハイム近郊、L） - グルーベ川（ヘクスター、L） - オッターバッハ川（リュヒトリンゲン、R） - ホルツミンデ川（ホルツミンデン、R） - レネ川（ボーデンヴェルダー、R） - イルゼ川（ラートフェルデ近郊、R） - エンマー川（エンマータール、L） - フンメ川（ハーメルンの上流側、L） - ハーメル川（ハーメルン、R） - エクスター川（リンテルン、L） - カレ川（フロートー付近、L） | - ヴェレ川（バート・エーンハウゼン、L） - バスタウ川（ミンデン、L） - アウエ川（ペータースハーゲン＝ラーデ、R） - エスパー川（ペータースハーゲン、L） - ゲーレ川（ペータースハーゲン近郊、R） - グローセ・アウエ川（ニーンブルク上流、L） - メーアバッハ川（ニーンブルク、R） - アラー川（フェルデン、R） - アイター川（テディングハウゼン、L） - オクトゥム川（ブレーメン＝ゼーハウゼン、L） - レーズム川（ブレーメン＝フェーゲザック、R） - シェーネベッカー・アウエ川（ブレーメン＝フェーゲザック、R） - ブルーメンターラー・アウエ川（ブレーメン＝ブルーメンタール、R） - フンテ川（エルスフレート近郊、L） - ドレプテ川（ドレプタージール、R） - ルーネ川（ブレーマーハーフェン近郊、R） - ゲーステ川（ブレーマーハーフェン、R） |

## 歴史

### 名前の由来
タキトゥスが記録しているラテン名の Visurgis は、ゲルマン語 *Visuri の所有格 *Visurjos に由来する。この名前はフランスの Vézère 川（ドルドーニュ川の支流）やベルギーの Vesdre 川（ウルト川の支流、915年には Wesere という名で記録されている）と同じく、インド・ヨーロッパ語族（特にケルト語、ゲルマン語、ロマンス諸語、バルト語）で共通の「流れる、注ぐ」を意味する *u̯eis- を起源とする。ヴェーザー川/ヴェラ川と起源を同じくするその他の川に、フランスの La Vis、Vesouze（ムルト川の支流）、Visance（オルヌ県）、Besançon、北イングランドの Wear、ヴュルテンベルク地方の Wiesaz、スイスの Vesonze、エトルリア地方の Bisenzio、リトアニアの Viešintà、ノルウェーとスウェーデンの Visa、ポーランドのVistula （現在は Wisła と呼ばれている）がある。
8世紀以降、ヴェーザー川もヴェラ川も Wesera、Wisura、Wisera、Wisora、Wisara といった古高ドイツ語型の名称で呼ばれ、さらに「流れる水」を意味する接尾語 -aha をつけて Wiseraha あるいは Wisuraha と称された。ブレーメンのアダムは、1075年に以下のように記述している: 「ザクセンの主要な川は、エルベ川、ザーレ川と Wisara 川で、この川は Wissula あるいは Wirraha とも呼ばれている」。この記述は、ヴェーザー川とヴェラ川が当時は一つの同じ名であったことを示している。しかし、時代とともに地方の訛りによって、/sr/ が /rr/ に転化し、上流部分が概念上、下流部から分離されて意識されるようになった。低地ドイツ語と高地ドイツ語との境界がほぼ正確にハン・ミュンデン付近であったことによって、この分離が助長された。高地ドイツ語型の Wirra は Werra（ヴェラ川）となった。低地ドイツ語では現在も de Wersern や de Werser と、2つの子音を有している。新高ドイツ語の時代になって初めて Werra と Weser は明確に分離され、かつての同じ川の上流と下流を区別して指すようになったのである。

### 河川史
150万年前からエルスター氷期の中頃まで、ヴェーザー川はハーメルンからダイスタープフォルテ、ハラータールを通って流れていた。アーデンゼンの東、連邦道B3号線のハラー橋でライネ川がヴェーザー川に注いでいた。ヴェーザー川の礫の発見地から、当時のライネ川とヴェーザー川の共通の流路が同定された。当時の川筋にあたる現在の町はノルトシュテンメン、レッシンク、バルンテン、ザールシュテット、グライディンゲン、レーテン、ラーツェン、ヘーファー、アルトヴァルムビューヒェン、ブルクヴェーデル、メレンドルフ、ブレリンゲンである。ヴェーザー川の礫は、ノイシュタット・アム・リューベンベルゲ近郊のハーゲン地区を越え、ニーンブルク方面へ延びている。

ヤーデブーゼンの形成アニメーション

更新世の氷期時代は地形を完全に変化させ、ヴェーザー川の川筋にも影響を与えた。オランダでヴェーザーの漂礫が発見されたことは、ヴェーザー川が現在のミンデンからヴィーエン山地の北麓を通ってアイセル湖方面へ流れていたことを示している。氷期の後退は流路を再び開放することになり、ヴェーザー川は北方面へ流路を変えた。氷河の解け出した水と中低山地から流れ下った降水が氷河谷に集まり、ヴェーザー川に流れ込んだ。アラー＝ヴェーザーの氷河谷はずっと南に位置しており、オーデル川の中流付近からエルベ川中流を通り、ヴェーザー川に注いでいた。現在のミッテルヴェーザー沿いのホーヤの高台付近で、これらはヴェーザー川に合流し、その後ブレーメン盆地へ流れていた。北海に注ぐ河口も不安定で千年の間にヴァンゲローデ島からヘルゴラント島への間を揺れ動いた。
14世紀中期から16世紀初めまでヴェーザー川には河口に三角州があり、多くの分流に枝分かれしていた。ヤーデブーゼンは12世紀に形成された。メーレスアインブリューヒェを通る川筋はヴェーザー川の流路跡に形成された。ノルデンハムから西に流れるアーネ川とヘーテ川は、ブラーケからは北西に流れるロックフレート川となるが、この川は時代によってはエルスフレート水路からヤーデ川までを繋いでいた。現在のウンターヴェーザーとヤーデブーゼンとの間の半島（ヴェーザーマルシュ郡）は、島となっていた。このため、半島は全体として統一した名称を有しておらず、北部はブトヤーディンゲン（「ヤーデ川の外側の土地」の意）、南部はシュタートラント（「浜辺の土地」の意）と呼ばれる。
ブレーメン市で最初の港はバルゲという名の分流に設けられた。カロリング朝時代にはこちらが本流であったのかどうかは分からない。12世にもまだバルゲは当時の船舶には十分な深さを有していた。旧市街はバルゲとヴェーザー川本流との間の島で発展した。13世紀からはヴェーザー川本流の河岸も港として利用されるようになり、河岸の防衛施設シュラハテが木造で建設された。14世紀からバルゲは内陸船だけが使用する港になった。この港は19世紀の初めに埋め立てられた。ブレーメンのクライネ・ヴェーザー（小ヴェーザー）は、19世紀の工事のずっと以前からミッテルヴェーザーからの定期的な水の供給がなくなっており、このため「オーレ・ヴェーザー」（旧ヴェーザー）とも呼ばれた。19世紀になるまでヴェーザー川から繋がっていた軍事防衛施設の堀が、市の中州とテーアホーフとを隔てていた。1920年代にヴェーザー川の水は、上流にできたカリ工場の廃水によってひどく汚染され、飲料水として使えなくなった。このためブレーメン州はプロイセン州、テューリンゲン州、ブラウンシュヴァイク州を相手にドイツ帝国国事裁判所に提訴した。1950年にクライネ・ヴェーザーの上流の潮位調整池が拡大されてヴェルダー湖が造られた、1968年にクライン・ヴェーザーがヴェーザー川に注ぐ河口の約 200 m 手前に堰が設けられた。1980年代の改修工事によってクライネ・ヴェーザーとヴェルダー湖との間の狭隘部が拡張され、これによって両者は水文学上一体となった。同時にミッテルヴェーザーからこの湖に新鮮な水を供給するための水路が造られた。19世紀末まで洪水によってブレーメンの南境界付近であふれ出たヴェーザー川の水は河岸の砂丘へ流れ込み、ここからレーズム川を通って 26 km 下流のフェーゲザック近郊で再びヴェーザー川に戻っていた。

### 地域史

紀元50年頃のヨーロッパの部族分布図。画面左よりの赤い領域から黄色い領域に流れているのがヴェーザー/ヴェラ/フルダ川

#### 古代・民族移動時代
オーバーヴェーザーの渓谷には、ゲルマン人の進出以前はケルト人が住んでいた。ローマ人は古いケルト人の祭儀の土地に神殿を造り、さらに中世にはブルスフェルデ修道院教会が建設された。
カエサルのガリア戦からトイトブルクの戦いまでのローマによる征服期にはすでにヴェーザー川流域にはゲルマン人が住んでいた。タキトゥスや他のローマの年代記作者らは、ヴェーザー川の下流域にカウキー族が、上流にアングリファリアー族やケルスカー族が住んでいると記している。古代および中世初期の作者たちは、こうしたゲルマン人部族に関する記述を口承に基づいて記録した。これらについては反論の余地があり、また比較的確実な誤りがあることから、現代の歴史家はこれらの古いテキストを慎重に評価している。2世紀末、現在のホルシュタイン地方に初めてザクセン人に関する記述が現れた。彼らは4世紀にはヴェーザー川流域に住み、さらに遙か西のアイセル湖地域からザールフランク族を追い出した。当時ザクセン人入植地の大部分で、両部族間での戦いの痕跡が見られないままカウキー族が住んでおり、このことからカウキー族はザクセン族の部分部族であったと推測されている。後にヴェストファーレン族やエンゲルン族もこれに含まれた。留めピンをはじめとする数多くの遺物が、4世紀から5世紀にエルベ＝ヴェーザー・トライアングルおよびミッテルヴェーザー流域にザクセン人が定住していたことを証明している。

#### 中世
フランク王国の拡大による最初の衝突は、775年にザクセン人の部分部族エンゲルン族との間で起こった。この部族は、ヴェーザー川流域の支流ディーマル川からブレーメン北方の海浜地方までを主な定住地としていた。エンゲルン族は広さの異なる多くのガウに分かれており、その土地が彼らの政治組織における権力の後ろ盾となっていた。カール大帝によってこの地方が征服され、782年または783年にザクセン人の公式な部族集会が禁止された。ザクセン勢力の独自の政治活動とともにエンゲルン族、ヴェストファーレン族、オストファーレン族のアイデンティティは失われたのである。
カール大帝によって設立されたミンデン司教、フェルデン司教、ブレーメン司教の司教座所在地の周辺に市場町が形成された。ハーメルンやヘクスターは9世紀に修道院近郊の市場町として成立した。しかし、これらの街が実際に都市権を得たのは12世紀、ハーメルンやフェルデンは13世紀のことであった。

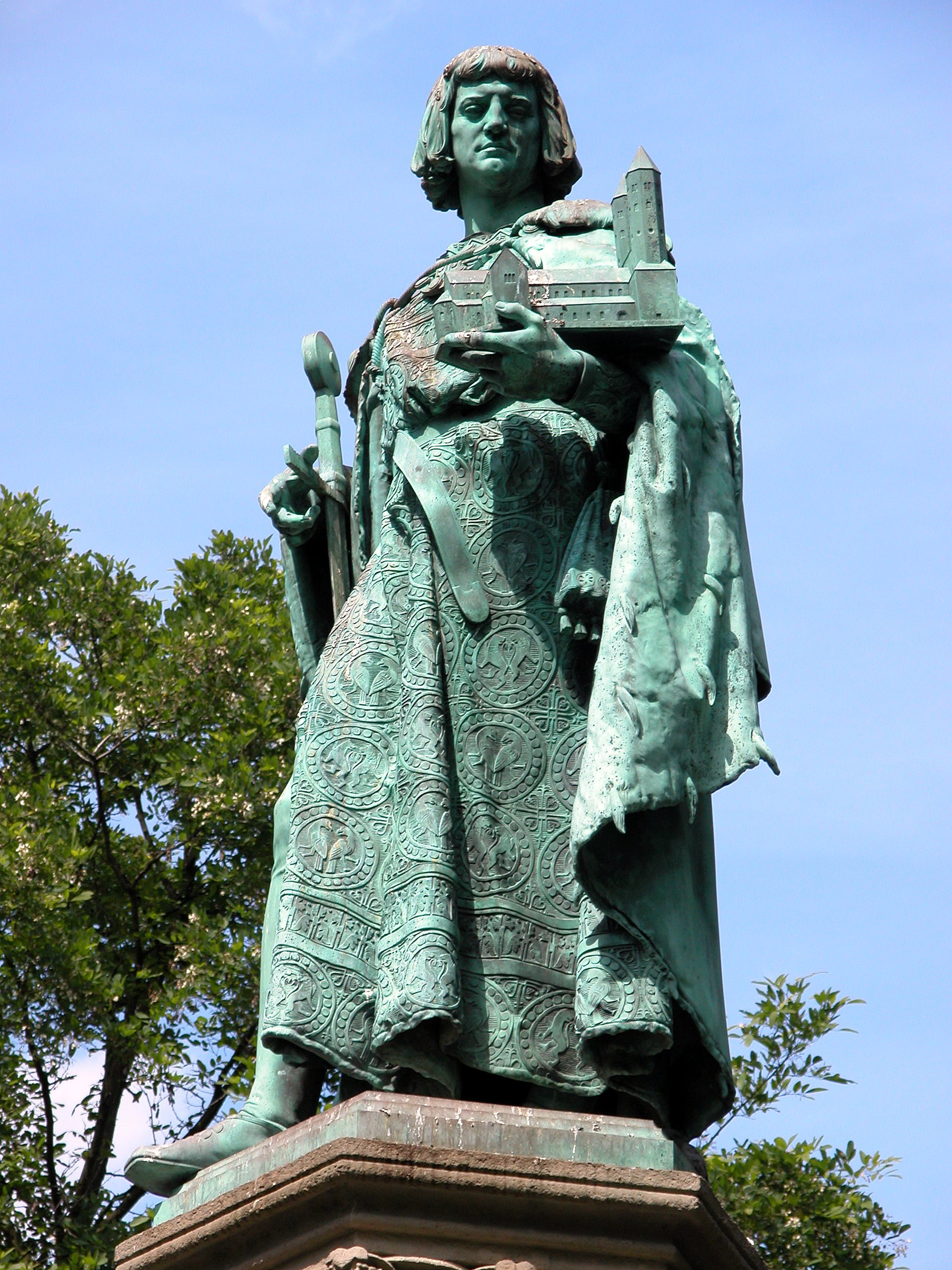
ブラウンシュヴァイクに建つハインリヒ獅子公の像

1127年にヴェルフ家のバイエルン公ハインリヒ10世が婚姻によりザクセン公位を獲得した。その豪腕な息子ハインリヒ獅子公は皇帝フリードリヒ・バルバロッサと対立し、徐々にその権力を削がれていった。このためヴェーザー川流域では政治的細分化が進行した。数多くの伯や貴族家が支配域を拡大していった。パーダーボルン司教、ミンデン司教、フェルデン司教、ブレーメン大司教もその支配地を拡大した。やがてヴェルフ家の分家がこの地域で最も重要な領主となり、1866年までその権勢を保った。
フンテ川の河口より下流のヴェーザー左岸に住んだフリース族は、何世紀もの間、神聖ローマ帝国の傘下でその自主性を獲得していた。15世紀にブレーメンがこの地域を支配下に入れようと試みた。しかし1499年、シュタートラントとブトヤーディンゲンはオルデンブルク伯に征服された。
様々な領主の所領関係や相互関係は常に変化していた。広大な所領を持つ家門の一つがシャウムブルク伯であった。フルダ修道院領の代官から発したエーヴァーシュタイン伯の所領は、1408年にヴェルフ家のブラウンシュヴァイク公のものとなった。

#### 近現代
進行する領土の細分化に対応するため、1512年のケルン帝国会議で10の帝国クライスが設けられた。そのニーダーライン＝ヴェストファーレン帝国クライスとニーダーザクセン帝国クライスとの境界がヴェーザー川に沿って設けられた。
領土の細分化はヴェーザー川の水運にとっても不利であった。隣接する税関でそのたびに通行税を徴収されるからである。このため隣接する領主間の紛争が生じた。ミュンヒハウゼン男爵家から分岐した領主は下流に位置するヘッシシュ・オルデンドルフ市のヴェーザー川交易を遮断したが、交易は谷の反対側の流れを迂回して行われた。

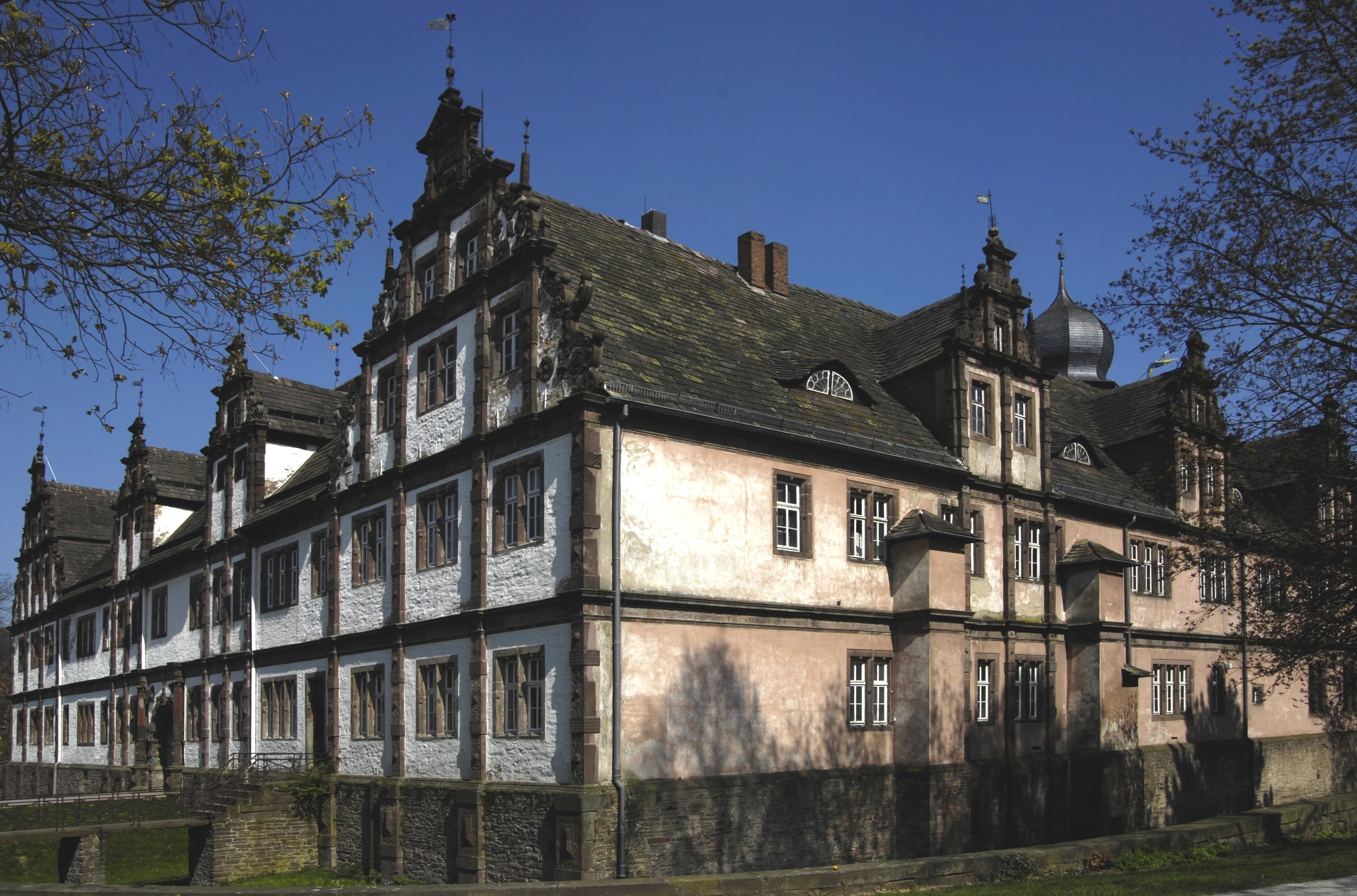
ヴェーザールネサンス様式のベーヴェルン城

中世から近世への移行期にヴェーザーベルクラントの貴族や裕福な都市は特別な建築様式であるヴェーザールネサンス様式を生み出した。
1648年のヴェストファーレン条約により、スウェーデンがブレーメン侯領（それまでのブレーメン大司教領）とフェルデン侯領を獲得し、これによりヴェーザー下流域の右岸を領有することとなった。18世紀初めにデンマークによって占領された両地域はヴェルフ家のハノーファー選帝侯に移譲された。ブレーメン市は苦労の末に帝国直轄都市の地位を確保した。
1776年、カールスハーフェンで12,000人の兵士が船に乗った。この兵士は、アメリカ独立戦争でアメリカ軍と戦うために、ハノーファー選帝侯でイギリス国王のジョージ3世に対してヘッセン＝カッセル方伯フリードリヒ2世から貸与された兵士であった。後にかろうじて半数だけが帰還することになるこの兵士達は、初めツィーゲンハインなどヘッセン北部の村に集合し、カールスハーフェンからヴェーザー川を経由してブレーメンに至り、ここからさらに北アメリカに向かって輸送された。
三十年戦争以降、ブランデンブルク選帝侯すなわちプロイセン国王が徐々にヴェーザー川流域の最大部分を獲得していった: 1648年に旧ミンデン司教領、1812年から1815年のウィーン会議でヘクスターを含むパーダーボルン司教領、1866年の普墺戦争後にはハノーファー王はヴェーザー流域の 50 % 以上と、カールスハーフェンまでの左岸やヘッシシュ・オルデンドルフ周辺のシャウムブルクの飛び地およびリンテルンを含むヘッセン選帝侯領を獲得した。ドイツ帝国では、ヴェーザー川はプロイセンの他、ブラウンシュヴァイク（ゾリングからホルツミンデンを含むイート山地までの右岸、テディングハウゼンからブレーメン近郊までの左岸）、ブレーメン、オルデンブルク（ブレーメンから河口までの左岸）に属していた。
ブレーメンは海洋港を有していたため、ドイツ帝国の加盟国でありながら1888年までドイツ関税同盟には加盟しておらず、関税上は外国であった。ブレーマーハーフェンはブレーメンの市域の拡大に抵抗し、プロイセンに属した。1945年にブレーメンは、ヴェーザーミュンデ周辺に拡大されたブレーマーハーフェンとともにイギリス管理区域海浜地方にあるアメリカの管理地区の飛び地となり、1947年に1つの州となった。

## 水文学

### 流域
ヴェーザー川の流域面積は、源流であるヴェラ川とフルダ川の流域面積 12,440 km2 を含めて、46,300 km2 である。ハーゼ川はエムス川の支流であるが、途中で分岐するエルゼ川はヴェラ川に流れ込む。このためエルゼ川との分岐点までは、エムス川とヴェーザー川の両方の流域に属す。北ドイツ低地のいくつかの箇所で流域の縁は明瞭な分水界を有していない。そこは広大で平らな湿地であり、その排水網は場所や場合によってヴェーザー川に排水することもあれば、ヤーデブーゼン川（シュタートラントやブトヤーディンゲン）やエルベ川（トイフェルスモーア）に流れることもある。このため精確な流域面積の算出は難しい。
長い方の源流であるヴェラ川は、テューリンゲンの森の南側で湧出する。この川にはテューリンゲンの森の北部やテューリンゲン盆地辺縁部の水も流れ込む。短い方の源流であるフルダ川の方が水量はやや多い。この川はヘッセン州のレーン山地で湧出し、その最大の支流であるエーダー川はノルトライン＝ヴェストファーレン州ジーゲン＝ヴィトゲンシュタイン郡のヴィトゲンシュタイン地方ロタール山地に湧出する。ヴェーザー川の最大の支流はアラー川である。この川はザクセン＝アンハルト州のマクデブルク平野で湧出し、ハルツ山地西部から流れてきたその最長の支流であるライネ川の水を集めて流れる。

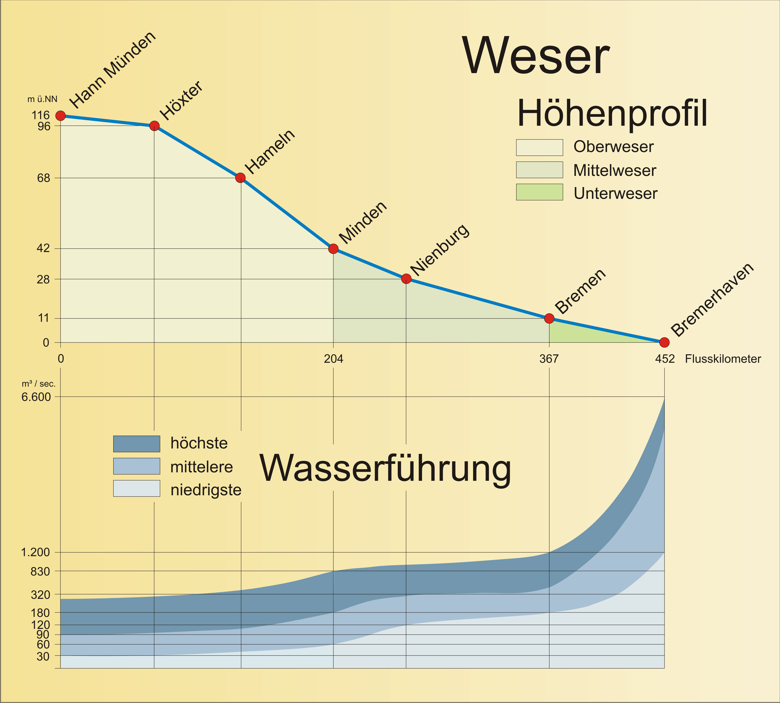
ヴェーザー川の高度と流量のグラフ

### 水流
オーバーヴェーザーは、典型的な中低山地を流れる川として、その水量は大変に不安定である。冬の半年間は洪水が珍しくなく、これに対して夏にはしばしば最低水位になる。ミッテルヴェーザーへの移行部分にあるポルタ・ヴェストファーリカ水位計による平均流量は 180 m3/s で、最低流量は 63 m3/s、最高水量は 830 m3/s である。ヴェーザー川の始点にあたるハン・ミュンデンの水位計では約 30 m3/s の最低流量も珍しくない。平均的な低水位状態の流速は 0.8 m/s である。
ミンデンとブレーメンとの間のミッテルヴェーザーは、それよりも明らかに多くの水が流れている。ブレーメンの南、イントシェーデ（ブレンダー）の水位計は平均流量 320 m3/s を記録している。最低流量は約 120 m3/s、最高流量は 1,200 m3/s である。平均的な低水位状態での流速は堰による制御によりやや遅く、 0.5 - 0.7 m3/s である。ハン・ミュンデンからブレーメンに至るまでの水の平均滞留期間は 2.5 日から 6 日で、平均 4 日間である。
ウンターヴェーザーの流量や流速は潮の干満に影響される。干満の中間時のウンターヴェーザーの平均流量は、ブレーメンのヴェーザー堰付近で 327 m3/s から、ブレーマーハーフェン付近での約 6,600 m3/s まで連続的に上昇する。絶え間ない干満の変化により、比較的短い経路を取ったとしても水が北海に至るのには 2 日から 24 日を要する。

### 洪水
ヴェーザー川の川沿いに位置する市町村は、ヴェーザー川の洪水に繰り返し苦しめられてきた。フルダ川やヴェラ川の直線化にもかかわらず今日に至るまでそれは続いている。例えば、以下にミンデン市の年代記の中から洪水の記録を列記する（『ミンデン市年代記』から抜粋）。
- 1342年7月: マグダレーネ洪水とも呼ばれる。この洪水は単に記録に残るヴェーザー川の洪水の中で最高水位を示したというだけではなく、中央ヨーロッパの広い範囲に損害を及ぼした。
- 1375年2月10日: ヴェーザー洪水。ミンデン聖堂内に水が溜まった。
- 1513年　降り続いた長雨の結果、ヴェーザー川は 5 本の橋脚を持つ木製のヴェーザー橋を破壊した。
- 1553年1月13日: 洪水がミンデンのヴェーザー橋を覆い、市場に至った。その後、伝染病が蔓延した。
- 1643年1月7 - 8日: ヴェーザー川洪水; ヴェーザー川の水位が高く上がり、船が橋に横付けになり、そのまま乗り移ることができた。
- 1658年2月16日: ヴェーザー川洪水; ヴェーザー橋が破壊された。
- 1644年: ヴェーザー川洪水。
- 1682年1月7日: 記録に残る2番目に大きなヴェーザー川の洪水。ミンデンのマルクト広場へボートで行くことができた。
- 1744年3月6日: ヴェーザー川洪水。
- 1799年2月24日: ヴェーザー川洪水、1553年の洪水よりもわずかに3ツォル (7.5 cm) 低いだけだった。ブンテン橋の4つのアーチが破壊された。
- 1841年1月20日: ヴェーザー川洪水。
- この他に 1846年1月29日、1881年3月11日、1890年11月27日、1909年2月7日、1918年1月20日、1926年1月3日にも洪水があった。
- 1946年2月10日: ヴェーザー川洪水; ヴェーザー川はミンデン旧市街の下部で止まった。
- 2003年1月5日: ヴェーザー川洪水; 標準水位の 6.40 m 上をシップ・ミル（船上に取り付けられた水車）が通っていた。
- 2011年1月15日: 雪解け水と激しい雨で最高水位は標準水位よりも 6.33 m 上がった[9]。

1943年5月16日の夜から17日にエーダー湖の堰き止めダムがイギリス軍の空爆（チャスタイズ作戦）によって破壊された。このダム湖は幅 70 m、深さ 22 m で、ここから約1億6千万 m3 の水が流れ込んだ。高さ 6 m から 8 m の津波がエーダー川を下り、フルダ川とヴェーザー川に押し寄せ、ミンデンに至るまでの激しい氾濫と破壊の原因になった。

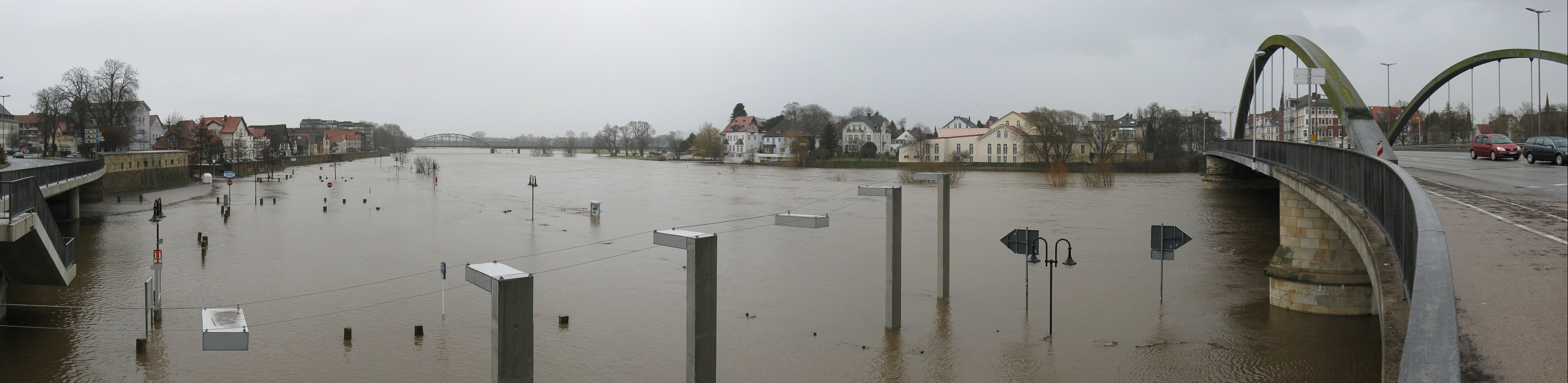
2010年3月の洪水時のミンデン市内

### 流氷

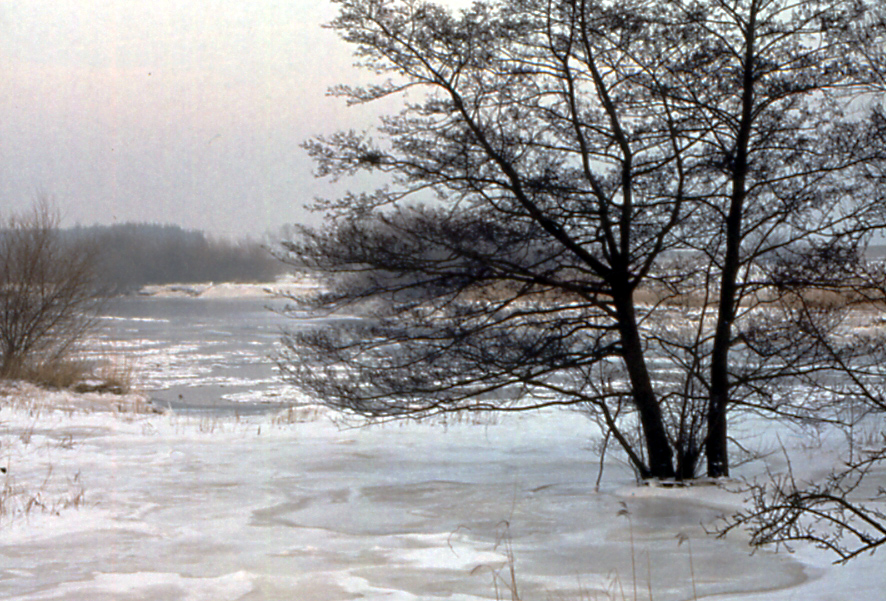
ブレーメン付近の流氷（1982年2月）

橋、堰、水門といった施設は昔から厳しい寒さで氷結したヴェーザー川の流氷によって危険にさらされてきた。氷塊は危険な高さにまで積み重なると、構築物に対する圧力を減じるために爆破されていた。1930年代までは、オーバーヴェーザーおよびミッテルヴェーザーは定期的に氷結したので、川を徒歩で、あるいは馬車で渡ることができた。
ブレーメン付近のウンターヴェーザーも1890年代にはほとんどの冬に分厚い氷の層が形成された。1828年、ブレーメンの若者グループが、「来年の元日に氷結したヴェーザー川の上を体重99ポンド (49.5 kg) の仕立屋が赤く焼けたアイロンをかけながら脚を濡らさずに渡りきれるか」という賭をした。これがドイツ水難救助協会が主催して行われるブレーマー・アイスヴェッテ（直訳すると「ブレーメンの氷の賭」）の起源である。しかし、ヴェーザー川が直線化され、掘り下げられて深くなると稀にしか氷結しなくなった。このため賭が成立しなくなってしまい、大抵はくじ引きで「氷結する」を引いたチームを負けとしている。負けたチームはその後600人のゲストのために宴会を主催する。メイン料理はグリューンコール＆ピンケルである。
かつて1960年代にはフェーゲザック近郊のヴェーザー川で「プファンクーヘンアイス」（パンケーキ・アイス）という現象が時折見られた（現在ではおそらくもう見られない）。この現象はヴェーザー川とレーズム川との合流地点で起こっていた。異なる2つの川の水流によって、漂う氷塊が回転し、ほぼ円形になるまで互いにぶつかり、削りあう。こうして氷塊は巨大なパンケーキのようになるという現象である。
テューリンゲンやヘッセン東部におけるカリ岩塩採掘の拡大と源流に大量の塩が流入したことにより、1990年代に多くの鉱山が閉山するまで、オーバーヴェーザーやミッテルヴェーザーの流氷は見られなくなっていた。その後徐々に昔の状態に戻っている。1996年1月から2月の5週間、ヴェラ川はヴィンツェンハウゼンとハン・ミュンデンとの間で氷結し、その後激しい流氷によってオーバーヴェーザーでは多くのフェリーが運航を停止しなければならなかった。

### 水質
20世紀の初めまでヴェーザー川は大変に魚の豊富な川であった。しかし、増加する工場や人口増加に伴って水質が悪化した。浄化施設を建設しても状況は変わらなかった。さらにヴェラ川やフルダ川周辺のカリ岩塩採掘によって川は強く塩水化された。
第二次世界大戦後、ヴェーザー川の水質はさらに急速に悪化し、1990年代の終わりまでには水質グレード III - IV（極めて強く汚染されている）あるいは IV（過度に汚染されている）にランクされるようになっていた。汚染の主要因の一つは、テューリンゲンやヘッセンからの塩分を多く含んだ廃液の流入にあった。
自治体や企業による浄化施設の拡充・新設や、工場の作業方法改善、カリ岩塩採掘の減衰は、徐々に水質の改善効果をもたらした。ヴェーザー川の生物学的水質に関する活動報告によると、一部で水質グレードはクラスII（かなり負荷がかかっている）、いくつかの箇所では II - III（危険な負荷がかかっている）にランクされている。これには塩水化が相変わらず問題とされている。2005年頃からカリ溶液の廃液量増加が議論の対象となっている。

## 動植物

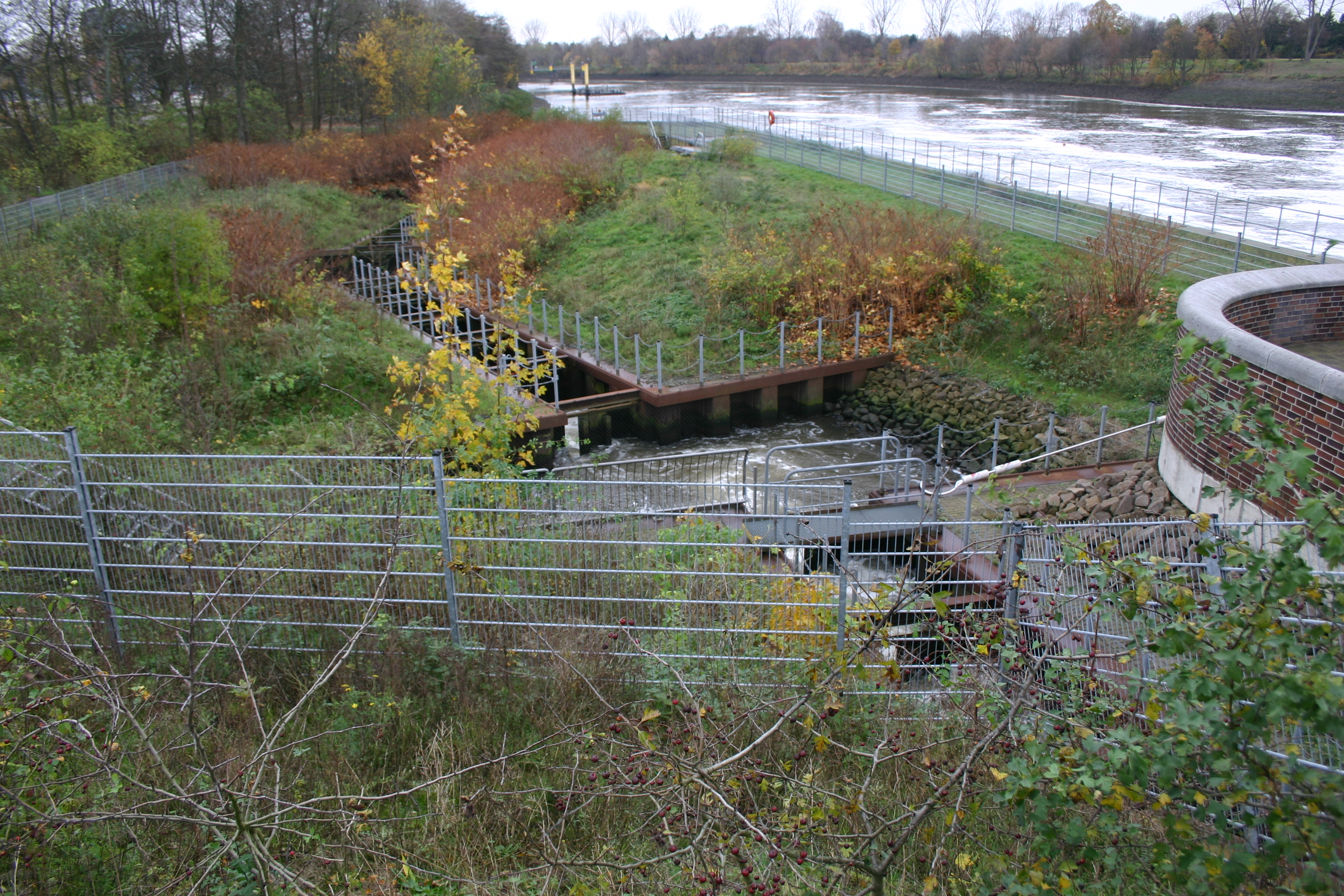
ブレーメン、ヴェーザー堰の魚道

生態学的に見ると、ヴェーザー川は 4 つの根本的に異なる動植物生息域を取って流れている。ハン・ミュンデンからポルタ・ヴェストファーリカまでのヴェーザーベルクラントでは、主にトウヒ、ブナ、オークの森に数多くの生物が生息している。ミンデンからブレーメンまでのミッテルヴェーザー地域は広大な湿地で農業用に整地された構造であり、一部に小高い森がある。この区間では荒れ地や泥炭地がその特色である。この地域で流路は蛇行を繰り返し、古い川筋に多くの魚が棲み、川岸は動植物の生息地となっている。
ウンターヴェーザーの川岸は、ほとんど木のない広大な湿地である。ここでは、定期的に起こる堤防を越えて砂地の縁にまで達する洪水がこの地形を形成してきた。洪水とともに運ばれ、堆積した砂、泥、粘土やロームが現在のブレーメンと北海との間の高層・低層湿原を有する砂地から湿地へと移行する地域の風景を創り出している。中流部に氾濫原、フェンが発達し、ホオジロガモ、シュバシコウ、ヨーロッパムナグロが生息しており、一帯の「シュタウストゥフ・シュリュッセルブルク自然保護区」はラムサール条約登録地である。
有史以前の時代、北海の海岸は現在よりも少なくとも 50 km 北にあった。沈下によって元の海岸線は変化したが、人々は堤防を築き、その浸食を阻止した。ヴェーザー川河口域では、波と堆積によって干満域に干潟が形成された。ここは海棲動物にとってかけがえのない生息地となっている。アウセンヴェーザー内やその周辺には、鰭脚類が休む砂州が数多くある。河口域は周辺のヤーデ湾、メルム島やクネヒツエンデ砂州と共に1976年にラムサール条約登録地となり、1992年にニーダーザクセン州の海岸の一部としてユネスコの生物圏保護区に指定された。
1992年の動植物生息地指令は、各州に対して、定められた種類の生物生息域を保護するよう指定し、危機に瀕した動植物の生息地をブリュッセルのEUに届け出ることを義務づけている。国の提案から選ばれた地域はその後、EUの鳥類保護指令に基づき届けられた鳥類保護地域とともに、全ヨーロッパ的な保護地域システム Nature 2000 の構築に供された。シュトローハウザー・プラーテをはじめ、いくつかのヴェーザー川沿いの地域もすでにこのプロジェクトに組み込まれている。
オーバーヴェーザー沿いの動植物相がいかに多彩であるかは、2000年6月にベーヴェルンゲンの南で行われた約 14 km にわたる観察が示している。この時の30以上にわたる地衣類、蘚苔植物、維管束植物、軟体動物、昆虫、両生類、鳥類などのリストには、このヴェーザー渓谷の地域内に 576 種の植物（このうち蘚苔植物が 62 種、維管束植物が 487 種）、389 種の動物（このうちトンボが 30 種、甲虫が 60 種、鱗翅類が 33 種、鳥類が 56 種）が挙げられている。
2001年に行われたハーメルンのプフォルトミューレの堰に魚道を設けるための予備審査によれば、28種の魚類が認められ、ウナギやサケのような有名な回遊魚の他にも、ヴェーザー川やその支流を回遊する魚類が多く見られた。

## 経済

### 漁業

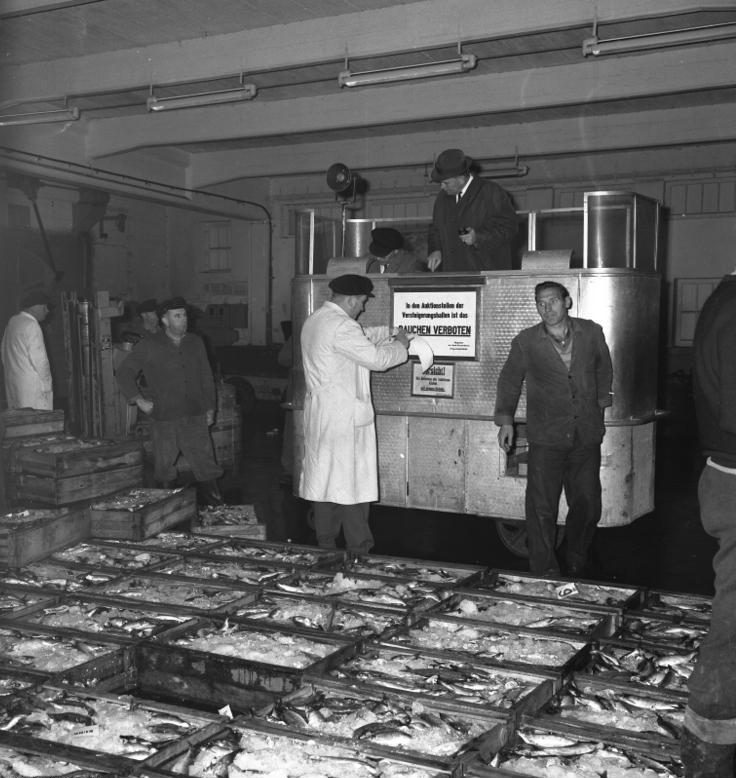
ブレーマーハーフェンの魚の競り（1964年10月）

工業よりもはるか昔からヴェーザー川全域では稼業としての漁業が四つ手網を使って営まれていた。ウンターヴェーザーやミッテルヴェーザー沿いの村に遺る多くの漁師の家は現在も、ある程度の豊かさを示している。ミッテルヴェーザーおよびアラー川における1909年のサケの漁獲量は4,000尾であった。堰施設（堰、水門、水力発電所）を伴うヴェザー川の拡張工事や工業進出に伴う水質の悪化により、1959年にはこの漁獲量は事実上 0 となった。ミッテルヴェーザー沿いの最後の職業漁師はニーンブルク/ヴェーザーのコルト・ドッバーシュッツおよびルドルフ・ドッバーシュッツであった。ドッバーシュッツ家は、すでに何代も前からヴェーザー川の漁師を務めていたのである。
ウンターヴェーザーでは漁業はより重要であった。1884年にゲーストミュンデのフリードリヒ・ブッセは遠洋漁業用汽船をブレーマーハーフェン＝ヴェルフトに注文し、これを使って有力な魚商人となった。彼は1888年にイングランドのそれを手本にゲーストミュンデで最初の競り市を行った。ゲーストミュンデの遠洋漁業船団は、早くも1895年には28隻の船舶からなっていた。
1891年、ブレーマーハーフェンも西堤防付近に、包装・冷凍施設を備えた倉庫や競り市会場を有する新しい港を建設することによって漁業活動に関与しようと試みた。初めは成功したが、ブレーマーハーフェンの港の水門通過のために経費がかさみ、市場の売り上げが小さくなったために失敗に終わった。
一方、ゲーストミュンデは1891年から1896年の間に潮任せではあるものの、水門のない漁港（フィッシェライハーフェン I）を拡張し、1914年までに漁業船団を93隻の汽船を有するまでに拡大した。1930年代には船団は215隻となり、21人の船主の下で約7,000人が雇用されるといった一時的なピークを迎えた。
第二次世界大戦後、ゲーストミュンデはブレーマーハーフェンに合併し、1960年までヨーロッパ最大の漁港に発展した。しかし、アイスランドやノルウェーの漁業水域が200海里に拡張されたことにより、1984年までに最も重要な漁場と遠洋漁業の2,000人以上の職場が失われ、さらには約4,000人の魚介取引に関わる人々が職を失った。ブレーマーハーフェンにはわずか3隻の漁船があるだけである。
1990年までヴェラ川沿いのカリ採掘はオーバーヴェーザーおよびミッテルヴェーザーの強い塩水化を招いた。これは魚の生息数も、魚の栄養にとって重要なボウフラや様々な幼虫も、量・種類ともに深刻な減少をもたらした。ただウナギだけは順調に繁殖していた。現在はスポーツフィッシング協会や町の釣り協会が定期的に幼魚を放流することによって一定の生息数を保つことに寄与している。しかしウナギ漁の収穫は減少している。

### 商業と手工業

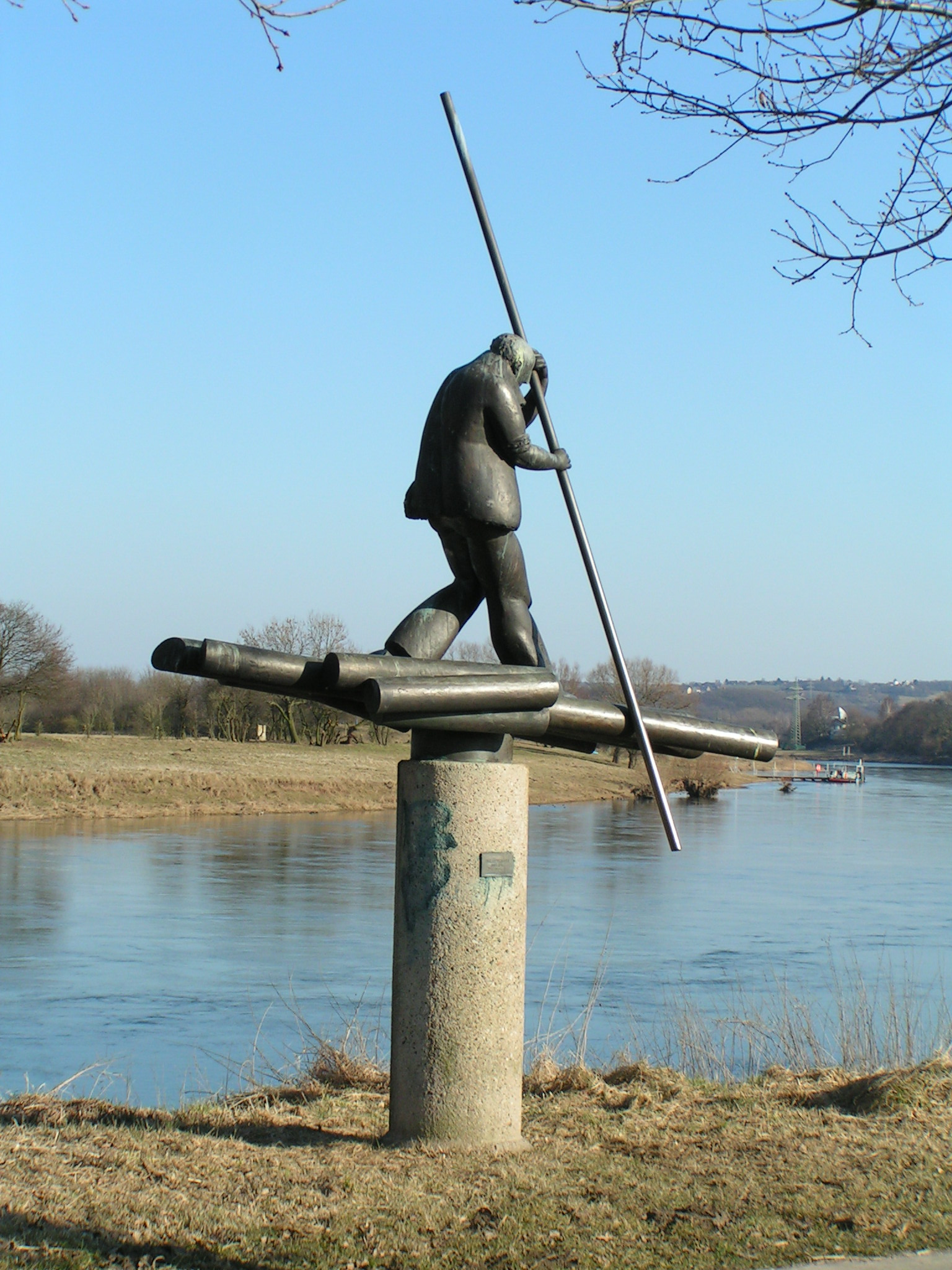
バート・エーンハウゼンの筏流しの記念碑

この地域における製品やこの地域での生活用品は事実上、ヴェーザー川で運ばれた。川での輸送に対して関税が徴収された。オーバーヴェーザーでは、中世にはダッセル伯がこの権利を有していたが、1270年にブラウンシュヴァイク公アルブレヒト1世にこれを売却した。
工業化以前の時代、重い荷物は陸路よりも水路によって運ばれていた。遅くとも15世紀末以降にはオーベルンキルヒェンの石炭が、そうした貨物の一つとして、ウンターヴェザーのブレーメンまで運ばれていた。1600年頃、ヒルデスハイム地方の穀物や果実がヴェーザー川を通ってブレーメンやオランダに運ばれ、チーズや干物、肝油などを積んで戻ってきた。
16世紀から19世紀まで、オーバーヴェーザーやヴェラ川、フルダ川沿いの多くの村は陶器を生産していた。この地域の大量の陶片出土品は生産が盛んであったことを推測させる。「ヴェーザー陶器」という概念が生まれたが、これはヴェーザー川が陶器の輸送に用いられていたことを表現している。オーバーヴェーザーの陶工の村で生産された陶器や炻器は、それらの村と常に往来のあるミッテルヴェーザー/ウンターヴェーザー沿いの地域だけでなく、アウセンヴェーザーを経由して北海沿岸の地方であるフリースラント、デンマーク、イングランド、オランダにまで運ばれた。オーバーヴェーザー発の陶器貿易は全ヴェーザー地域の市場を最終的に支配し、18世紀から19世紀にはミッテルヴェーザー/ウンターヴェーザー沿いの生産地（たとえばミンデンなど）はもはや顧みられなくなった。
有名な輸出品としては、1666年に設立されたヴェッカーハーゲン選帝侯立製鉄所（オーバーヴェーザー）で製造され、ここから船でまずブレーメンへ、さらにスカンジナビアやアメリカの顧客に輸送された「ヴェッカーヘーガー・オーフェン」が知られている。
森林の豊かなヴェーザーベルクラントの重要な産品は今も昔も木材である。20世紀中頃まで丸太は主に筏として流された。ヴェーザー川の筏流しを記念して、バート・エーンハウゼンに銅像の記念碑が建てられている。

## 水運

### 歴史
ローマ時代、ゲルマン遠征の際にはすでにヴェーザー川を船で航行している。ローマ軍の船団基地はブレーメン＝ゼーハウゼン近くで発掘されている。トイトブルク森の戦い後もローマ帝国の製品はヴェーザー川沿いに取引されていた。ミッテルヴェーザー、ウンターヴェーザー、およびフンテ川流域ではアイフェル山地の玄武岩で作られたローマ時代の挽き臼が数多く見つかっている。8世紀には小型の貿易船がアラー川、ライネ川、オーカー川などを経由してブラウンシュヴァイク、ヒルデスハイム、エールツェにまで往来し、12世紀にはヴェレ川、エルゼ川、ハーゼ川を経由してヴェストファーレンにまで至った。
川を遡る際は例外なく人や使役動物が綱で沿道から艀を引いた。そのために堤の近くにはしっかりとした船曳道が設けられており、ごく一部は現在も遺されている。綱で引かれての航行は、船曳道の保守の悪さにしばしば悩まされた。船曳道が反対の岸に変わったために引き手が川を渡らなければならないこともしばしば起こった。川を下る場合は、綱で引く必要はなく、川の流れで十分に船を航行させることができた。
14世紀から15世紀にヴェーザー川、特にオーバーヴェーザーからミッテルヴェーザーに「エーケ」あるいは「ブレーマー・エーケ」（"Eke" は「オーク」を意味する "Eiche" を語源とする）と呼ばれる内陸船が非常に多く用いられた。これは、ブッケ (Bukke)、ボックシフ (Bockschiff) あるいはブレ (Bulle)（「厚板」を意味する "Bohlen" を語源とする）と同じく、長さ 30 m 以下、幅約 3 m の平底の貨物船の通商であった。伝統的なヴェーザー地方のボートはヴェーザーベッケ (Weserböcke) と称された。しかしこれは後に、モーター駆動のボートに置き換えられていった。さらにウンターヴェーザーでは帆船も用いられた。
中世に川を下って運ばれたのは、主に石材、特にオーベルンキルヒェナー砂岩、石灰、鉄鉱石、建築用木材、穀物などであり、川を遡って内陸部へ運ばれたのは、魚、バター、チーズ、獣脂、布地、家畜、泥炭などであった。

蒸気船ヴェーザー号の復元図

1707年、ヴェーザー川は世界で初めて蒸気船が航行した場所となるはずであった。ドニ・パパンの発明品である蒸気シリンダーで駆動する船は、ヴェラ川とフルダ川の合流点の数 m 手前で川に沈没した。1817年にフェーゲザックで建造されたドイツ初の蒸気船「ヴェーザー号」は、蒸気船航行の歴史の新たな章を開いた。ヴェーザー号は1833年までウンターヴェーザーのブレーメン、フェーゲザック、エルスフレート、ブラーケ間を運航し、旅客や郵便を運んだのであった。

### ヴェーザー川の拡充
1399年、フェルデン司教ディートリヒ・フォン・ニームはその年代記に春の洪水が引いた後、石が多い砂質の土壌を残してゆくと書いている。16世紀末にブレーメン市の議会は、船員ギルドの提案によりフェーゲザックに港を建設することを決議した。それはウンターヴェーザーが砂で浅くなり、船がブレーメンに近づけなくなりつつあるためであった。しかしフェーゲザックの港もこの問題を永続的に解消するには至らなかった。船はすぐに、ブラーケで積み荷を降ろさなくてはならなくなった。さらに砂が堆積し、ブラーケの帰属を巡ってオルデンブルク公との間で紛争が起きたことから、1827年にブレーマーハーフェン（直訳すると「ブレーメンの港」）が建設された。
ヴェーザー川の春と秋の洪水はミンデンと北海の間の平地部分を水浸しにした。この時、重い浮遊土砂が岸辺に厚く堆積し簡単なダムとなり、ヴェーザー川はどこかの時点で自らそれを突破できなくなった。このため流れのエネルギーは川床に集中し、深く掘り下げられていった。やがてこのダムは突破され、洗い流された。低水位期の水面は所によってはとても深くなって岸部近くの地下水を引き込むために付近の泉が涸れたりもした。
ヴェーザー川は、流氷や洪水によって、しばしば 10 m 程度の深さの甌穴を作りだした。この時に掘り出された物質が砂州や中州に堆積した。これにより川床はしばしば変化し、航行は予測不能となった。
ヴェーザー川に面したすべての領邦の代表者によるヴェーザーシッフハールツアクテ (Weserschifffahrtsakte) は、1823年9月10日にミンデンで、開市権をはじめとする中世の特権を廃止し、すべての川沿いの領邦に対し例外なく河川工事に取り組み、ヴェーザー川の船舶航行の保全に努めることを義務づけることを決議した。

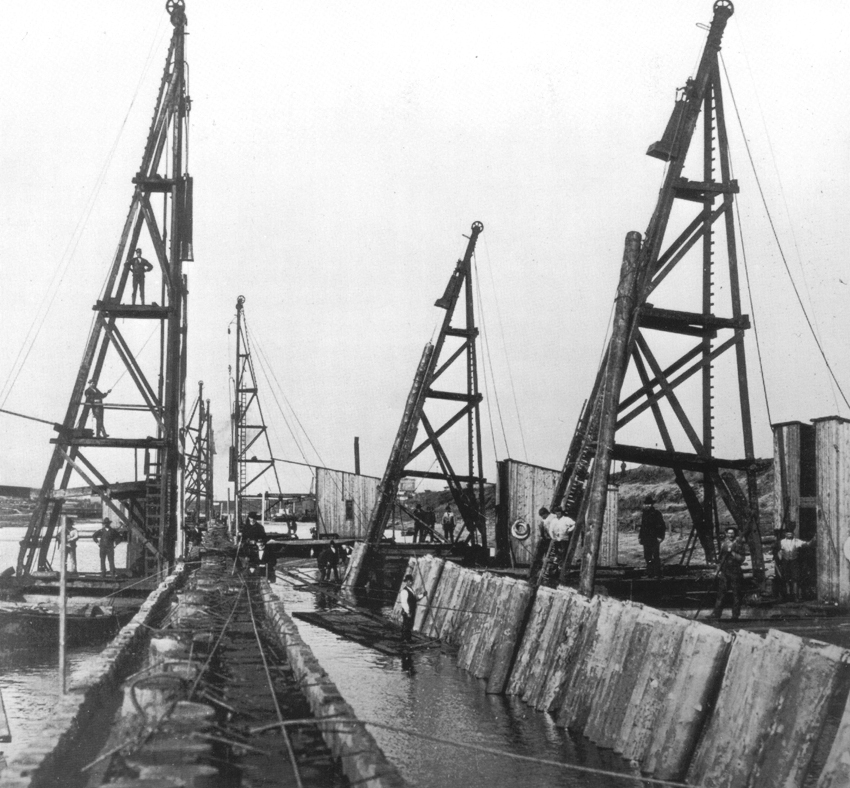
ヴェーザー川大改修工事の様子（1895年以前）

1845年にブレーメン市は市域内のウンターヴェーザーの浚渫工事を始めた。1847年には初めて浚渫蒸気船が就航した。また、ケレップ水制を建設したがあまり成功はしなかった。ルートヴィヒ・フランツィウスの設計によれば、川は狭くなるものの、深さは 5m になるはずであった。しかし、実際にはその半分の 2 m の深さにしかならなかったのである。1874年にフランツィウスは委員会で、ヴェーザー川の船舶航行振興を目的とする委員会のブレーメン代表となった。彼はヴェーザー川とその全支流のデーターを集め、自らの洞察を加えて水深を増し、ブレーメンから河口までを漏斗状に狭めるヴェーザー川大改修計画を策定した。フランツィウスはその後、自らのアイデアを完遂するにあたって困難に直面したが、1881年の洪水による被害が彼の野心的な計画実現を後押しした。ランケナウ＝グレーペリンゲン近郊のヴェーザー川の蛇行「ランゲ・ブーフト」を切り離し、新たな流路を造るというものであった。資金調達は困難であったが、この大改修計画は早くも1883年に実現化された。ウンターヴェーザーのすべての行程で改修が行われ、その間大型船舶はブレーメンまで航行することができなかったため、1888年にヨーロッパ港に船どまりが完成した。
ヴェーザー川改修後、ミッテルヴェーザー地区に対するヴェーザー建設・経済措置が採られた。19世紀末にはすでにヴェーザー川にケレップ水制が建設され、航路の水深を増すために機能していた。1911年、ブレーメン＝ハーシュテットのヘーメリンガー堰の建設で、堰と閘門運河によるミッテルヴェーザーの水面上昇は始まった。デルフェルデン近郊でも1911年にローホーフシュライフェと呼ばれる蛇行が切り離され、1914年からここに新しく水力発電用の堰が設けられた。また、イントシェーデ（ブレンダー）やペータースハーゲンのエスパー川河口付近では調整用トンネル掘削と堰の建設が行われた。一連の工事がすべて完成したのは、第二次世界大戦後の復興期になってからであった。ミッテルヴェーザー・アクティオンゲーゼルシャフト (Mittelweser-Aktiengesellschaft) とヴェーザー連盟 e.V. の計算によれば、1967年までに約 3億3千万マルクがこの改良に費やされた。これは当時の「地方の社会資本改良」の額に匹敵する。この中には、1942年までの準備工事費が5千万マルクと見積もられて含まれている。水力発電所などを含む私企業による改良工事は約 9億マルクに達する。ヴェーザー川沿いの 7 つの水力発電所のうち一番新しいものはランデスベルゲンの発電所で1960年代の終わりに完成した。7つの発電所を合わせて、年間 200 GWh の電力を生産し、1986年まで稼働していた。コストは全体で 6千万マルクであったが、これはヴェーザー川改修工事の総投資額13億3千万マルクのわずか 5 % であった。
ウンターヴェーザーの水路は平均 12 m ほどの深さとなった。ヴェーザー川改修工事以前のブレーメンにおける干満の差は 10年間（1870年 - 1879年）の平均でわずか 73 cmであったが、2004年までの最大の干満差は 4.5 m であった。
蒸気船の航行により、引き綱人夫という職種は急速に失われた。蒸気タグボートはたくさんの艀を同時に引くことが可能であった。下る場合でも艀はただ引っ張られているだけで高速航行が可能となったのである。蒸気船で運ばれた荷物は特別な料金を課すことができ、やがて個人所有の蒸気船も多く就役するようになった。
しかし、全体としてはヴェーザー川の内陸水運は重要性を失っていった。1851年に鉄道 ハノーファー - ブレーメン線が、1856年にゲッティンゲン - ハン・ミュンデン - カッセル線が完成し、ヘッセンから海港まで鉄道路線で結ばれたためである。
ミッテルヴェーザーは、1915年にミッテルラント運河と結ばれて以降、再び興隆した。
20世紀になるとディーゼル船が増加した。その後、自ら内燃機関を有する貨物船が増加している。

### 貨物船

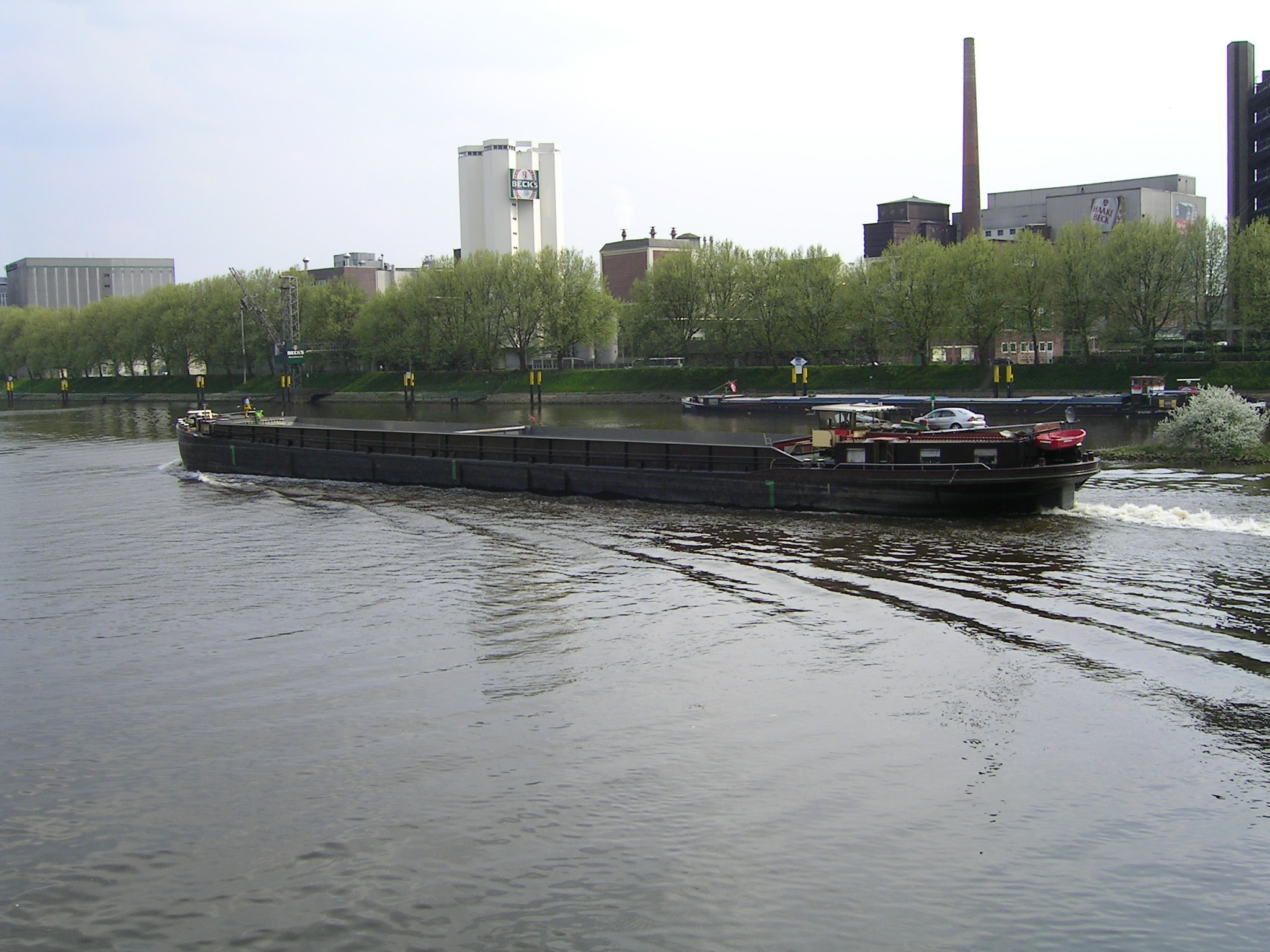
ブレーメンを航行する貨物船

ヴェーザー川は、ヴェラ川とフルダ川の合流点から河口まで船で航行することが可能である。最大どれだけの大きさの船が、あるいは喫水がどれだけの船が通れるかは、その区間によって異なっている。ある区間で実際に貨物輸送が行える量は、その制限に依存している。
オーバーヴェーザー（水路クラス IV の制限）は最大長 85 m、最大幅 11 m までである。航行可能な最大喫水は水位に依存する。喫水は実際の水位から区間ごとに異なる余裕が必要となる。その余裕分は、ハン・ミュンデン - カールスハーフェン間が 17 cm、カールスハーフェン - ボーデンヴェルダー間が 5 cm、ボーデンヴェルダー - ハーメルン間が 28 cm、ハーメルン - ミンデン間が 31 cm である。実際の水位は、船長がハン・ミュンデン水利・水運局に問い合わせなければならない。これらの規制に基づき、採算性を考慮した結果、オーバーヴェーザーに貨物船はほとんど見られないが、第二次世界大戦直後にはまだオーバーヴェーザーを艀が航行していた。当時は年間約 3万tの貨物が内陸水運によりオーバーヴェーザーを運ばれていたのである。貨物の主なものはベーヴェルンゲン、ホルツミンデン、ハーメルンからブレーメンへの穀物であった。ハン・ミュンデンのヴァーレウムシュラーク港（貨物積み替え港）は1970年代に廃止され、1989年に鉄道施設も撤去された。2008年6月、ハン・ミュンデンのヴァーレウムシュラークは、港湾活動を再開した。これ以後、大型トラックと内陸船舶との間で大型機械部品の揚げ降ろしが行われている。
ミンデンとブレーメンの間のミッテルヴェーザーは、全長 85 m、全幅 11.45 m までのヨーロッパ船および全長 91 m、全幅 8.25 m までの艀で、最大喫水が 2.50 m を超えない船舶が航行可能である。これは水路クラス IV の制限に適合している。2012年までには、ヴェーザー里程 204.5km（ミンデン）から ヴェーザー里程 360.7 km（ブレーメンのフルダ港）までがクラス Vb の制限にまで緩和される予定である。この規制では全長 110 m まで、喫水 2.50 m の大型貨物船がこの区間を航行できることになる。フルダ港から鉄道橋（ウンターヴェーザー里程 1.38 km）まではすでにクラス Vb の規制が適用されている。内陸船舶水路法の規制範囲はここで終わり、海洋船舶水路法の規制範囲が始まる。ヴェーザー川はクラス VIb に属す。
ウンターヴェーザーは外洋船も航行可能である。干満にも依存するが、航行可能な最大喫水は、ブレーメン地域で 7.5 m、ブラーケとノルデンハムとの間は 9 m、ノルデンハムとブレーマーハーフェンとの間は 13.50 m である。平均干満差は 3.96 m である。
ブレーマーハーフェン以降のアウセンヴェーザーの 14.5 m 拡張工事は2003年に完了した。

### 旅客船

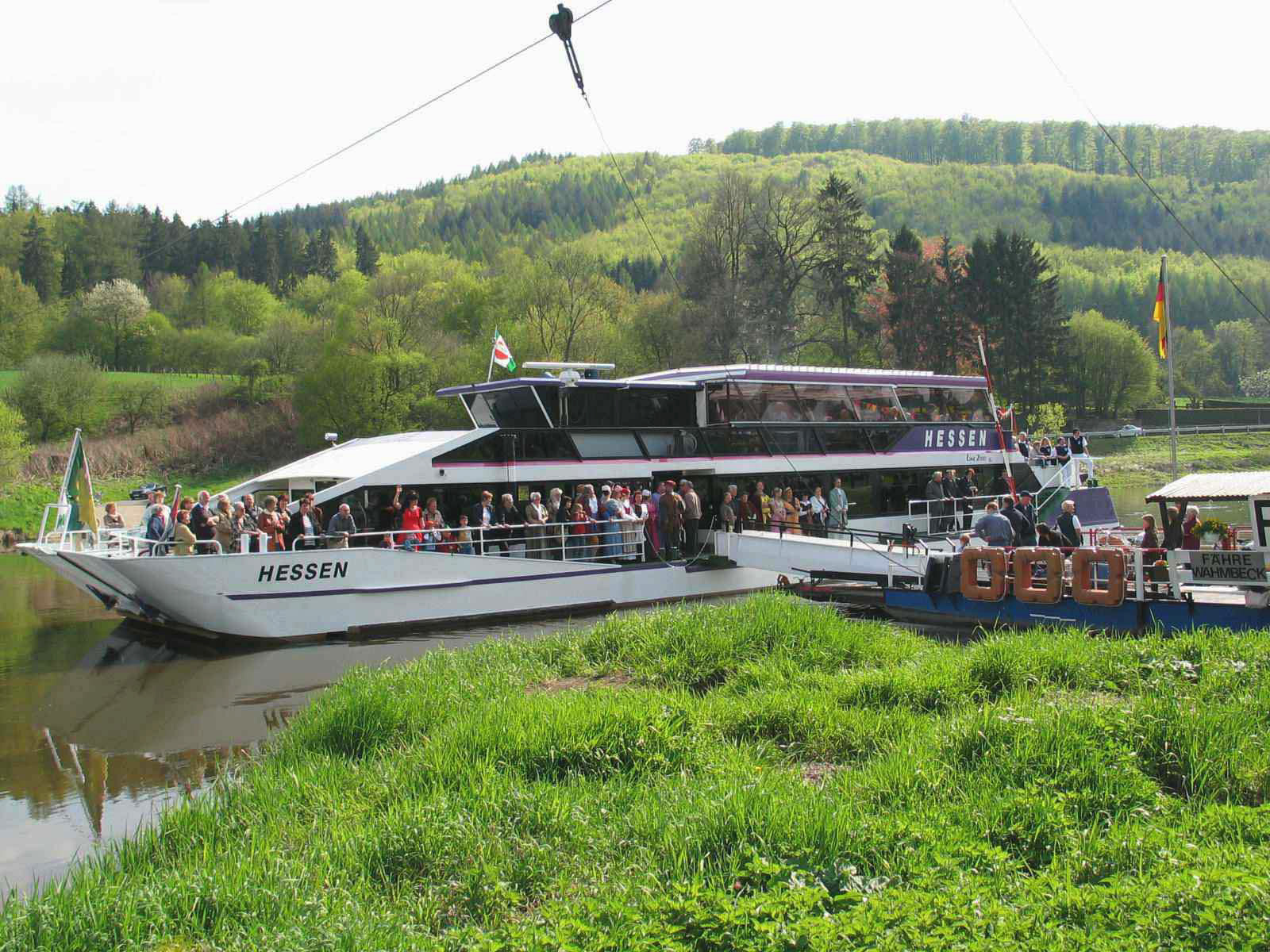
オーバーヴェーザーの旅客船「ヘッセン号」

1817年からのヴェーザー川での蒸気船航行の隆盛に伴って旅客船が人の移動に利用されるようになった。長い間、蒸気船での旅は鉄道の旅に比べて安価であり、このため20世紀になるまで船は日常的な交通手段として用いられた。たとえば、1851年にオーバーヴェーザー蒸気船運航はハン・ミュンデンからハーメルンへの下り方向の船を毎日運航するようになり、バート・カールスハーフェンにはカッセル、マールブルク、アイゼナハからの列車が到着した。週に4日はハーメルンからミンデンやブレーメンへの便もあった。さらに月に7日は、オーバーヴェーザー蒸気船運航は、ブレーメンあるいはブレーマーハーフェンからアメリカ合衆国やカナダへ移民を運ぶための船も運航していた。ハン・ミュンデンからブレーメンまでの総所要日数は3日、さらに北米までは8日から10日であった。有名な外輪船には「カイザー・ヴィルヘルム号」（現在は保存蒸気船としてエルベ川のラウエンブルク付近を航行している）、「クロンプリンツ・ヴィルヘルム号」改め「マイセン号」（ブレーマーハーフェンの船舶博物館にその遺物が展示されている）、「フュルスト・ビスマルク号」（所在は明らかでない）がある。
現在でもヴェーザー川全域で旅客船が運航している。ハン・ミュンデンとカッセルとの間はフルダ川を運航している。フルダ川、オーバーヴェーザー、ウンターヴェーザーの4月から10月までの間定期的に運航される路線は近隣の自治体住民に利用されているが、ミッテルヴェーザーでは夏期の半年間に極めて不定期に運航されるだけであり、主に小旅行に利用されている。
オーバーヴェーザーを航行する旅客船は、水深が浅いために特別な要求が課される。低水位状態でも定期路線便が運航できるように、ハン・ミュンデン - バート・カールスハーフェン間では喫水は 45 cm を超えない。たとえば 1993年に就航した Linie 2000 の旅客船「ヘッセン号」は喫水が 30 cm しかなく、可動式でどちらにも向けられるギャングウェイを有している。停泊地に桟橋はなく、船は川の真ん中に4本の伸縮式の脚を底に沈めて停泊する。こうして台に載ったような形で、船はヴェーザー川で動くことなく静止する。喫水が浅いためオーバーヴェーザーを航行するモーターシップは、従来のプロペラを持たず、外輪船を発展させた形の推進機関を有している。
夏期にはしばしば最大数の観光客が最低水位の時期に重なることがあり、週末前の適切な時期に支流の堰堤から水を引いて水量を増している。

### スポーツ船
ヴェーザー川では、モーターボートは市街地域や水門地域まで航行することができる。最高速度は 35 km/h まで許されている。ただし、市街地域では下り 18 km/h、上り 12 km/h までである。比較的川幅が狭く、許可されている走行速度が速いことから、ヴェーザー川はスポーツ船にとって理想的な地域である。
オーバーヴェーザーは、特にカヌーやカヌー・キャンピングに人気である。通常の状態のヴェーザー川の流速は平均 4.5 km/h で、レジャースポーツとしても過度に負荷のない長いコースが取れる。これを見込んで多くの貸しボート屋が営業しており、カヤックやカナディアンカヌーの貸し出しの他、ピックアップサービスも行っている。
ヴェーザー川はローイング競技（ボート競技）でも特別に人気のある水域である。ハン・ミュンデン、ホルツミンデン、ヘクスター、ボーデンヴェルダー、ハーメルン、リンテルン、ミンデン、シュトルツェナウ、ニーンブルク、ホーヤ、ブレーメンに漕艇クラブがある。
1年に1度、ハン・ミュンデンとハーメルンの間のオーバーヴェーザーで「ICF ヴェーザーマラソン」が開催される。この大会には漕艇、カヤック、カヌーの部門がある。53.80 kmのコースと 135 km のコースがあり、参加者は希望のコースを選ぶことができる。2006年の大会には 1,800 人がエントリーした。
2年ごと（奇数年）に Ring der Wassersportvereine um die Porta Westfalica（ポルタ・ヴェストファーリカ周辺のウォータースポーツクラブ連合）による「Blaue Band der Weser」（ヴェーザー川の青い帯）が開催される。毎年9月の第1週末に開催されるこの催しでは、様々な種目のウォータースポーツ競技が行われる。同時に開催される民衆祭は毎回約 10万人の観客をヴェーザー河畔に引き寄せている。土曜日には、「炎のヴェーザー川」というモットーの下、暗くなるとともに競技者達が参加するボート・パレードが行われる。

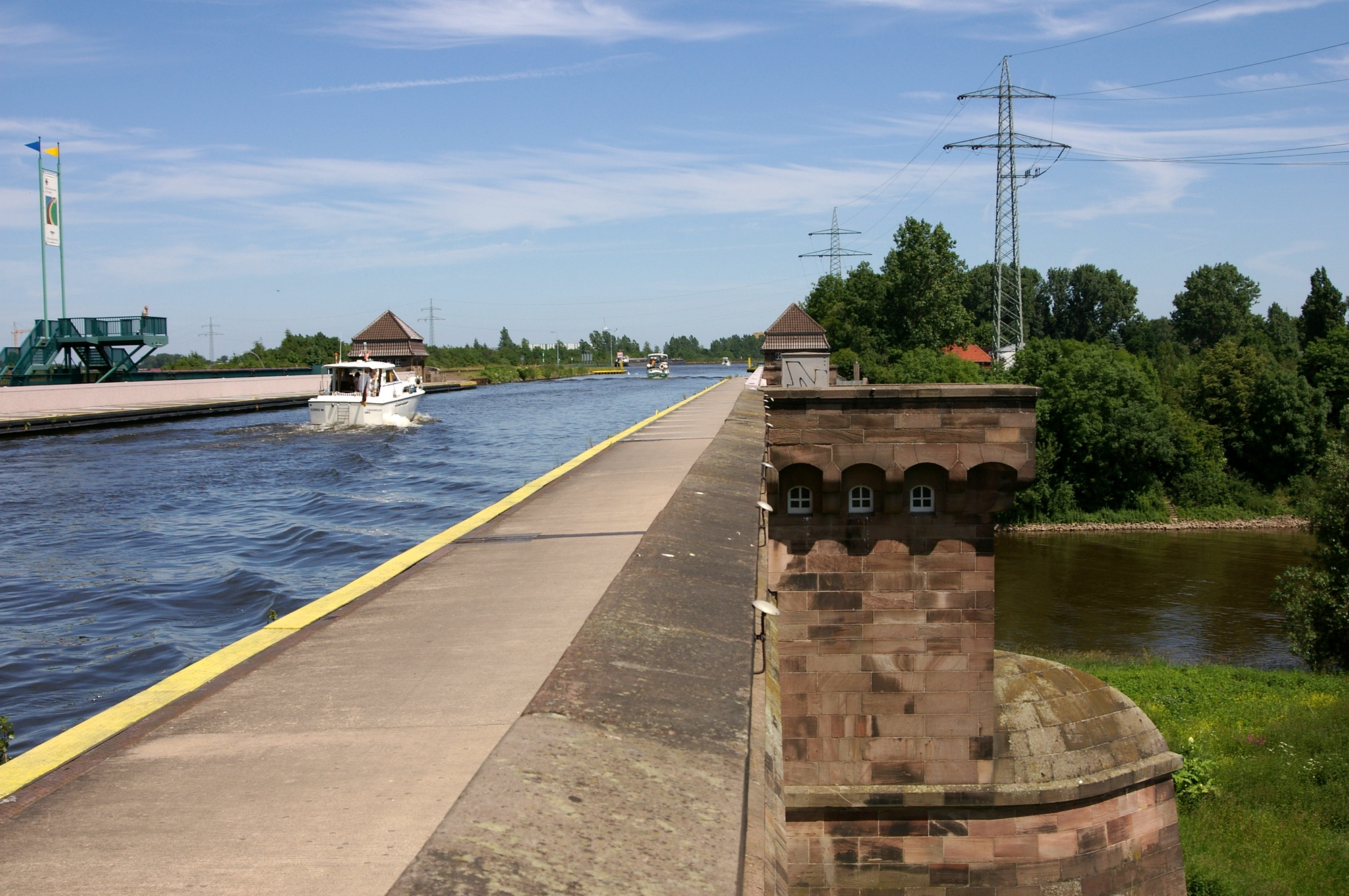
ミンデン水路ジャンクション。上がミッテルラント運河、下を流れるのがヴェーザー川

### ミンデン水路ジャンクション
1914年からミンデンの北にあるミンデン水路ジャンクションでは、ミッテルラント運河が水道橋でヴェーザー川を跨いでいる。この橋は1945年にドイツ軍によって破壊され、1950年代に再建された。1998年には、船舶交通量の増加や新たに大きな船舶クラスに対応するための運河増強に伴って、2本目の橋が増設された。古い橋は、これ以降はスポーツ船のみが使用している。3つの堰（閘門）がヴェーザー川とミッテルラント運河との間の2本の水路を形成している。この水路はこれらの閘門によって約 13.20 m の高低差を克服しなければならない。1本はシャハト堰がある北接続運河、もう一本は南接続運河で2つの堰とその中間の高さに港湾施設がある。さらに水路ジャンクション脇にポンプ施設があり、これによってヴェーザー川の水を運河に揚げ、運河の水量を一定に保っている。
ミンデン水路ジャンクションによって、ヴェーザー川の船舶航行は、西のライン川やルール地方およびエムス川へ、東のエルベ川やさらにマクデブルク水路ジャンクションおよびエルベ＝ハーフェル運河を経由してベルリンやオーデル川に直接行くことができる。

### 閘門

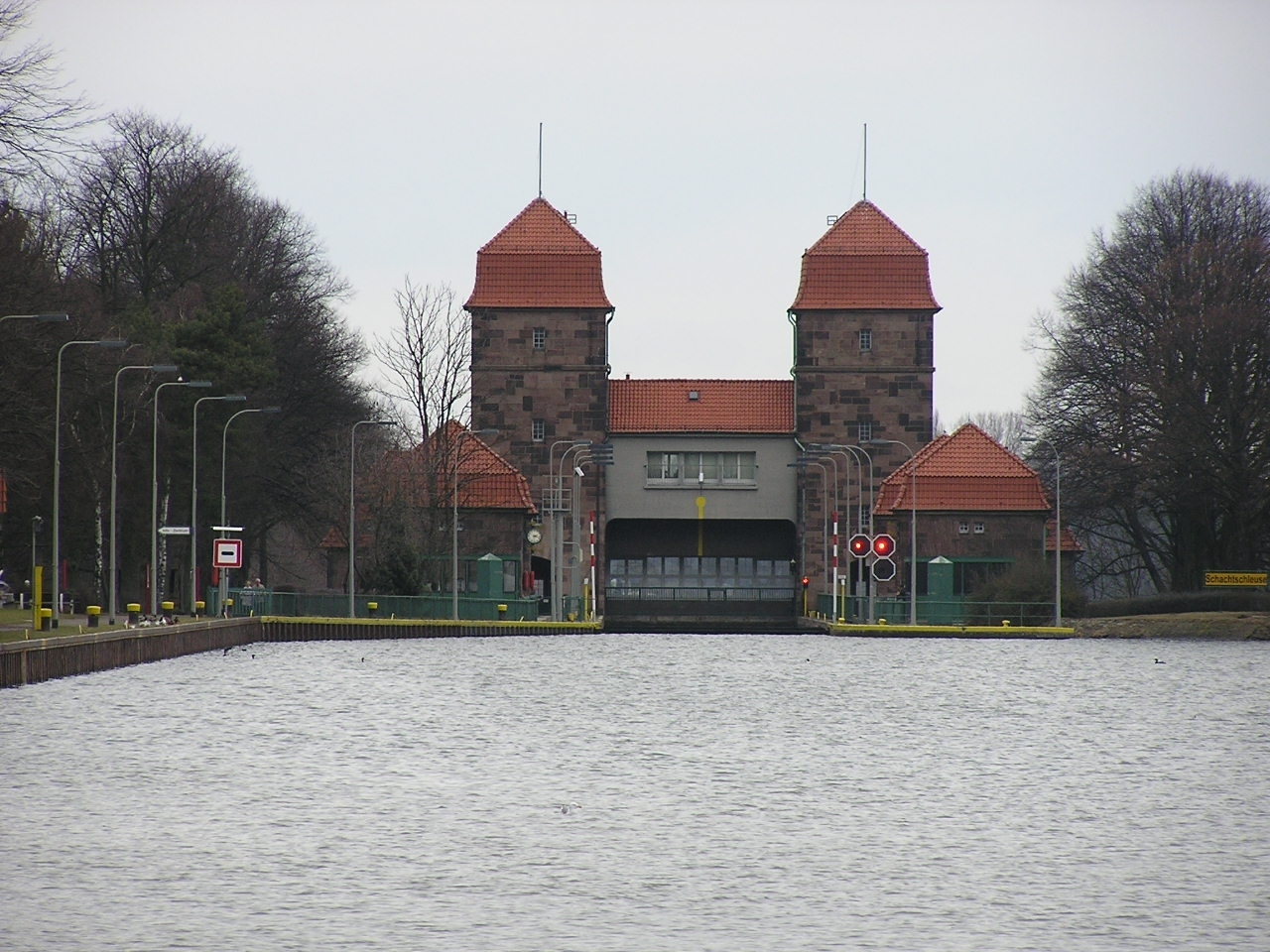
ミンデン・シャハト閘門

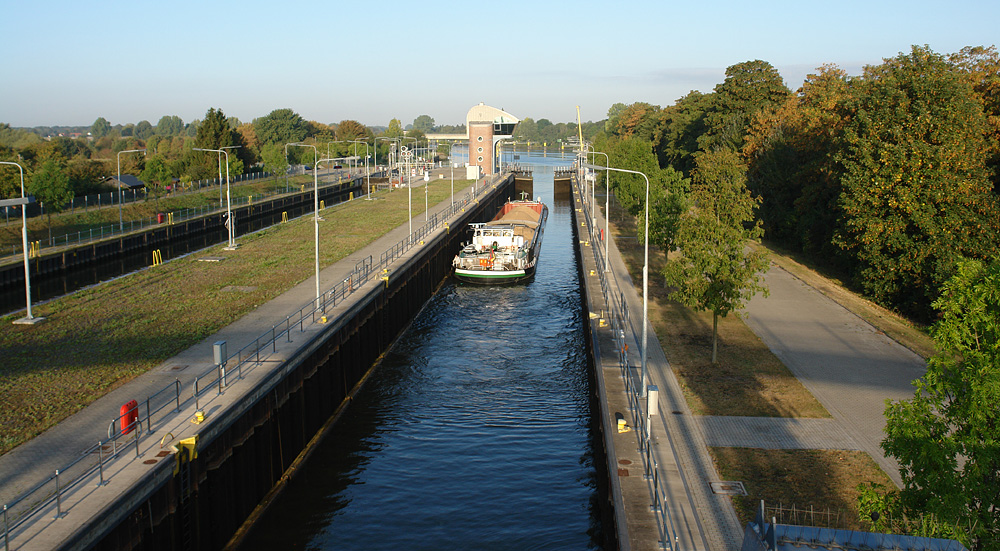
ブレーメンの閘門

| 所在地、名称                     | ヴェーザー里程 (km) | 有効長 | 有効幅  | 高低差      | 特記事項                                                                                         |
| -------------------------------- | ------------------- | ------ | ------- | ----------- | ------------------------------------------------------------------------------------------------ |
| ハーメルン、艀用閘門             | 134.8               | 222 m  | 11.25 m | 3.17 m      | 屈曲した閘室を有する。 管理: 地元の管理人                                                        |
| ミンデン・シャハト閘門           |                     | 85 m   | 10.00 m | 最大 13.2 m | 管理: ミンデン遠隔管理センターへの接続が計画されている。                                         |
| ミンデン・ヴェーザー閘門         |                     | 139 m  | 12.5 m  | 13.3 m      | 建設中。2012年に完成予定。                                                                       |
| ペータースハーゲン               | 223.1               | 215 m  | 12.30 m | 6.00 m      | 管理: ミンデン遠隔管理センター                                                                   |
| シュリュッセルブルク             | 238,4               | 214 m  | 12.30 m | 4.50 m      | 管理: ミンデン遠隔管理センター                                                                   |
| ランデスベルゲン                 | 251.8               | 221 m  | 12.30 m | 5.50 m      | 管理: ミンデン遠隔管理センター                                                                   |
| ドラーケンブルク（閘門運河）     | 284.9               | 223 m  | 12.30 m | 6.40 m      | 管理: ミンデン遠隔管理センター                                                                   |
| ドラーケンブルク・艀用閘門（川） | 277.7               | 33 m   | 6.60 m  | 6.40 m      | 水利・水運局専用堰                                                                               |
| デルヴェルデン・艀用閘門         | 313.9               | 225 m  | 12.30 m | 4.60 m      | この閘門は大型貨物船の仕様に適応しておらず、 新しい堰 (139 m * 12.50 m) の建設が計画されている。 |
| デルヴェルデン小閘門             | 313.6               | 85 m   | 12.30 m | 4.60 m      | 管理: 地元の管理人                                                                               |
| デルヴェルデン・艀用閘門         | 308.8               | 28 m   | 6.50 m  | 4.60 m      | 水利・水運局専用堰                                                                               |
| ラングヴェーデル                 | 332.6               | 214 m  | 12.30 m | 5.50 m      | ミンデン遠隔管理センター                                                                         |
| ブレーメン                       | 362.0               | 225 m  | 12.50 m | 2.09–5.52 m | 管理: 地元の管理人                                                                               |
| ブレーメン、スポーツボート用閘門 | 362.0               | 25 m   | 6.50 m  | 2.09–5.52 m | 管理: 地元の管理人                                                                               |

### ウンターヴェーザーの標識灯

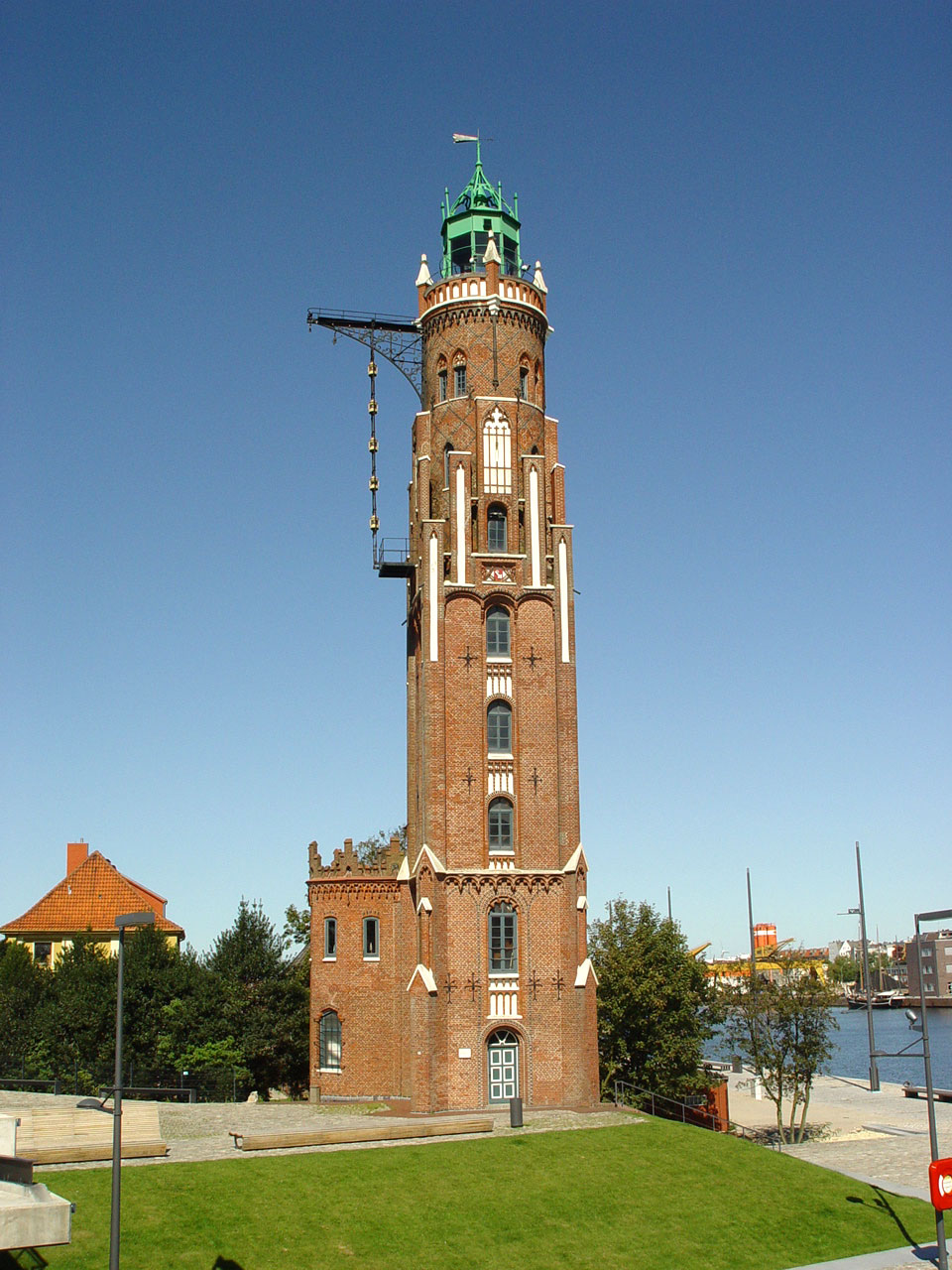
ブレーマーハーフェンの大灯台

ガスを充填した最初の航路標識は1830年に設標船バルゼン号の協力を得てアウセンヴェーザーに設置された。ジモン・ローシェンの設計に基づき、ブレーマーハーフェンのコルムブス堤防大灯台の建設が1853年に始まった。このネオゴシック様式のレンガ造りの灯台は1855年に完成し、1986年までウンターヴェーザーの標識灯として利用されていた。1984年からは保護文化財に指定されている。これに続いて1855年から1856年までホーエ・ヴェクの灯台建設が行われた。
1874年に最初の灯台船がアウセンヴェーザーに就役した。アウセンヴェーザーの有名な灯台ローター・ザントは1885年に使用が開始された。1887年にはエーファーザントの灯台がこれに続いた。1907年に、灯台船ノルデマイの就役によってアウセンヴェーザーの航路標識システムが拡大された。同じ年にロッベンプラーテに航路標識が設けられたが、1928年に灯台に置き換えられた。ゾルトヘルン（1904年）やブリンカーマホーフ（1912年）の灯台がこれに続いた。
1953年にエルベ川とヴェーザー川との間に初めて地上レーダー実験が開始された。1965年にアウセンヴェーザーの地上レーダー網の構築が完了した。暫定的なレーダーセンターは初めはヴェッデヴァルデンに設けられ、1965年からはブレーマーハーフェンに置かれた。1964年にアルテ・ヴェーザー灯台が完成し、ローター・ザント灯台の最後の灯台守が灯台を離れた。さらなるレーダー網の拡大や新しい超短波商用通信が、目視が効かない天候下での船舶航行の安全確保に寄与した。
1966年にテーゲラー・プラーテ灯台の使用が開始され、灯台船ブレーメンと置き換えられた。同じ年に海洋航路標識の遠隔操作の試みが初めて行われ、1973年にはすべての灯台から灯台守の撤収が完了した。この翌年にウンターヴェーザー沿いの灯台システムの構築が開始され、1975年にブレーマーハーフェンとフンテ川河口との間のレーダー網が追加された。このレーダー網は1981年に稼働を開始した。
その後、アウセンヴェーザーのレーダー網は徐々に新しい技術に対応して更新され、あるいは場所を移された。1989年からウンターヴェーザーのレーダー網はブレーメンまで拡張され、ここにもう一つのレーダーセンターが建設された。

### 水利・水運局
- ハン・ミュンデン水利・水運局、ヴェーザー里程 0 - 154.0 km（グローセンヴィーデン）
- ミンデン水利・水運局、ヴェーザー里程 154.0 - 213.0 km（ペータースハーゲン）
- フェルデン水利・水運局、ヴェーザー里程 213.0 - 354.2 km（ニーダーザクセン州とブレーメン州との州境）
- ブレーメン水利・水運局、ヴェーザー里程 354.2 - ウンターヴェーザー里程 40.0 km（ブラーケ）
- ブレーマーハーフェン水利・水運局、ウンターヴェーザー里程 40.0 km - ヴァンゲローデ島の北のアウセンヴェーザーまで

## 文化と観光

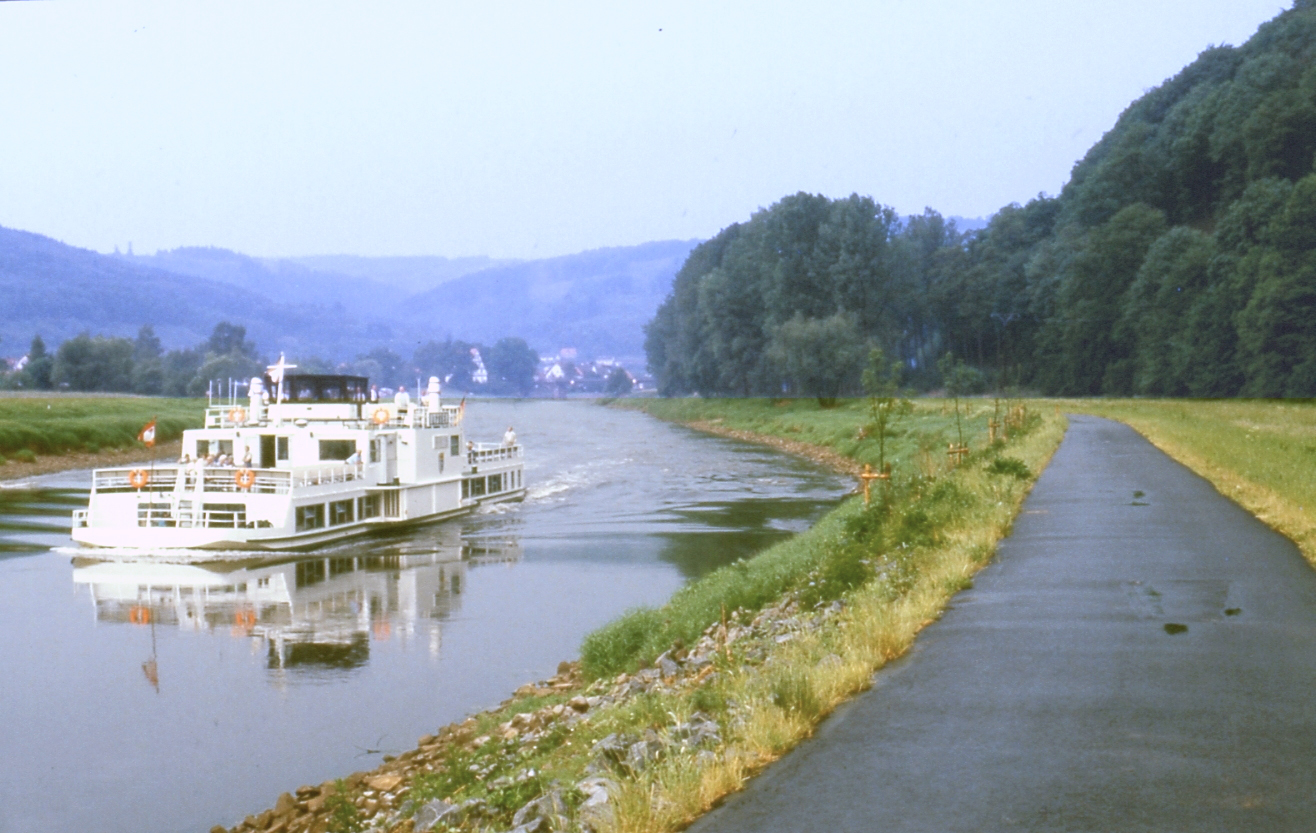
エーデルスハイムとギーゼルヴェルダーとの間のヴェーザー自転車道

観光にとって重要なのは、ハン・ミュンデンを含むヴェーザーベルクラント、ラインハルトの森、ゾリング山地、バート・カールスハーフェン、ヘクスター、ハーメルンであり、オーバーヴェーザーやミッテルヴェーザー沿いに16世紀から数多く遺るヴェーザールネサンス様式の建築群である。ウンターヴェーザーでは、ブレーメン、ブレーマーハーフェン、ブラーケがあるヴェーザーマルシュや無数の水門、運河、葦葺き屋根の家が観光上のクライマックスを担っている。オベーレス・ヴェーザータールやミッテレーレス・ヴェーザータールでは、ドイツで最も人気のある遠距離自転車道の一つ、ヴェーザー自転車道が通っている。自動車での旅行者はヴェーザー川沿いにヴェーザールネサンス街道を旅することができる。

### ヴェーザー自転車道
サイクリストは川沿いに約 500 km のヴェーザー自転車道を旅することができる。この自転車道のコースは、オーバーヴェーザーでは川辺近くを走り、ミッテルヴェーザーではしばしば遠く離れ、ブレーメンより下流では長い区間を堤防の裏を走るため川を見ることができない。ヴェーザー川の勾配は大変に緩やかであるため、過大な負荷無く川沿いを遡ることができる。

### 城館、城砦、修道院

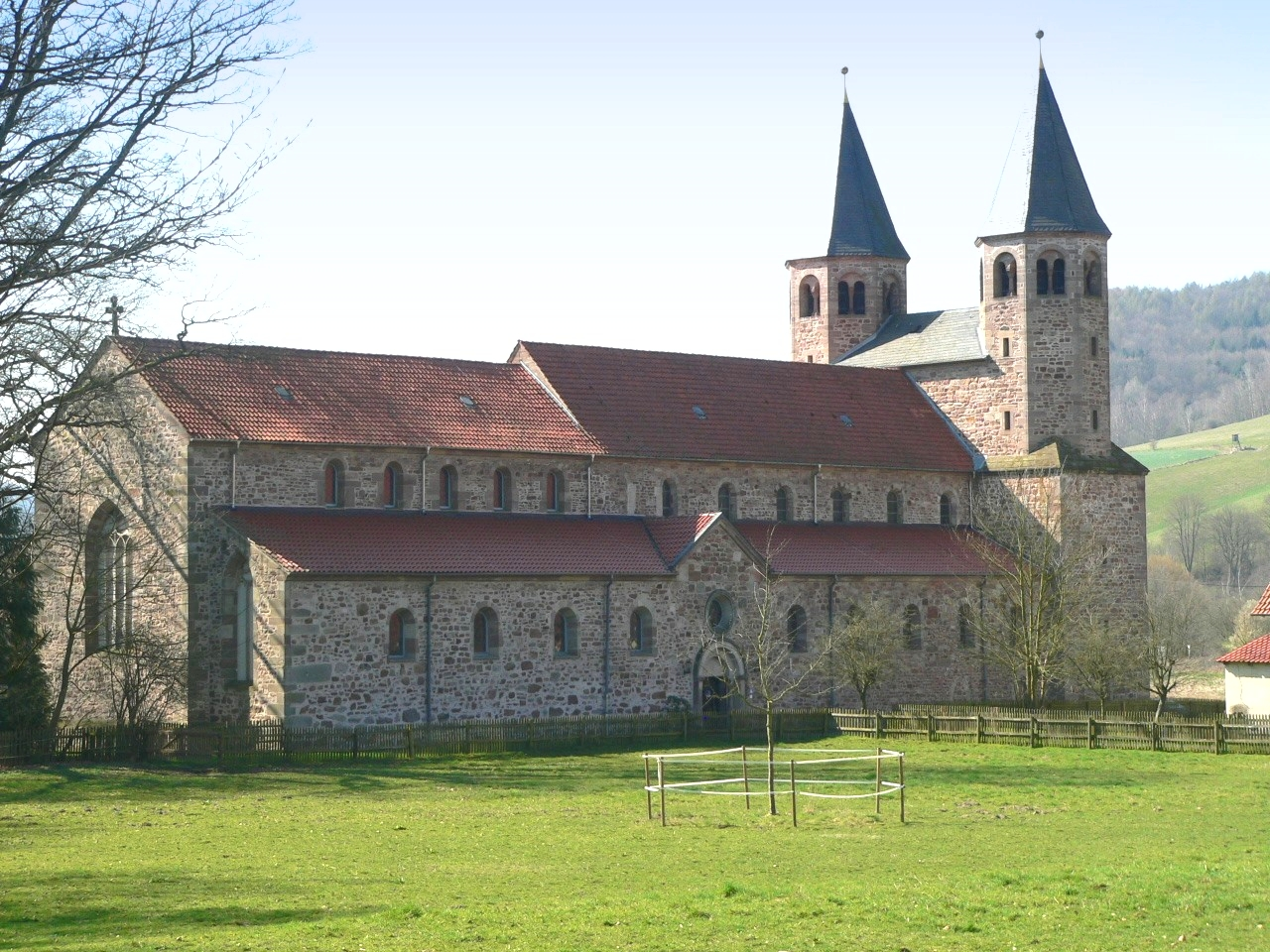
ブルスフェルデ修道院教会

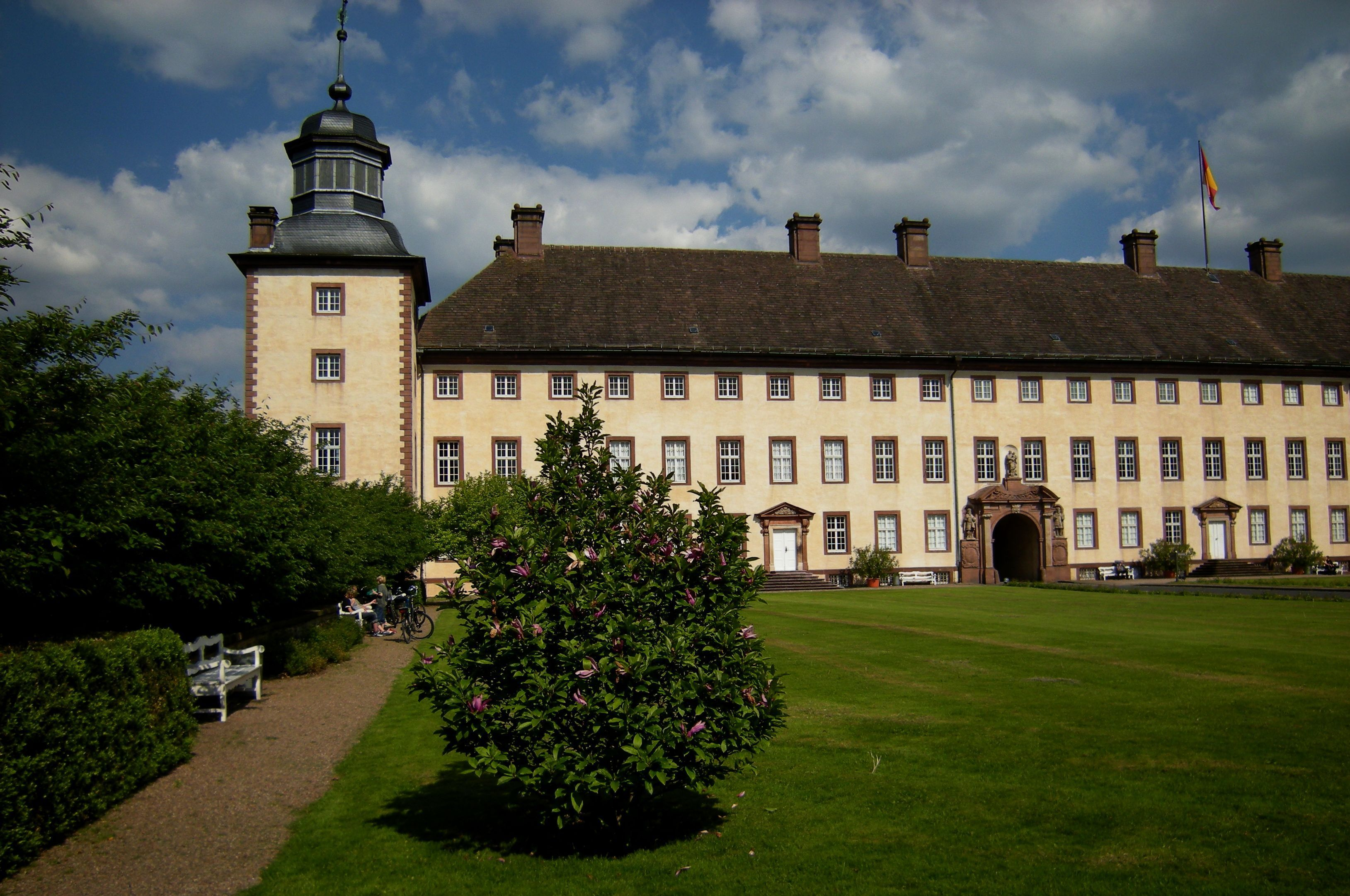
コルヴァイ修道院

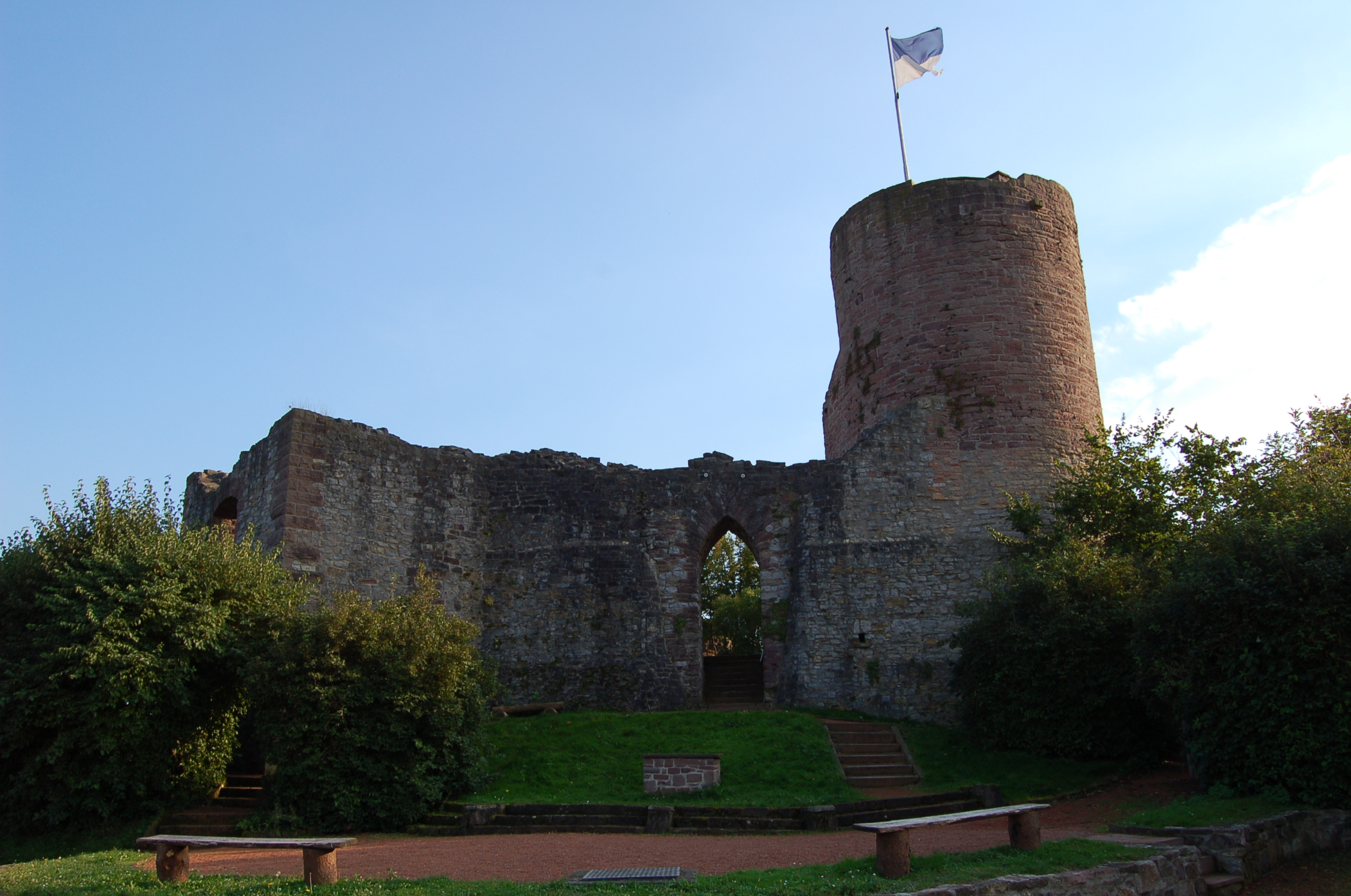
エーヴァーシュタイン城

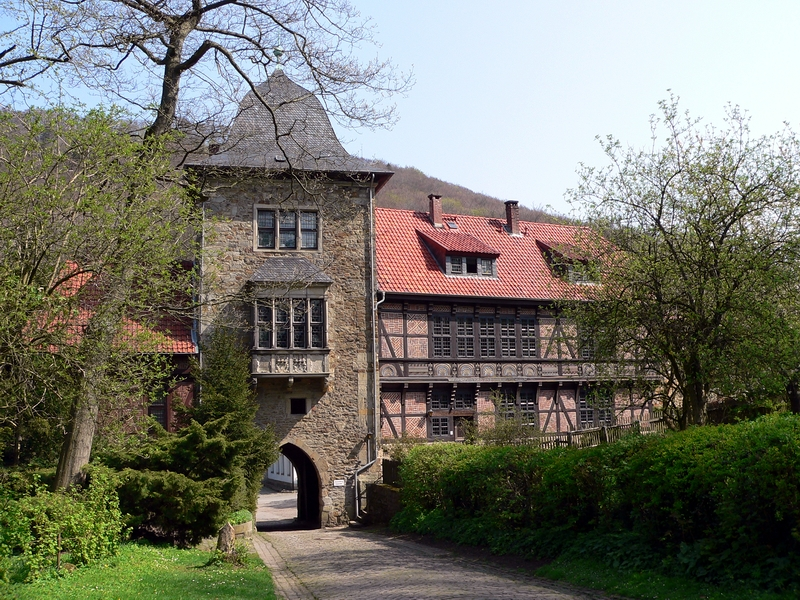
シャウムブルク城

- ハン・ミュンデンのヴェルフ家の城館。1501年に建設された城が焼失した後、初期ヴェーザールネサンス様式で1560年に再建された。現在は市立文書館、市立図書館、区裁判所、市立博物館が入居している。
- フェッカーハーゲンにあるヘッセン＝カッセル方伯カールの狩りの城。1690年建造のバロック建築。左岸側。
- 旧アウグスチノ女子修道会ヒルヴァルツハウゼン修道院。960年創建、一部が現存している。左岸側。
- ヘーメルンに近いブラムブルク城。1063年建造の防衛城砦跡。右岸側。
- ブルスフェルデ修道院。1093年創設。現在はプロテスタントの集会所となっており、ロマネスク様式のバシリカ教会は現在 Simultankirche（異なる宗派が共同で使用している教会）となっている。右岸側。
- 旧ベネディクト女子修道会リッポルツベルク修道院。1056年頃創建。ロマネスク様式の列柱バシリカが遺されている。右岸側。
- ニーンオーヴァーの狩りの城。ヴェーザー川の支流ライハーバッハ川中流、ゾリンク山中のボーデンフェルデ町内にある。一時期、州の所有であったが、現在は個人の馬飼育場となっている。1953年の映画『Königliche Hoheit』（大公殿下）のロケ地として有名である。
- （旧ベネディクト修道会ヘルマースハウゼン修道院。977年創設。ハインリヒ獅子公の福音集が創られた。現存しない。左岸側。）
- バート・カールスハーフェン＝ヘルマースハウゼンのクルーケンブルク城。1225年の教会城砦の遺構。左岸側。
- ベーヴェルンゲンのヴュルガッセン城。1699年建造のバロック城館。右岸側。
- ベネディクト会女子修道会ヘルシュテレ修道院。1899年創設で、現在も存続している。左岸側。
- ベーヴェルンゲン近郊のヴェールデン城。1699年建造、バロック様式。左岸側。
- フュルステンベルク城。1590年建造のヴェーザールネサンス城館。陶磁器博物館。右岸側。
- 旧ベネディクト修道会コルヴァイ修道院（ヘクスター）。815年に建造され、1158年に拡張された。教会と十字架の巡礼が遺されている。居住館は18世紀から19世紀に城館に改築された。左岸側。
- ヘクスター＝アルバクセンのトーネンブルク城。1315年建造。左岸側。
- ベーヴェルン城。四翼からなるヴェーザールネサンス建築。1612年建造。右岸側。
- ポレのエーヴァーシュタイン城。1265年に建造されたシンデレラの城の遺構。左岸側。
- ボーデンヴェルダーの旧ベネディクト女子修道会ケムナーデ修道院。960年創立。ロマネスク様式の修道院教会が遺されている。左岸側。
- ハーメルン近郊のフィッシュベック女子修道院。955年に立誓共唱共住会女子修道院として創設された。ジェローム・ボナパルトによる4年間の中断を除いて、ずっと存続している。修道院教会が遺されている。右岸側。
- シャウムブルク＝ローゼンタール（リンテルン）近郊のネッセルベルクにあるシャウムブルク城。シャウムブルク伯およびホルスタイン伯の歴代の城であった。右岸側。
- リンテルンの旧立誓共唱共住会メレンベック女子修道院。896年設立。建物は現存している。左岸側。
- フロートー城。13世紀の防衛城砦跡。左岸側。
- ヴィテキンツベルクの聖十字架教会跡（ポルタ・ヴェストファーリカ）。おそらく978年から996年の時代に建設された。保護建屋内に基礎構造の遺構がある。
- ポルタ・ヴェストファーリカの旧ベネディクト女子修道会聖マリエン修道院。993年創設。数年後にミンデンに移転した（次項）。遺跡が遺る。左岸側。
- ミンデンの旧ベネディクト女子修道会聖マリエン修道院（1000年頃）、旧ベネディクト修道会聖マウリティー修道院（1042年）、旧ドミニコ会聖パウリ修道院（1233年）。いずれも1539年までに閉鎖された。建物は現存している。右岸側。
- ペータースハーゲン城。1547年建造のヴェーザールネサンス建築。左岸側。
- シュリュッセルブルク城。1335年建造。左岸側。
- ビュッケン修道院教会。1050年 - 1350年。宗教改革によって世俗化された修道院の遺構。13世紀のガラス窓、1510年の彫刻祭壇を持つ。左岸側。
- ホーヤ伯の居城、ホーヤ城。現在は区裁判所となっている。左岸側。
- 三十年戦争時代のスウェーデン堡塁。ヴェーザー川とアラー川河口とにはさまれた星形の堡塁である。
- テディングハウゼンのエルプホーフ。ヴェーザールネサンス建築。1620年にブレーメン大司教の館として（1566年からプロテスタント化されていたにもかかわらず）建設された。左岸側。
- ブレーメン＝シェーネベックのシェーネベック城。17世紀の建築であり、現在は郷土博物館となっている。右岸側。
- ブレーメン＝ブローメンタールのブローメンダール邸。1354年建造。堀と建物が1棟遺っている。1600年頃の天井画がある。右岸側。
- Uボート・ブンカー・ヴァーレンティーン。1942年から1945年にノイエンガンメ強制収容所の収容者たち 13,000人の強制労働によって建設された。このうち 6,000人が亡くなった。右岸側。
- ドレプタージール。18世紀に造られた旧水門。1990年代の堤防改修の際に発見された石材で再構成された。右岸側。
- （ノルデンハムのフリーデブルク城。1404年から1499年までブレーメンのブトヤーディンゲンにおける防衛拠点であった。その跡は見られない。）

- ヒルヴァルツハウゼン修道院の納屋
- ブラムブルク城のベルクフリート（主塔）
- リッポルツベルク修道院教会
- ニーンオーヴァーの狩りの城
- クルーケンブルク城
- ヘルシュテレ修道院
- フュルステンベルク城
- トーネンブルク城
- ケムナーデ修道院教会
- フィッシュベック女子修道院
- フロートー城
- 聖十字架教会跡
- ペータースハーゲン城
- シュリュッセルブルク城
- ビュッケン修道院教会
- ホーヤ城
- シェーネベック城
- ブローメンダール邸
- Uボート・ブンカー・ヴァーレンティーン
- ドレプタージール

### 眺望ポイント

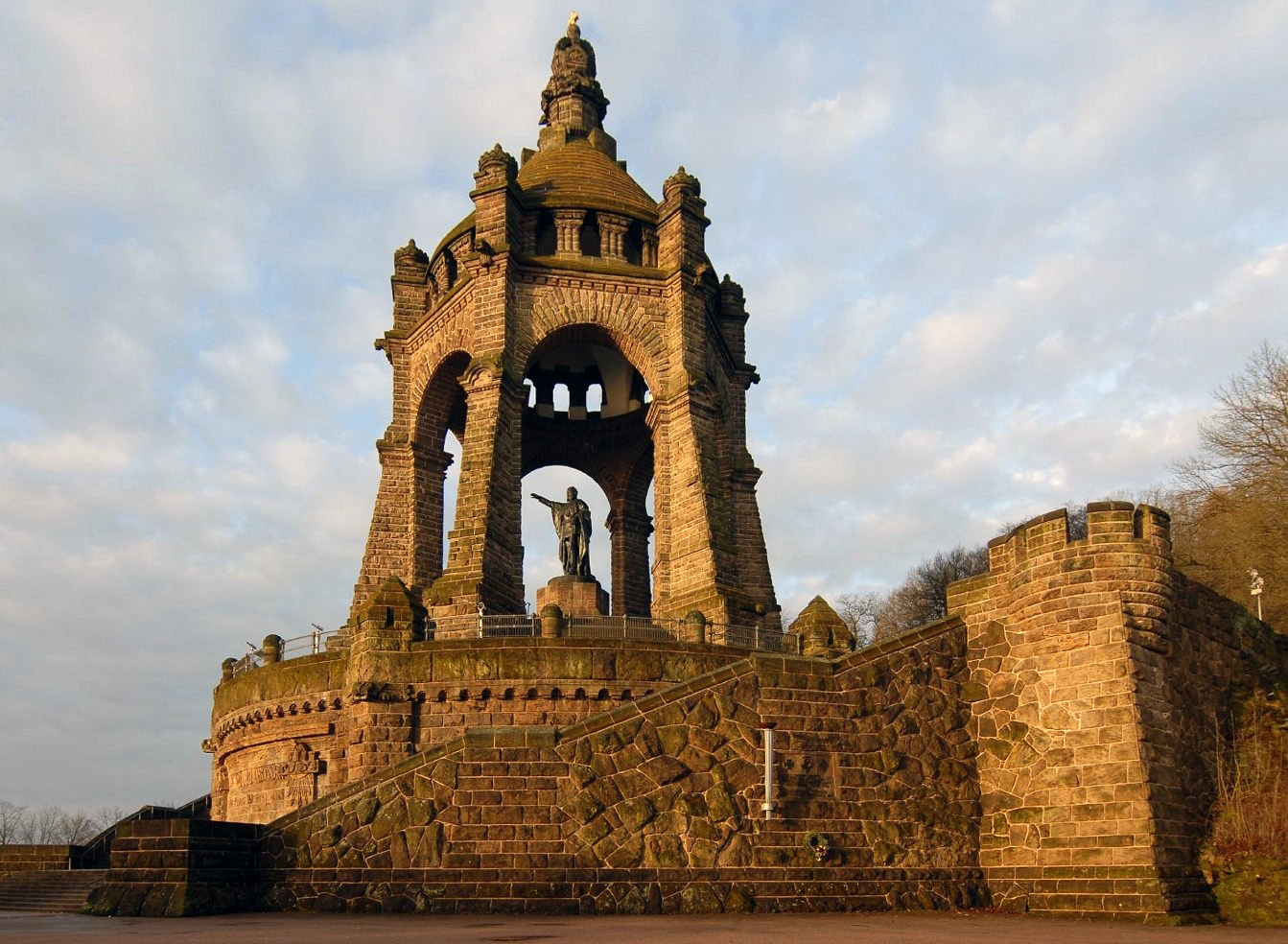
カイザー・ヴィルヘルム記念碑

- ハン・ミュンデンのティリー砦。1885年に建造された展望台を持つ稜堡。左岸側。
- ヴェーザーリートの碑。ハン・ミュンデンの高台。右岸側。
- ギムテの北方、ヒルヴァルツハウゼン近くの山腹にあるローター・シュタイン。右岸側。
- バート・カールスハーフェン近郊のフーゲンオッテン塔とユリウスヘーエ。左岸側。
- バート・カールスハーフェンとヴュルガッセンとの間にあるハノーフェルシェ・クリッペン（右岸側）とヘッシシェ・クリッペン（左岸側）。
- ハーメルン近郊のクリュート塔。1774年から1784年にハノーファー選帝侯ゲオルク3世によって建設された3つの砦の施設。左岸側。
- リンテルン近郊のクリッペン塔。右岸側。
- ポルタ・ヴェストファーリカのカイザー・ヴィルヘルム記念碑。1896年完成。左岸側。
- ポルタ・ヴェストファーリカのヤーコプスベルクに建つポルタカンツェル。右岸側。

- ティリー砦
- ティリー砦から見下ろしたハン・ミュンデン旧市街
- ヴェーザーリートの碑から見下ろしたハン・ミュンデン
- フーゲンオッテン塔
- ハノーフェルシェ・クリッペンの展望台
- ハノーフェルシェ・クリッペンからの眺め
- クリュート塔
- ポルタ・カンツェルからの眺め。対岸の山腹にカイザー・ヴィルヘルム記念碑が見える。

### ヴェーザーリート（ヴェーザーの歌）
ヴェーザーシュタイン近くのクヴェステンベルク山腹の眺めの良い場所にヴェーザーリートの碑がある。この碑はヴェーザーリートの作詞者フランツ・フォン・ディンゲルシュテットと作曲者グスタフ・プレッセルを記念して1931年に建立された。この記念碑には、ハン・ミュンデン出身の彫刻家グスタフ・エーバーラインが制作したブロンズ製の2人の肖像プレートが嵌め込まれている。
このヴェーザーリートとは別に、東ヴェストファーレンの地域讃歌として、もう一つの「ヴェーザーリート」がある。

## 社会資本

### 発電所
ヴェーザー川沿いの発電所はヴェーザー川の水を冷却水として、または堰き止められた水の位置エネルギーを利用したエネルギー源として利用している。
| 発電所                                             | 経営                                                       | 型式                                   | 発電量 (MW) | 稼働期間                                                     |
| -------------------------------------------------- | ---------------------------------------------------------- | -------------------------------------- | ----------- | ------------------------------------------------------------ |
| ヴュルガッセン原子力発電所                         | E.ON                                                       | 沸騰水型原子炉                         | 670         | 1971年 – 1995年                                              |
| グローンデ原子力発電所                             | E.ON                                                       | 加圧水型原子炉                         | 1,430       | 1985年以降                                                   |
| ヴェルダー、ハーメルン・プフォルトミューレ         | GWS Stadtwerke GmbH                                        | 水力発電                               | 1.95        | 1933年以降                                                   |
| ポルタ・ヴェストファーリカ、フェルトハイム発電所   | Gemeinschaftskraftwerk Veltheim GmbH                       | 石炭、石油、塵芥、ガス、肉骨粉火力発電 | 880         | 1965年以降                                                   |
| ミンデン・ポンプ場                                 | WSA Minden                                                 | 水力発電                               | 0.5         | 1922年以降、ミッテルラント運河の余剰水だけで運営されている。 |
| ペータースハーゲン＝ラーデ、ハイデン発電所         | E.ON                                                       | 石炭火力発電                           | 865         | 1987年                                                       |
| ペータースハーゲン水力発電所                       | Statkraft                                                  | 水力発電                               | 3.3         | 1954以降                                                     |
| シュリュッセルブルク水力発電所                     | Statkraft                                                  | 水力発電                               | 5.0         | 1956年以降                                                   |
| ランデスベルゲン水力発電所                         | Statkraft                                                  | 水力発電                               | 7.2         | 1960年以降                                                   |
| ランデスベルゲン発電所                             | Statkraft                                                  | 天然ガス、バイオマス火力発電           | 511         | 1973年 / 2003年以降                                          |
| ドラーケンブルク水力発電所                         | Statkraft                                                  | 水力発電                               | 5.0         | 1956年以降                                                   |
| デルヴェルデン水力発電所                           | Statkraft                                                  | 水力発電                               | 4.2         | 1913年以降                                                   |
| ランクヴェーデル水力発電所                         | Statkraft                                                  | 水力発電                               | 7.2         | 1958年以降                                                   |
| ブレーメン＝ヘーメリンゲン水力発電所               | (Stadtwerke Bremen AG) Weserkraftwerk Bremen GmbH & Co. KG | 水力発電                               | (8.5) 10.0  | (1912年 – 1987年、撤廃) 計画中                               |
| ブレーメン＝ハーシュテット発電所                   | swb Erzeugung GmbH & Co. KG                                | 天然ガス、石炭火力発電                 | 300         | 1972年 / 1989年以降                                          |
| ブレーメン＝ハーフェン発電所                       | swb Erzeugung GmbH & Co. KG                                | 石炭火力発電                           | 450         | 1968年以降                                                   |
| ブレーメン＝ミッテルスビューレン発電所             | swb Erzeugung GmbH & Co. KG                                | 炉口ガス、石油火力発電                 | 260         | 1965年 / 1974年以降                                          |
| ブレーメン＝ファルゲ発電所                         | E.ON                                                       | 石炭火力発電                           | 345         | 1969年以降                                                   |
| ウンターヴェーザー原子力発電所（クライネンジール） | E.ON                                                       | 加圧水型原子炉                         | 1,410       | 1978年以降                                                   |

ブレーメン＝ヘーメリンゲンの水力発電所の新設は、2002年までに5件の提案がなされた。その中で、グリーンエナジーe.G. の子会社で構成される企業グループの計画が、監督官庁の認可を得た。2006年に計画確定審査会が開かれ、この場では漁業関係者から反対意見が述べられた。
- ヴュルガッセン原子力発電所
- グローンデ原子力発電所
- フェルトハイム発電所
- ミンデン・ポンプ場
- ハイデン発電所
- ブレーメン＝ハーシュテット発電所
- ブレーメン＝ファルゲ発電所
- ウンターヴェーザー原子力発電所

### 橋、フェリー、トンネル
水源から河口までヴェーザー川を渡るすべてを列記する。このうちオーバーヴェーザーおよびミッテルヴェーザーのフェリーは主にロープ式フェリーである。ウンターヴェーザーの干満の影響を受ける地域ではロープ式フェリーは、定期的な満ち引きのために使用できない。このためここでは自走式のフェリーが使われている。多くのフェリーは長い伝統を有している。いくつかは長い中断の後、観光目的で再開された。オーバーヴェーザー、ミッテルヴェーザーのフェリーには、一方方向にしか運航していないものもある。

#### オーバーヴェーザー

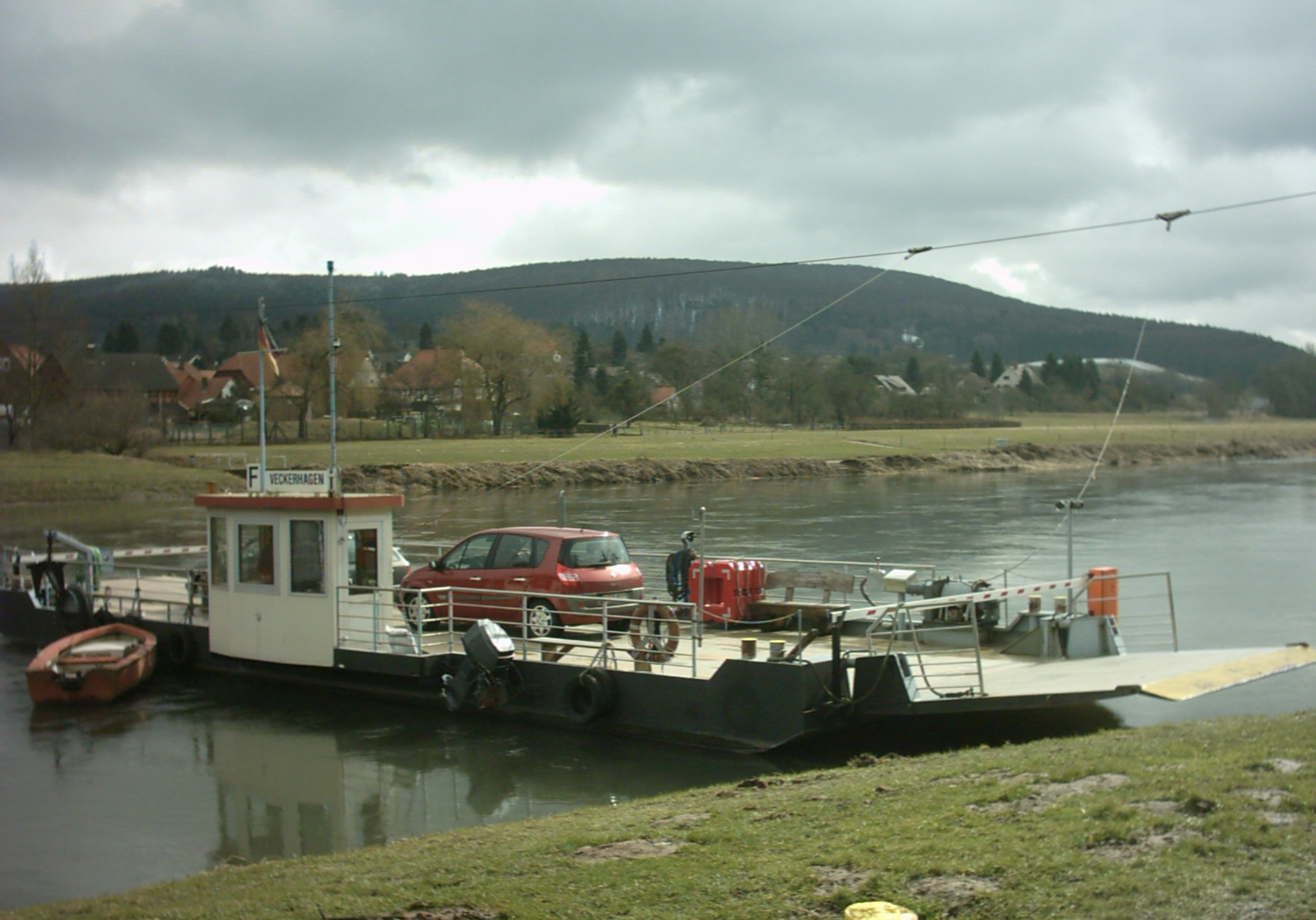
ヴェッカーハーゲン - ヘーメルン間のロープ式フェリー

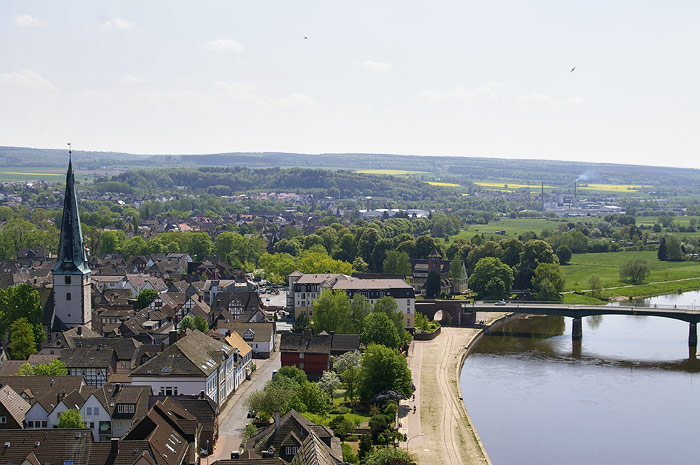
ホルツミンデン旧市街と旧市街の橋

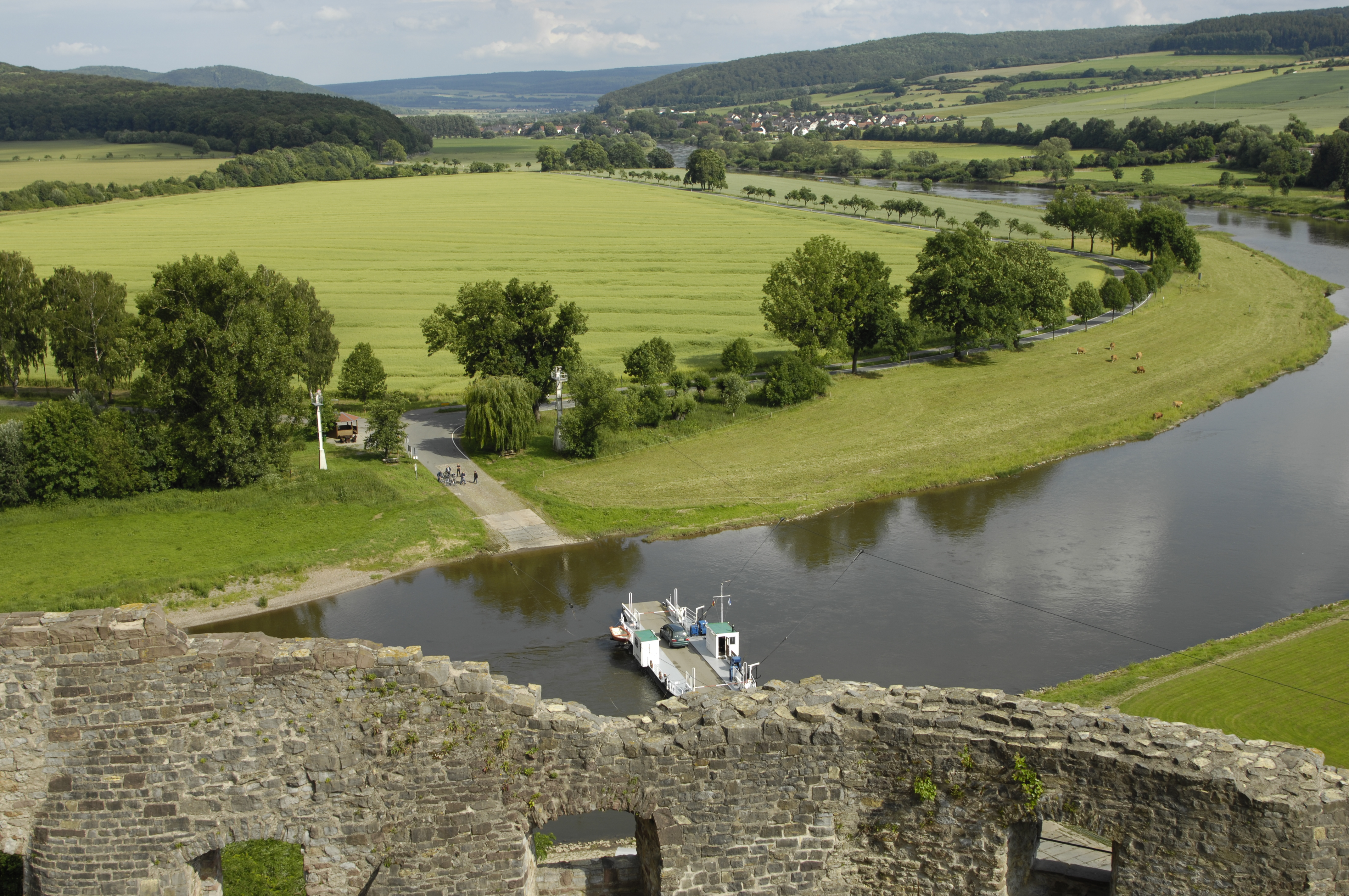
ポレ城趾から見たポレ - ハイトブリンク間のフェリー

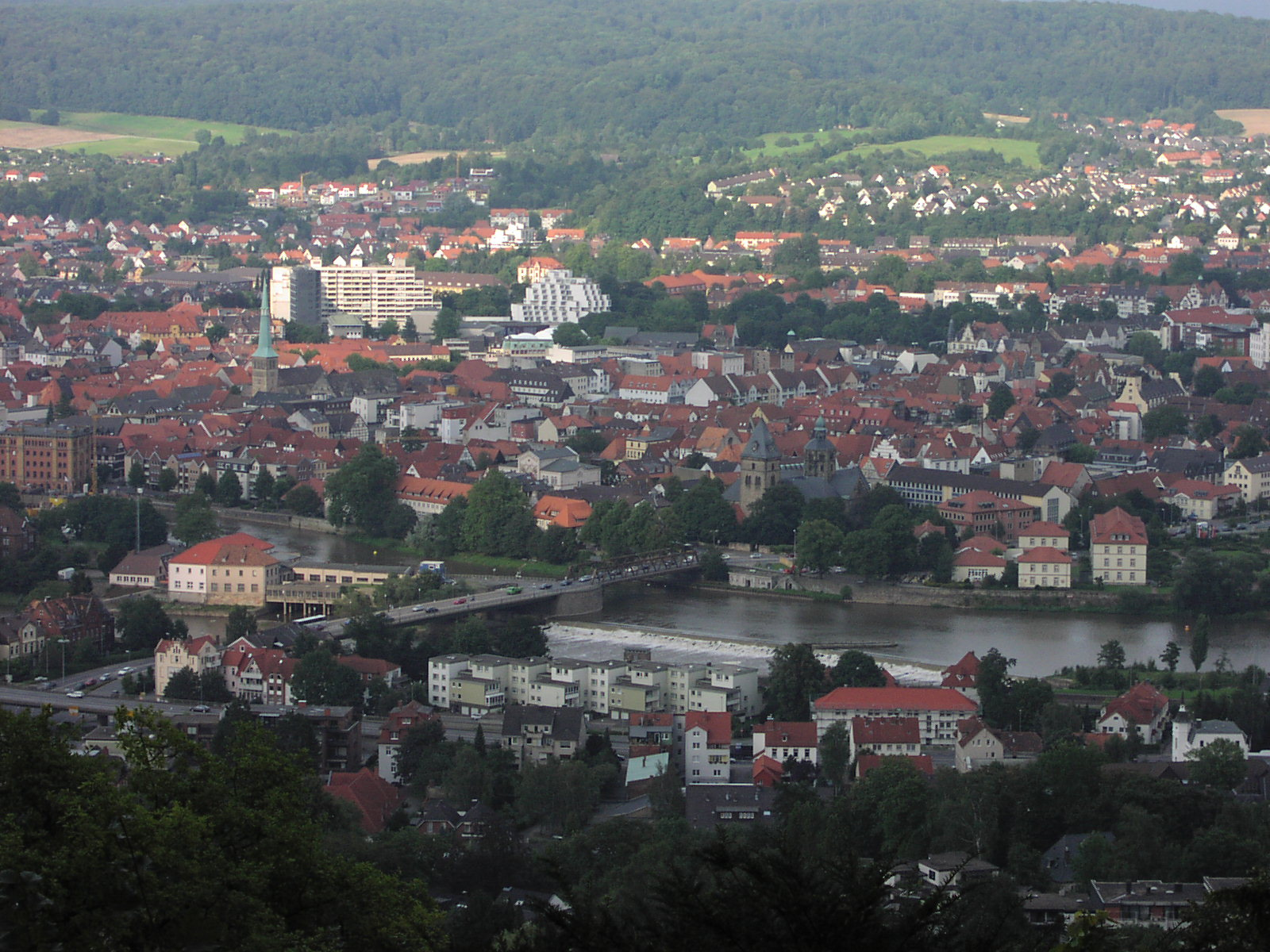
ハーメルン旧市街の橋

- ハン・ミュンデンでは、1960年に建設された橋の上を連邦道 B3 / B80 号線が走っている。
- ヴェッカーハーゲン - ヘーメルン間のロープ式フェリーは自動車を6台まで乗せることができる。このフェリーは一年を通して運航している。現在の船は2000年から就役しているが、渡し場自体は1342年からその存在が証明されている。
- エーデルハイムのロープ式フェリーは自動車を2台まで積載でき、夏期だけ運航している。現在のフェリーは1997年に建造された。
- ギーゼルヴェルダーの道路橋を州道 L736 号線が通っている。この橋は第二次世界大戦で破壊された1900年建造の先代の橋に替えて1950年に建造された。1900年から60年間、この橋がヴェーザー川で最も南の渡河地点であった。
- リッポルツベルクのロープ式フェリー「メルヘンフェリー」は1981年に建造された。夏期のみの運航で、自動車を3台まで乗せることができる。ここには1300年頃から渡し船があった。
- ヴァームベック - ゲヴィッセンルー間のロープ式フェリーは、1957年から運航している。2台の自動車を乗せることができる。夏期のみの運航。
- ボーデンフェルデ - ヴァームベック間には自動車・旅客フェリーがヴェーザー川を横断している。1900年から運航している。
- バート・カールスハーフェンには、1894年10月22日に完成した道路橋が架かっている。
- ヘルシュテレとヴュルガッセンとの間の郡道 K61 号線の道路橋は、1982年10月21日に完成した。
- ベーヴェルンゲンとラウエンフェルデとの間の連邦道 B241 号線の道路橋は、1902年に完成したが、1945年に爆破され、1950年に再建された。
- ベーヴェルンゲンのヴェールデン地区では、1875年に最初の記録が遺るロープ式旅客渡船がヴェーザー川を横断している。
- ベーヴェルンゲンのヘルシュテレ - ヴュルガッセン間は1432年に最初の記録が遺る旅客渡船が運行している。
- ゾリンク鉄道（アルテンベーケン - オットベルゲン - ノルトハイム）の鉄道橋はかつて複線であったが、第二次世界大戦以後は単線となっている。
- ボフツェンの鉄道橋は、ホルツミンデン - シェルフェーデ区間の廃止以後使われていない。
- ヘクスターの道路橋は 1115年に最初の橋が架けられた。これはヴェーザー川で最も古い固定式の渡河手段であった。1673年にフランス軍に破壊され、19世紀に再建された。この上を州道 L755 号線が通っている。
- ヘクスター南端のコルヴァイ近郊に、アルテンベーケン - オットベルゲン - クライエンゼンを結ぶ鉄道橋がヴェーザー川に架かっている。
- 1977年にリュヒトリンゲンで建設された郡道 K46 号線の道路橋は、堤防上でヴェーザー川と平行にプレストレスト・コンクリート構造物として建造され、その後 90°回転して架けられた。
- ホルツミンデンには2つの道路橋がある。旧市街の橋と連邦道 B64 号線バイパスの新しい橋である。
- ホルツミンデン＝グラーフェには長らくロープ式フェリーがあった。2005年以降、ソーラー駆動の旅客渡船がある。
- ハインゼンにはフェリーがある。
- ポレ - ハイトブリンク間のロープ式フェリーは1988年に建造され、4台の自動車を運ぶことができる。このフェリーは通年運航している。ここには1905年から渡船が営業していた。
- ボーデンヴェルダーには州道 L580 号線の桁橋、連邦道 B240 号線のプレストレストコンクリート橋、エンマータール鉄道（標準軌、現在は保存鉄道）の3つの橋が架かっている。
- ダスペとヘーレンとの間の道路橋の上を郡道 K8 号線が通っている。
- ハーイェンのロープ式フェリーは最大2台の自動車を運ぶことができる。このフェリーは冬期のみ運航している。ここには1389年から渡船があった。
- グローンデのロープ式フェリーは1930年頃に建造された。このフェリーは最大3台までの自動車を乗せることができ、夏期にのみ運航している。グローンデのフェリーハウスの場所には1633年から渡船が営業していた。
- キルヒオーゼンとハーゲンオーゼンとの間には州道 L424 号線の道路橋と鉄道橋とがヴェーザー川に架かっている。
- ハーメルンには1300年頃からヴェーザー川に石橋が架かっていた。19世紀にはここに鎖吊り橋が架けられた。現在の古橋は1930年に建造され、1945年4月にドイツの工兵部隊によって爆破されたものを1950年に再建されたものである。この橋は2003年に根本的に改修された。新橋は旧市街の交通量軽減のために1975年に建造され、連邦道 B1 号線と B83 号線がこの橋によってヴェーザー川を越えて走っている。1897年に建設された鉄道橋は鉄道が廃止された後、1988年から最初は歩行者用の橋として利用されたが、1998年に老朽化のために封鎖された。この橋も1945年に爆破され、1947年に再建されたものである。
- 1950年8月11日から1971年2月15日までハーメルンのフィッシャーベッカー通りとブライテン・ヴェクとの間に旅客用渡船が営業していたが、不採算のため廃止された[22]。
- ヘッシシュ・オルデンドルフの道路橋の上を州道 L424 号線が通っている。
- グローセンヴィーデン - ルムベック間のロープ式フェリーは1960年に建造された。4台まで自動車を乗せることが可能である。通年航行している。ここには1617年から渡船があった。
- リンテルンには2つの道路橋がある。連邦道 B238 号線のものと、州道 K435 号線のものである。
- アイスベルゲンの道路橋は1927年に建設された。
- ポルタ・ヴェストファーリカ - フェルトハイム間には旅客渡船がある。
- フロートーとウッフェルンとの間を、道路橋（州道 L778 号線）と鉄道橋がヴェーザー川を跨いでいる。
- バート・エーンハウゼン - レーメ間の、アウトバーン A2 / E30 号線のヴェーザー川渡河は上下線それぞれの橋で構成されている。
- その 500 m 下流を鉄道ハム - ミンデン線がヴェーザー川を渡っている。この場所の最初の橋は1847年にケルン - ミンデン鉄道会社によって建設された。その後複々線化に伴い2本目の橋が架けられた。1945年にこの橋が破壊され、初めは複線で再建されたが、1984年に再び複々線化された。
- レーメではさらに1988年から旅客渡船「アマンダ号」がヴェーザー川を航行している。
- ポルタ・ヴェストファーリカ近郊で最初の渡河施設は、1865年に建設された鎖吊り橋であった。1954年5月29日に道路（州道 L780 号線）を通すための鉄橋が造られた。この橋は当時ドイツ最大の完全に溶接で組み立てられた鋼鉄製上部構造物を有する橋梁であった。この橋は1995年に少し南に架けられた鉄橋に置き替えられた。この北側にかつての鉄道橋が遺っている。
- ミンデンでは、7本の橋がヴェーザー川に架かっている。道路橋が3本（連邦道 B65 号線、州道 L534 号線、L764号線）、鉄道橋が1本、歩行者専用橋のミンデン・グラシス橋、ミッテルラント運河の運河橋が2本（ミンデン水路ジャンクション）である。ミンデンの最も古い木造橋の記録は、1232年に遺されている。この橋は1594年から1597年に石橋に替えられた。この石橋は1813年にフランス軍によって爆破され、その後応急処置的に修復されたが、1817年から1874年に鉄橋に架け替えられた。1915年5月11日に橋脚のない橋が開通した。この橋も1945年に爆破され、1947年に再建された。1969年から市の中心の北と南に道路橋が架けられた。

#### ミッテルヴェーザー

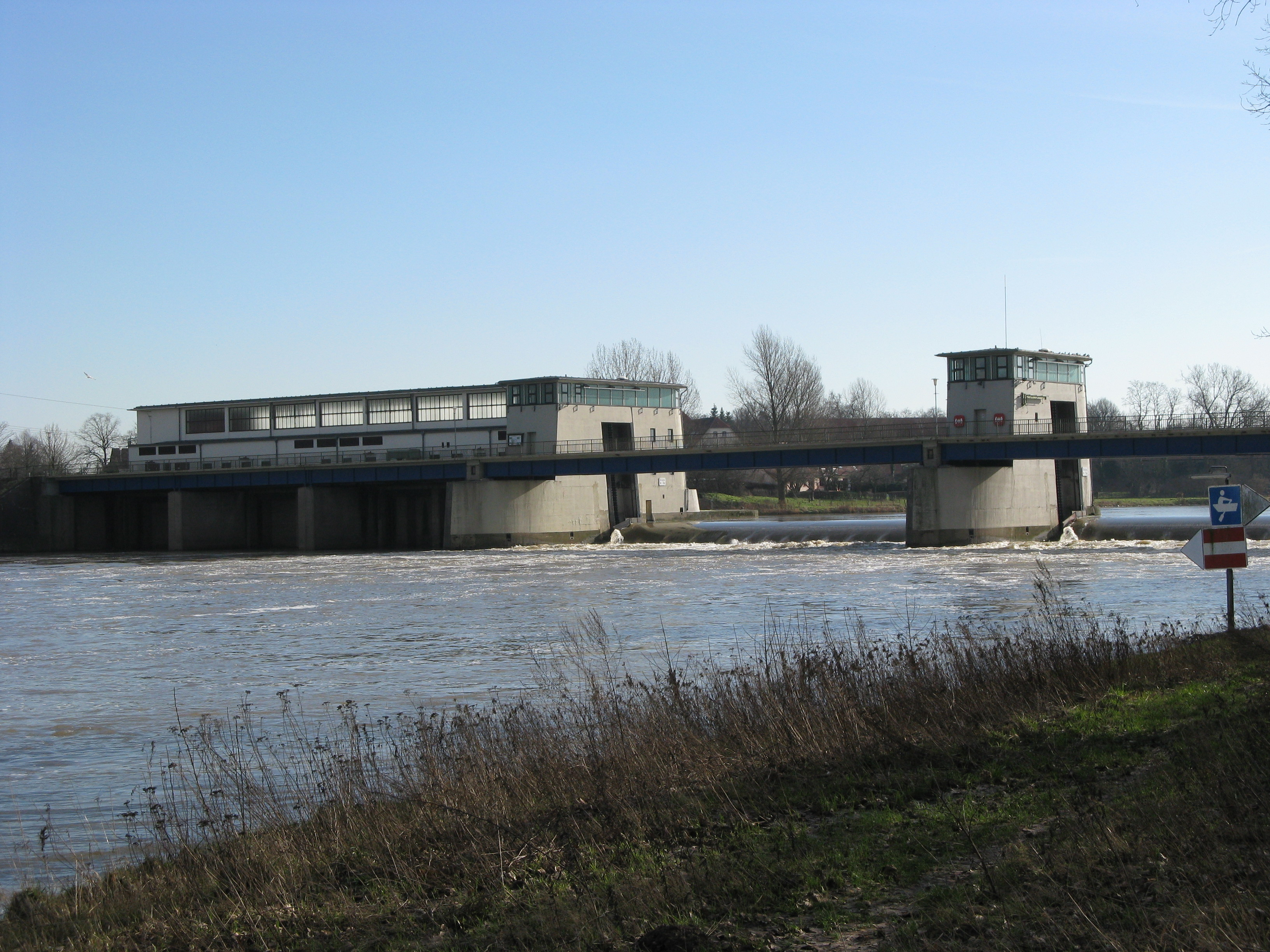
シュリュッセルブルクの堰堤

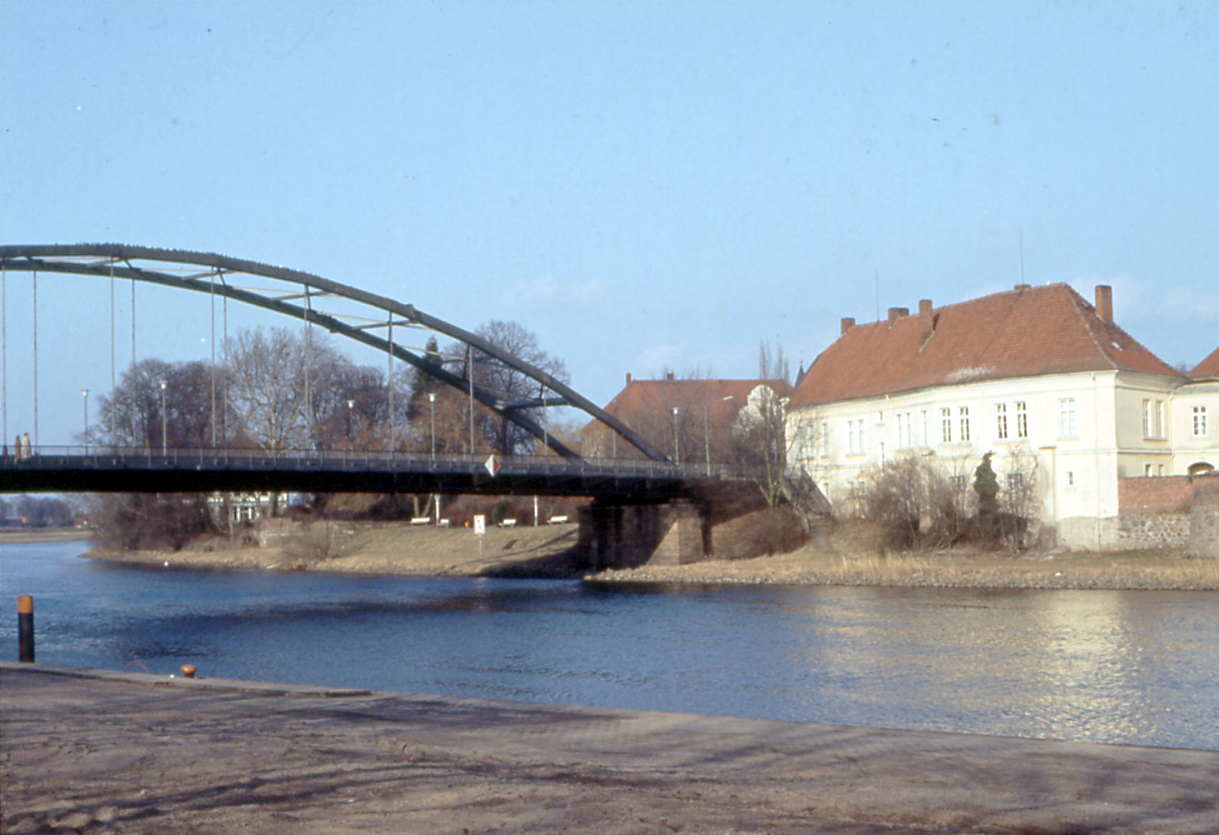
ホーヤの道路橋

- ペータースハーゲン堰堤を歩行者は利用してヴェーザー川を渡ることができる。条件付きだが（つまり階段があるのだが）、自転車も利用可能である。
- ペータースハーゲン近郊の道路橋（州道 L770 号線）は1970年に建設された。
- ヘーフェルンとヴィントハイムとの間には、ペータースハーゲンの橋が開通したことに伴って廃止されたフェリーの場所に歩行者と自転車のためのソーラー船「ペトラ・ゾラーラ号」が2002年から運航している。この渡船の運航は主に週末と祭日に限られており、共同体によって維持されている。
- シュリュッセルブルク近郊、発電所のある堰堤に面して1956年に開通した道路橋の上を郡道 K1 号線が通っている。
- 連邦道 B441 号線と B215 号線はともにシュトルツェナウ近郊の橋を通ってヴェーザー川を渡る。
- ランデスベルゲンには、2本の道路橋がある。
- ニーンブルク/ヴェーザーでは4本の橋がヴェーザー川に架かっている。道路橋が2本、廃線になった鉄道橋が1本、歩行者専用橋が1本である。最も古くからあった木造の道路橋は1715年から1723年に石橋に架け替えられた。この石橋は橋脚のアーチ間隔が狭く、増加し続ける船舶通行の妨げとなったため、1903年に取り壊された。1905年にここに歩行者専用橋が建設された。新しい道路橋は 500 m 下流に建設された。1982年にバイパス道路が建設されるまで連邦道 B6 号線はこの橋の上を通っていた。
- ドラーケンブルク近郊、発電所と艀用閘門のある堰に面した橋を通って郡道 K2 号線がヴェーザー川を横断している。
- シュヴェリンゲンのロープ式フェリーは1999年に建造され、それまでのロープ式フェリーと置き換えられた。このフェリーは自動車を4台まで運ぶことができる。11月初めから2月末までは運航しない。
- ビュッケン（シュテンデルン）とアイストルプ（デューフェライ通り）との間には浮橋のための接岸壁がある。
- ホーヤの道路橋（州道 L330 号線）は、アイストルプへの標準軌のローカル鉄道と同時に1883年に建造された。
- フェルデン近郊グロース＝フートベルゲンの道路橋（州道 L203 号線）は1884年に建設された。この橋は長らくフェルデン郡で唯一のヴェーザー川に架かる橋であった。
- ラングヴェーデルの堰堤上の道路橋（郡道 K9 号線）は1958年に開通した。軽自動車専用で最大 6 t まで通行できる。
- アヒム＝エーゼンとヴェルダーとの間の道路橋（州道 L156 号線）は1928年8月28日に開通した。この橋のたもとでリチャード・レスター監督の反戦映画『ジョン・レノンの 僕の戦争』のロケが行われた。ジョン・レノンが出演していることで有名なこの映画で、エーゼンの橋はライン川の橋の役を演じている。
- ブレーメンには13の渡河ルートがあり、さらに2つが建設中である。
  - 鉄道ブレーメン - オスナブリュック線の鉄道橋には歩道や自転車道はない。（ヴェーザー里程 362.100 km）
  - アウトバーン A1号「ハンザライン」/ E22 号線のアルステン近くの橋（ヴェーザー里程 358.500 km）は1962年に開通し、1978年に6車線に拡幅された。
  - ハーシュタットの堰堤（ヴェーザー里程 362.100 km）上を歩行者、自転車はヴェーザー川を渡ることができる。
  - 「エールトベーア橋」、正式にはカール・カルステンス橋（1999年まではヴェルダー橋という名であった）は、ヘーメリンゲン市区とオーバーフィーラント市区とを結ぶ道路橋である。（ヴェーザー里程 362.950 km）
  - ロープ式渡船がエストリヒェ・フォアシュタットと（ヴェーザー川とヴェルダー湖との間の）シュタットヴェルダーとを結んでいる。この渡船は歩行者と自転車を運ぶことができる。（ヴェーザー里程 365.400 km）
  - 現在のヴィルヘルム・カイゼン橋は1961年にヴェーザー大橋として開通した（ヴェーザー里程 366.670 km）。この橋の上を連邦道 B75号線が走っている。ここからわずか 50 m 下流に中世のブレーメンで唯一のヴェーザー川に架かる橋があった（1244年に初めて記録されている）。19世紀末までにクライネ・ヴェーザー（テーアホーフの南側）の 200 m 下流に移転され、ブラウト橋がこれを横断した。1872年にこのヴェーザー川の橋はヴェーザー大橋と呼ばれるようになった（後に「アドルフ・ヒトラー橋」と呼ばれ、さらにカイザー・ヴィルヘルム橋がアドルフ・ヒトラー橋と改名された後には「リューデリッツ橋」と呼ばれた）。この橋は1895年に架け替えられ、ノイシュタットまで真っ直ぐ伸びている。

#### ウンターヴェーザー

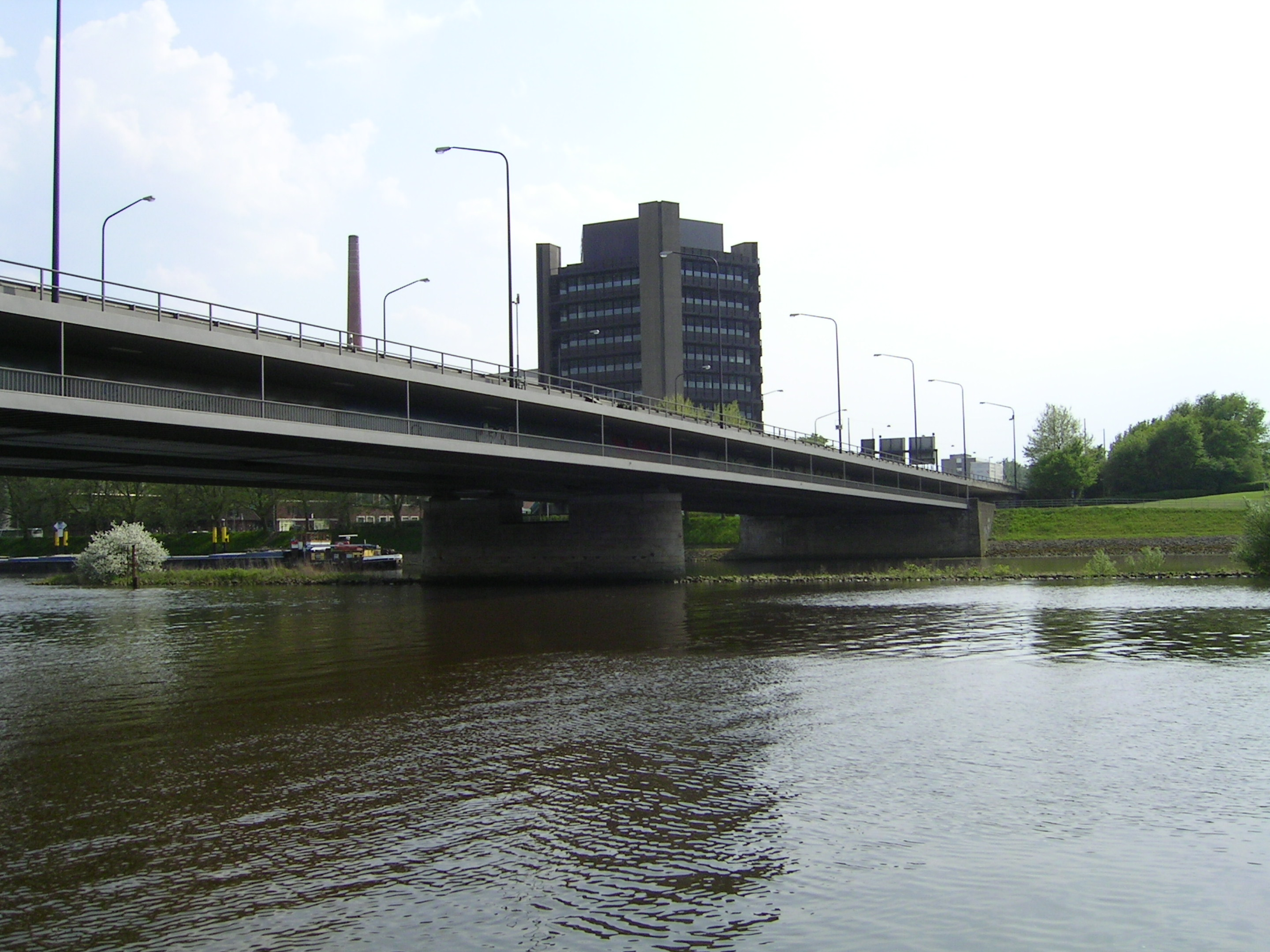
シュテファーニ橋

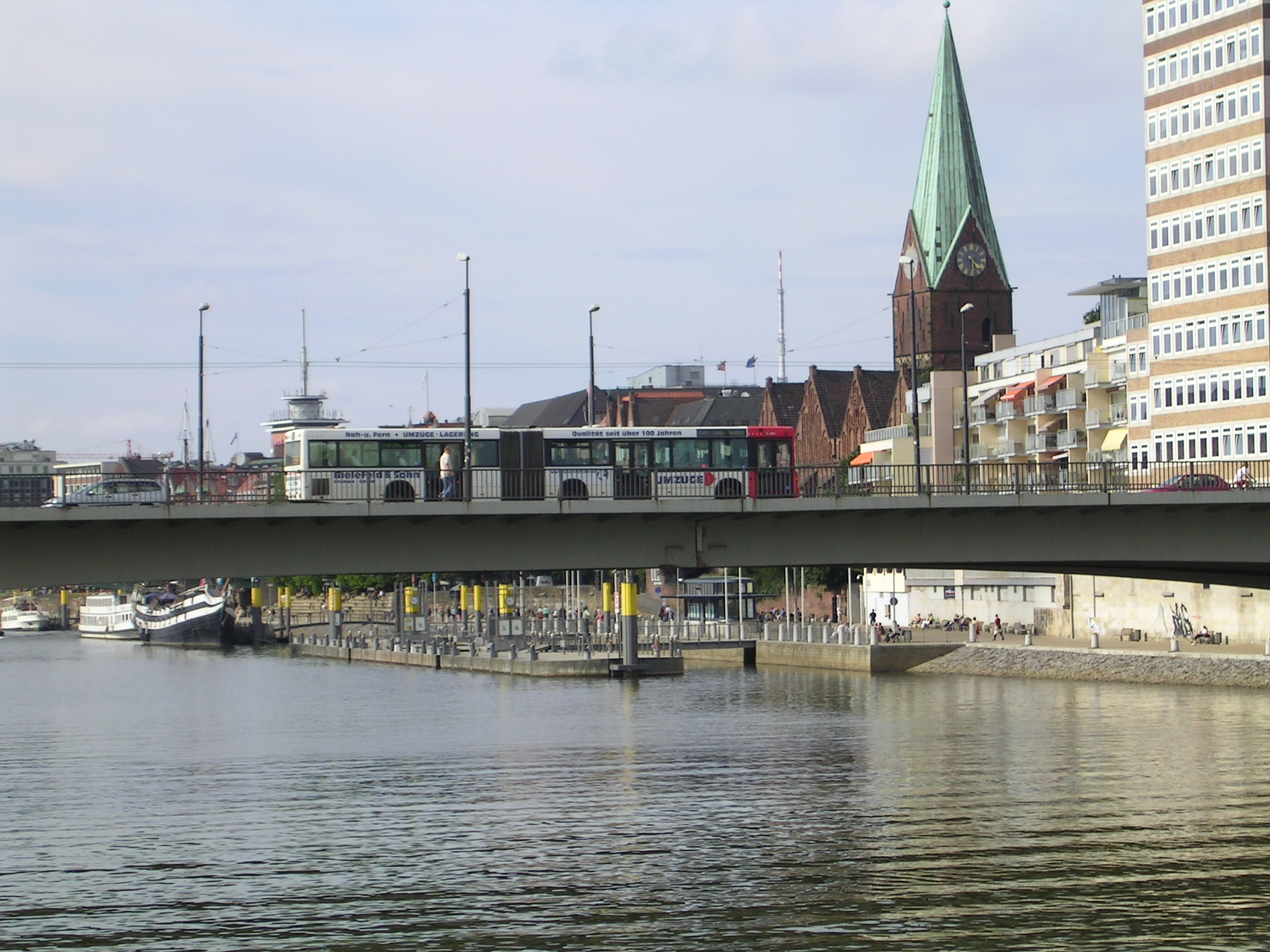
ヴィルヘルム・カイゼン橋

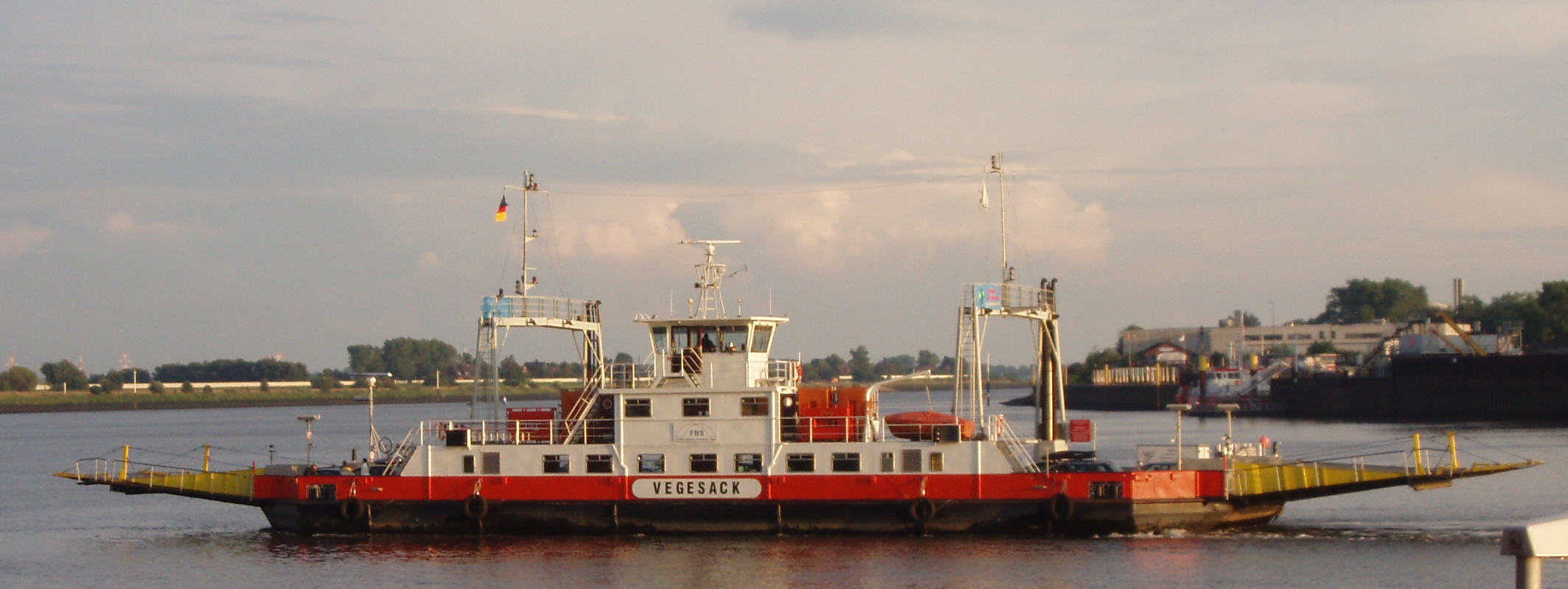
フェーゲザック号

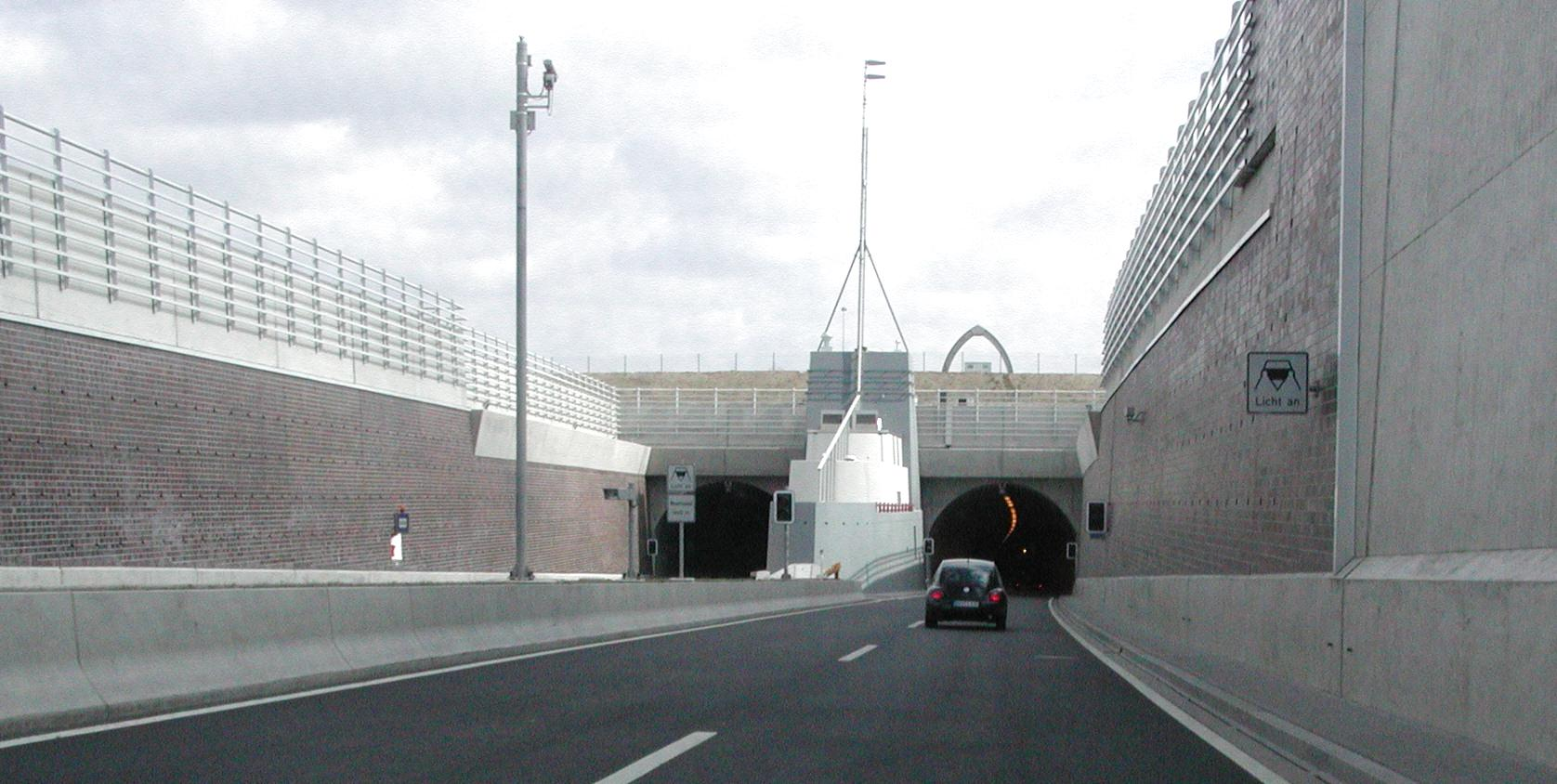
ヴェーザートンネルの入り口

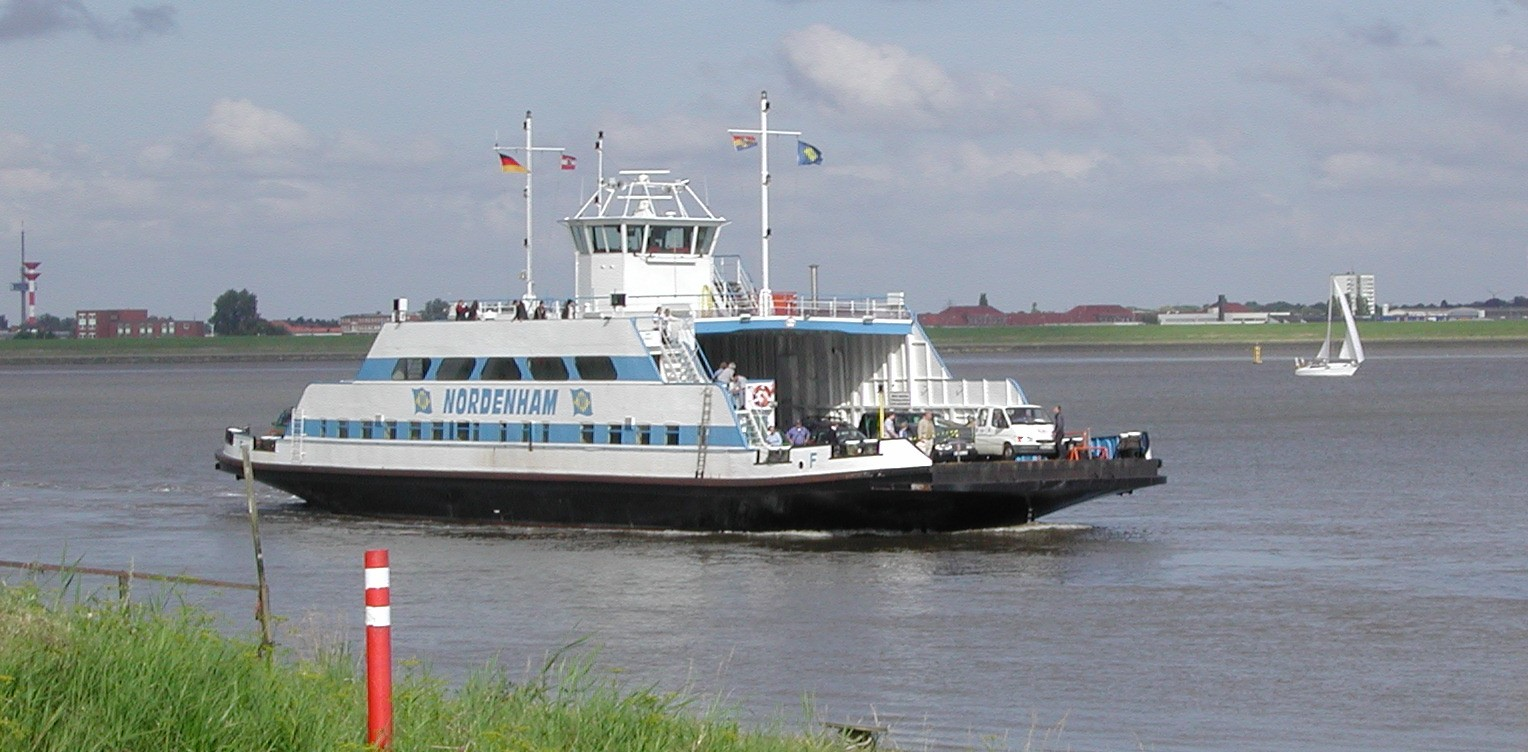
ノルデンハム号

- ブレーメン市のウンターヴェーザー渡河ルートには以下のものがある。
  - いちご橋とも呼ばれる、カール・カーステンス橋は、ブレーメンのヘメリンゲン地区とオーバーフィーランド地区を結んでいる。
  - シルヴァル・フェリー（歩行者・自転車）はブレーメンのフィアテル地区と、ウェアダー湖とヴェーサー川の中州を結んでいる。
  - 1993年に開通したテーアホーフ橋（歩行者専用橋）とそれに続くブラウト橋（歩行者・自転車橋、昔の位置よりやや西側にある）がブレーメン旧市街とノイシュタットとを結んでいる。（ウンターヴェーザー里程 0.400 km）
  - ビュルガーマイスター・シュミット橋は、ヴェーザー川に架かるブレーメンで2番目の橋として1872年に建設され、かつてはカイザー・ヴィルヘルム橋と呼ばれていた。この橋はその後「アドルフ・ヒトラー橋」と改名された。戦争でひどく損傷したこの鋼鉄製のアーチ橋は1950年から1952年に現在の鋼鉄製の桁橋に架け替えられた。（ウンターヴェーザー里程 0.625 km）
  - 全長 196 m のシュテファーニ橋は1965年（上側）および1967年（下側）に建設された。このアメリカ軍の仮設橋は、ブレーメン - デルメンホルスト間の接続拡大に伴って自動車道路（連邦道 B6 号線、B75 号線）に架け替えられた。元々は1936年から1939年にこの場所に西橋が建設されたのだが、1945年に爆撃によって破壊された。歩行者や自転車は自動車よりも1段下に設けられた橋を通る（ウンターヴェーザー里程 1.250 km）。B6号線のこの区間は、ミュンヘンの B2R号線に次いで、ドイツの連邦道の中で2番目に通行量が多い箇所（約10万台/日）である。
  - 鉄道ブレーメン - オルデンブルク線の鉄道橋は、ヴェーザー川最後の橋であり、デーデスドルフ・ヴェーザートンネルが建設されるまで、ヴェーザー川最後の渡河構造物であった。この鉄道橋は1867年に完成し、1945年3月に破壊され、1946年12月に応急処置的に修復された。1962年5月にとりあえず単線の新しいトラス橋に架け替えられた。（ウンターヴェーザー里程 1.3759 km）
  - ブレーメン＝ラプリンクハウゼンのランケナウアー・ヘフトと対岸のウォーターフロント・ショッピングセンターとの間にフェリーを就航させる計画がある。
  - ブレーメン＝ゼーハウゼンと対岸との間にアウトバーンA281号線のトンネル建設が計画されている。このトンネルにより、ブレーメンの周囲のアウトバーン環状路が完結する。
  - レムヴェルダーとブレーメン＝フェーゲザックとの間の渡船は13世紀から運航していた。このフェリーは現在、日中は10分間隔で運航している。現在のモーター船「フェーゲザック号」は1992年に建造され、32台の自動車を運ぶことができる。ラッシュ時にはもう1隻のフェリー「レムヴェルダー号」が投入される。（ウンターヴェーザー里程 20.500 km）
  - ブレーメン＝ブルーメンタールからモッツェンへの交通は、1975年に就役したフェリー「レネベック号」が通年で担っている。その積載可能台数は2004年に22台から25台に拡張された。（ウンターヴェーザー里程 22.000 km）
  - 連邦道 B74号線は、ベルネからブレーメン＝ファルゲへのフェリーでヴェーザー川を渡る。1995年に建造されたフェリー船「ユリウスプラーテ号」は26台まで自動車を運ぶことができ、危険物や重量物も積載可能である。ラッシュ時には2隻目のフェリーとして1983年に建造された「ベルネ＝ファルゲ号」が用いられる。このフェリーは自動車を18台まで運ぶことができる。
フェーゲザック、ブルーメンタール、ファルゲのフェリーは1993年以降はブレーメン＝シュテーディンゲン・フェリーGmbH（略称 FBS）[23]に経営統合された。
- ブラーケとヴェーザー川の中州ハリーアザントとの往来には、モーター船「グントジート」[24]が、人や自転車を運んでいる。（ウンターヴェーザー里程 39 km）
- ブラーケ＝ゴルツヴァルデンとザントシュテットとの間は、1964年に建造され、自動車を22台まで積載可能なモーターフェリー「クライネンジール」が輸送を担っている。このフェリーは重量物や危険物も輸送できる。しかしその経営は、2004年/2005年にヴェーザートンネルとの競合により危機にさらされた。BBS（ブラーケ＝ザントシュテット高速フェリー）[25]として民営化され、現在は運行間隔を密にし、その能力を最大限発揮している。（ウンターヴェーザー里程 43 km）
- デーデスドルフ - クライネンジール間のヴェーザートンネルはアウトバーン A22号線の延伸に先立ち、2004年に完成された。デーデスドルフ - クライネンジール間のフェリーはトンネルの開通とともに廃止された。（ウンターヴェーザー里程 52 km）
- ヴェーザーフェリー・ブレーマーハーフェン - ノルデンハム[26]: 現在、ブレーマーハーフェンとノルデンハム＝ビークセン間を、フェリー「ノルデンハム号」（1957年建造）と「ブレーマーハーフェン号」（1999年建造）が運航している。それぞれ、定員300人で、重量物輸送車を含む自動車を積載することが可能である。新しいフェリーであるブレーマーハーフェン号は事前予約により危険物を運ぶことも可能である。ヴェーザーフェリーは特別便（パーティー船）をチャーターすることもできる。（ウンターヴェーザー里程 64 - 66 km）

### ヴェーザー川沿いの鉄道

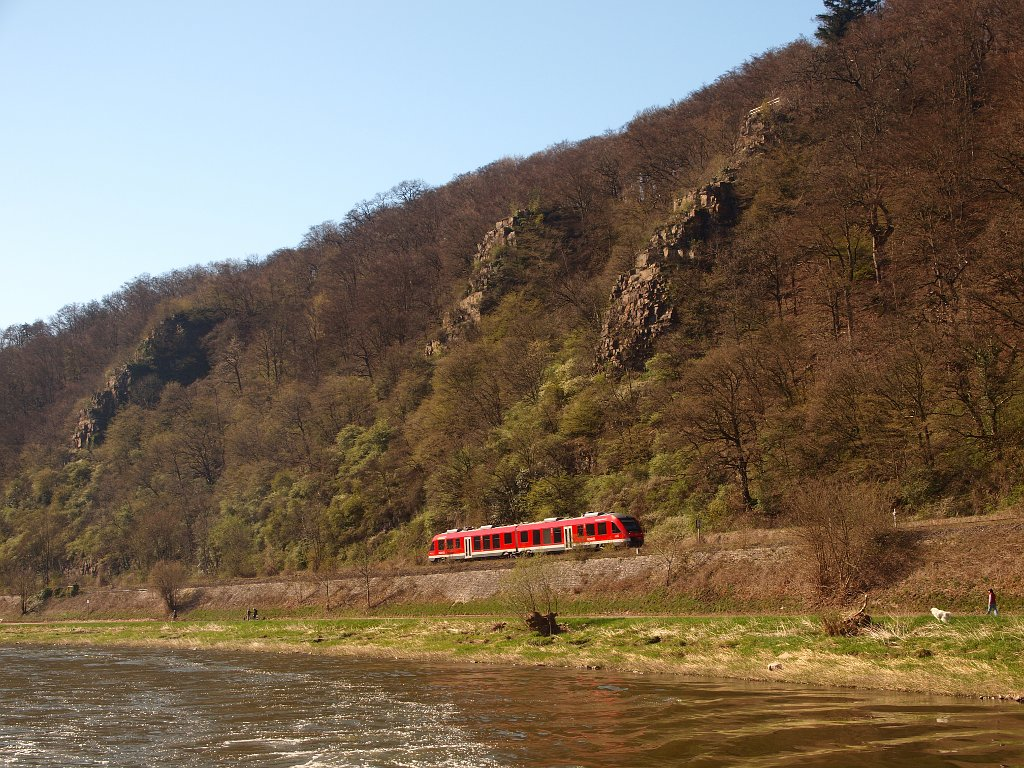
ハノーフェルシェ・クリッペンを走るゾリング鉄道

両岸ともに鉄道路線が敷設されているライン川の上・中流域とは対照的に、ヴェーザー川沿いに上流から下流まで通して走る鉄道路線はなかった。オーバーヴェーザーの谷は経済的に注目されることが無く、また国境地域であったためハノーファー王国国営鉄道はライネ川を通るハノーファー南鉄道の代わりになる路線を建設することはなかった。ディーメル川下流部とヴェーザー川の谷を通ってカッセル - ホルツミンデンを結ぶはずの鉄道路線は、カールスハーフェンの2つの駅（カールス鉄道とゾリング鉄道、それぞれの駅）の間のわずかな距離が結ばれていなかった。東西方向にもハーメルン下流部のヴェーザー川沿いを鉄道が走っている。ミッテルヴェーザー沿いには、ハノーファー - ブレーメン間、およびミンデン - ローテンブルク (ヴュンメ)（さらにはハンブルクまで）を結ぶ鉄道網の一部をなす路線が敷設された。ウンターヴェーザーでは両岸に鉄道路線が設けられている。一部は10km以上川から離れているが、これは湿地の土壌が、鉄道建設の地盤に適さないためである。ウンターヴェーザー近郊のローカル鉄道は旅客運航をしていないか、廃止している。
以下の路線がヴェーザー川近郊を走っている。
- ノルトハイム - オットベルゲン線のボーデンフェルデ - ヴェールデン間。ボーデンフェルデ、バート・カールスハーフェン、ラウエンフェルデ＝ベーヴェルンゲン、ヴェールデン駅。（ゾリング鉄道）
- パーダーボルン - アルテンベーケン - クライエンゼン線のゴーデルハイム - ホルツミンデン間。ゴーデルハイム、ヘクスター、リュヒトリンゲン、ホルツミンデン駅。（エッゲ鉄道）
- パーダーボルン - アルテンベーケン - バート・ピルモント - ハノーファー線（ハノーファーSバーン）のキルヒオーゼン - ハーメルン間。キルヒオーゼン、ハーメルン駅。
- ヒルデスハイム - レーネ線のハーメルン - バート・エーンハウゼン間。ハーメルン、ヘッシシュ・オルデンドルフ、リンテルン、フロートー、バート・エーンハウゼン南駅。（ヴェーザー鉄道*）
- オスナブリュック/ドルトムント - ハノーファー線のバート・エーンハウゼン - ミンデン間。バート・エーンハウゼン、ポルタ・ヴェストファーリカ、ミンデン駅
- ミンデン - ニーンブルク - ローテンブルク (ヴュンメ)線のミンデン - ニーンブルク - フェルデン間。ミンデン、ペータースハーゲン＝ラーデ、レーゼ＝シュトルツェナウ、ニーンブルク、アイストルプ、デルフェルデン、フェルデン駅。（ヴェーザー＝アラー鉄道）
- ハノーファー - ブレーメン線のニーンブルク - ブレーメン間。ニーンブルク、アイストルプ、デルフェルデン、フェルデン、ランクヴェーデル、エーテルゼン、バーデン、アヒム、ブレーメン駅。
- ブレーメン - ノルデンハム線のフーデ - ノルデンハム間。ベルネ、エルスフレート、ブラーケ、ローデンキルヒェン、クライネンジール、ノルデンハム駅。

(*) ブレーメン - オルデンブルク線の歴史的名称としての「ヴェーザー鉄道」と混同しないよう注意が必要である。

## ヴェーザー川の川中島

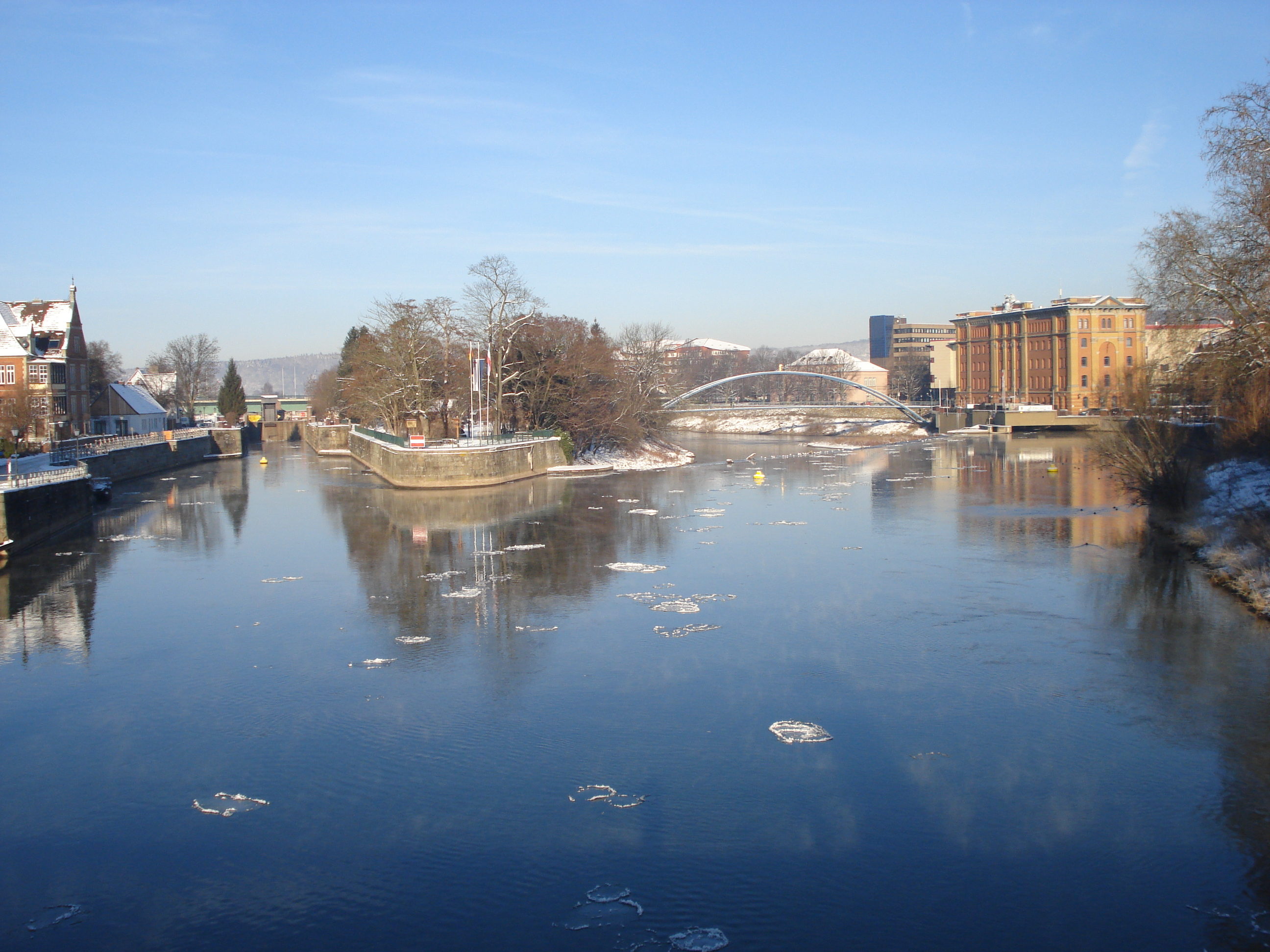
ハーメルンのヴェルダー

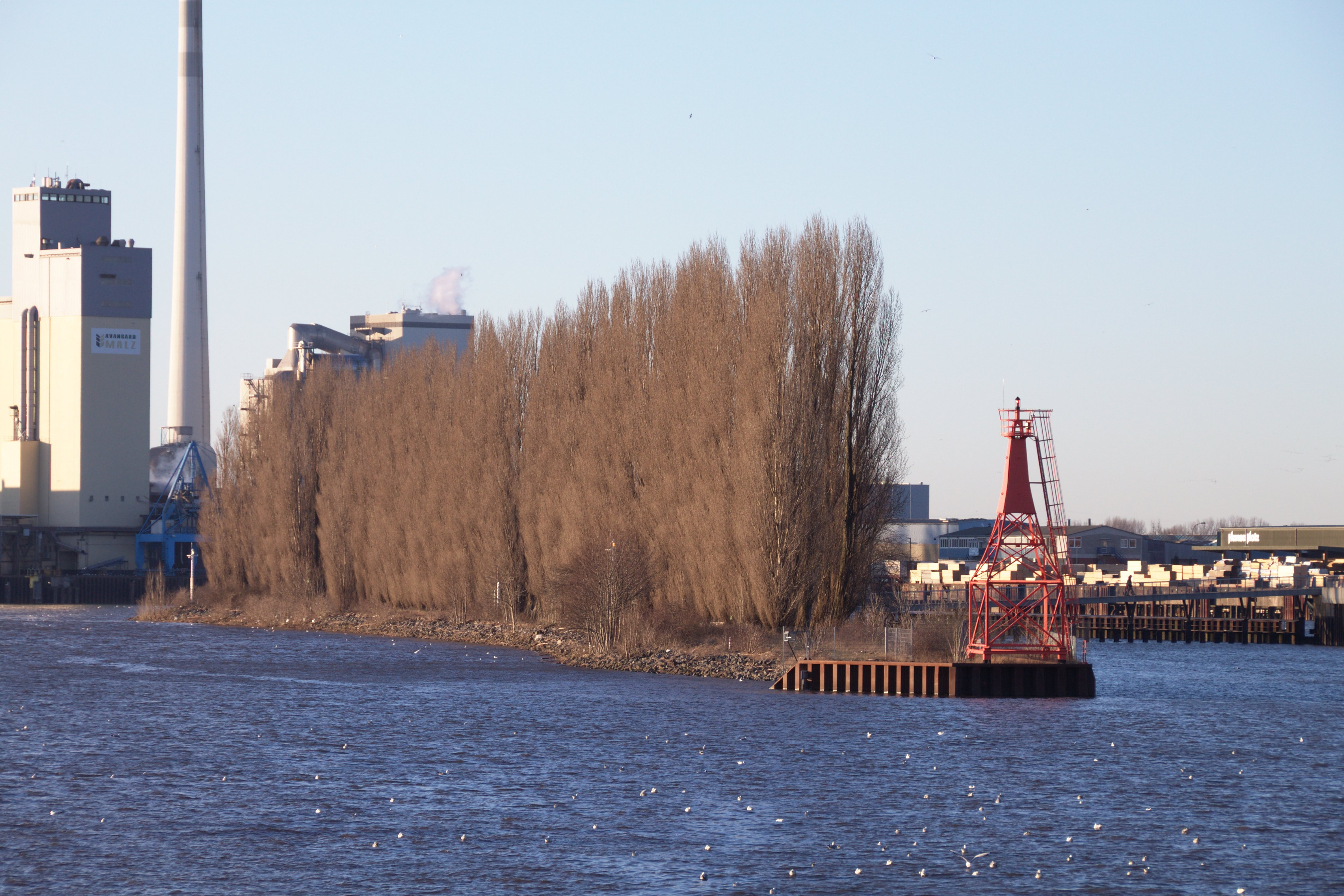
ブレーメン、造船所島のポプラの木

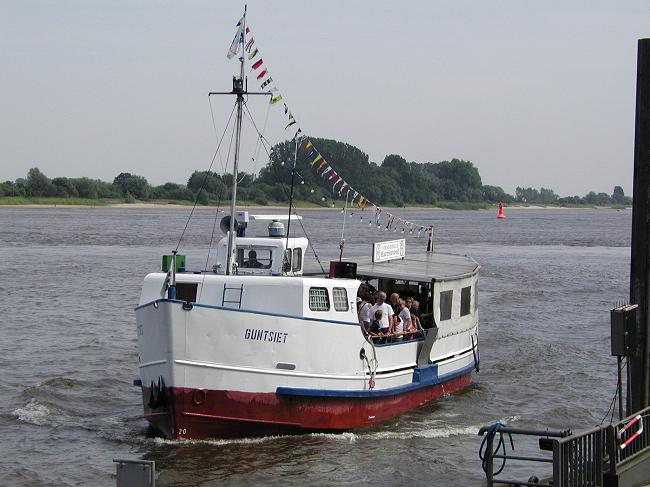
ブラーケとハリーアーザントとを結ぶ渡船グントジート号

- ハン・ミュンデンの、ヴェラ川とフルダ川が合流してヴェーザー川となる地点に、タンツヴェルダー（ヴェーザーシュタインはここにある）とドクトルヴェーダーの2つの島がある。
- ハーメルンのシュロイゼンヴェルダーとヴェルダーの2つの島は、合わせて 800 m の長さがある。この島には飲食店に利用されている建物があり、堰が設けられている。第二次世界大戦の終わりまでこの島には2つの穀物の製粉工場があった。
- ランデスベルゲン近郊の島に閘門が設けられている。
- ブレーメンの「川中島」（現在は半島状になっている）シュタットヴェルダーには、ドイツ最大の現代美術の博物館であるヴェーザーブルク新美術館、航海大学、数多くのクラインガルテン用地およびヴェーザー川とヴェーダー湖の水浴場がある。シュタットヴェルダーは全長 4.3 km である。南の分流であるクライネ・ヴェーザーの上流部は、何世紀も前から細い水路としてのみ遺っている。中世には、川中島の下流側先端部はヴェーザー川とクライン・ヴェーザー川を結ぶ堀によって分離されていた。こうして要塞「ブラウト」を有する川中島ブラウトヴェルダーが造られ、一番外側の先端、テーアホーフには中世の造船所があった。
- 立ち入り禁止の「フォーゲルインゼル」があるヴェルダー湖は1962年の高潮の後、潮位調整用水路として掘削された。掘り出された土砂はフッケルリーデ墓地の盛り土に転用された。1981年1月の洪水によって、雪解けの大量の水を水路上部を通して排出する試みは、ずさんな計画のために挫折し、その後、水路は拡大され、ヴェルダー湖は延長され、シュタットヴェルダーの南岸は新しい夏堤防によって護られることとなった。ミッテルヴェーザーから工業用水を運ぶために自然に似せて設けられたヴェーザー湖導水路はシュタットヴェルダーを通って延びている。
- 現在ヴェーザーシュタディオンがあるヴェーザー川北岸のペータースヴェルダーは1880年代にオスターダイヒ（東堤防）が建設されるまで、古いヴェーザー川の川筋である「シュヴァルツェス・メーア」によって分離された砂州であった。この川筋の上を現在はフェルデンへの連邦道が走っている。
- ブレーメンのカプ・ホルン港とヴェンデベッケン・ノイシュタットとの間に小さな、建物がない島がある。雑草を除去するために夏にはヤギが島に放され、草を食べ尽くす。そのため、ローカル新聞はこの島を「ヤギ島」 (Ziegeninsel) と称している[27]。初めは単なる半島であったが、港の出入り口に深刻な堆積をもたらした。半島を掘削して島にして以降、この問題は解消された。
- 一方、ポプラの木が立っているのが「造船所島」（Shipyard Island または Werftinsel） である。ヴェーザー・ドックAGが閉鎖される数年前にヴェルフトハーフェン（ドック港）の突堤から切り離された島である。
- エルスフレートの前にかつてあった島、「エルスフレーター・ザント」は1970年代のフンテシュペルヴェルク（フンテ川河口の水門）の建設以後、ヴェーザー川の堤防と 3.1 km の自転車道によって半島になっている。ここにはヴェーザー川堤防とフンテシュペルヴェルクを通って行くことができる。
- ブラーケ＝ハリエンの向かいにある「ハリーアーザント」は全長約 11 km のヴェーザー川最大の川中島である。ここには1830年から人が住み着いている。この島は、ヴェーザー川の第二次改修以前の1924年から1932年に7つの互いに分離していた小島から造成された。ハリーアーザントへはブラーケからは旅客用渡船「グントジート号」で、ラーデ（シュヴァーネヴェーデ）からは道路橋を通って行くことができる。この島の北側は夏堤防で、南側はヴェーザー川に面する砂岸となっている。家屋は洪水を避けるための盛り土の上に建てられている。
- シュタットラントのローデンキルヒェン集落の前に「シュトローハウザー・プラーテ」がある。この Natura 2000 で保護されている島は、南北 6km、東西の幅は最大 1.3 km 以上あり、質の高い研究がなされている。
- デーデスドルフ近郊の河川敷にある、かつて島だった「テーゲラー・プラーテ」は、ブレーマーハーフェンのコンテナターミナル III のエコロジー上の代替地となっている。この目的のために、1920年代に造られた夏堤防は一部が解体されている[28]。
- ブレーマーハーフェン近郊の、かつて島だった「ルーネプラーテ」は堤防で囲まれ、本土と一体化している。それまで、この島はヴェーザー川最大の川中島であった。1924年から1925年に築かれた堤防は、1970年代に強化され、産業用地となる予定であった。2003年から2004年に大部分がブレーマーハーフェン北部のコンテナターミナル IV を拡張する際のエコロジカルな補償地に指定された。通常の水流・潮流は水門を通って旧堤防へ流れている。新堤防は激しい洪水・高潮から守るだけのものとなっている[29]。
- ヴェーザー河口: ブレーマーハーフェン＝ヴェッデヴァルデンの向かいに位置する小島のランクリュッチェン I とランクリュッチェン II は、1876年から1880年に砦として拡張された。両世界大戦中は、強力な砲を備えた要塞が設けられた。1933年9月から1934年1月までランクリュッチェン II には強制収容所があった。
- ヴェッデヴァルデン前のブリンカマヘフトには、やはり小さな砦があった。この島はコンテナターミナル IVa の拡張に伴って造成がなされ、港湾地区に取り込まれている。
- テーゲラー・プラーテ（デーデスドルフ近郊にかつてあった島と同名である。要注意。）とロッベンプラーテは、アウセンヴェーザーの2つの川筋の間に位置する砂州（あるいは干潟）である。ごく一部は、夏の間常に乾燥した状態にあり、鰭脚類の休憩場所やアザラシの子供たちの集会所となっている。

### 名前の由来
- Dieter Berger: Geographische Namen in Deutschland. Duden-Verlag, Mannheim 1999.
- Hans Krahe: Sprache und Vorzeit. Quelle & Meyer, Heidelberg 1954. (Zur alteuropäischen Hydronomie.)
- Julius Pokorny: Indogermanisches etymologisches Wörterbuch. Francke, Bern 1959.
- M. Eckholdt (Hrsg.), Flüsse und Kanäle, Die Geschichte der deutschen Wasserstraßen, DSV-Verlag 1998

### 地質学
- Karsten Meinke: Die Entwicklung der Weser im Nordwestdeutschen Flachland während des jüngeren Pleistozäns. Diss., Göttingen 1992. Mit Bodenprofilen der Weserstädte.
- Ludger Feldmann und Klaus-Dieter Meyer (Hrsg.): Quartär in Niedersachsen. Exkursionsführer zur Jubiläums-Hauptversammlung der Deutschen Quartärvereinigung in Hannover. DEUQUA-Exkursionsführer, Hannover 1998, pp. 89 -.
- Hans Heinrich Seedorf und Hans-Heinrich Meyer: Landeskunde Niedersachsen. Natur und Kulturgeschichte eines Bundeslandes. Band 1: Historische Grundlagen und naturräumliche Ausstattung. Wachtholz, Neumünster 1992, pp. 105 -.
- Ludger Feldmann: Das Quartär zwischen Harz und Allertal mit einem Beitrag zur Landschaftsgeschichte im Tertiär. Papierflieger, Clausthal-Zellerfeld 2002, pp. 133 - 他.

### 古代史
- Bremer Archäologische Blätter, Beiheft 2/2000 zur gleichnamigen Ausstellung im Focke-Museum: Siedler, Söldner und Piraten, Chauken und Sachsen im Bremer Raum, © Der Landesarchäologe Bremen, ISSN 0068-0907.
- Bremer Archäologische Blätter, Beiheft 3/2004 zur gleichnamigen Ausstellung im Focke-Museum: Gefundene Vergangenheit, Archäologie des Mittelalters in Bremen, © Der Landesarchäologe Bremen, ISBN 3-7749-3233-6. (wg.Geschichte des Weserarms Balge)

### 文化史
- Ernst Wolfgang Mick: Die Weser (Deutsche Lande - Deutsche Kunst). München/Berlin 1962

### 河川史
- Georg Bessell: Geschichte Bremerhavens. Morisse, Bremerhaven 1927, 1989.
- Heinz Conradis: Der Kampf um die Weservertiefung in alter Zeit. In: Bremisches Jahrbuch. Bremen 41.1944.
- J. W. A. Hunichs: Practische Anleitung zum Deich-, Siel- und Schlengenbau. Erster Theil, von den Sielen. Bremen 1770.
- Die Kanalisierung der Mittelweser. Herausgegeben von der Mittelweser AG, Carl Schünemann Verlag, Bremen 1960.
- Kuratorium für Forschung im Küsteningenieurswesen: Die Küste. In: Archiv für Forschung und Technik an der Nord- und Ostsee. Boyens, Heide 51.1991. ISSN 0452-7739
- M. Eckholdt (Hrsg.), Flüsse und Kanäle, Die Geschichte der deutschen Wasserstraßen, DSV-Verlag 1998

### 一般情報
- Karl Löbe: Das Weserbuch. Niemeyer, Hameln 1968.
- Nils Aschenbeck, Wolf Dietmar Stock: Eine Flussfahrt von der Aller bis zur Nordsee. Atelier im Bauernhaus, Fischerhude 1998. ISBN 3-88132-350-3.

これらの文献は、翻訳元であるドイツ語版の参考文献として挙げられていたものであり、日本語版作成に際し直接参照してはおりません。

## 引用
1. ↑  Chronik über den Rechtsstatus der Reichswasserstraßen/Binnenwasserstraßen des Bundes im Gebiet der Bundesrepublik Deutschland nach dem 3. Oktober 1990[リンク切れ], Wasser- und Schifffahrtsverwaltung des Bundes（ドイツ連邦の水利・水運管理）（2011年4月16日 内容確認）
2. ↑  Bundesamt für Seeschifffahrt und Hydrologie: Tidenkalender（連邦海洋船舶航行および水文学局: 干満カレンダー）（2011年4月16日 内容確認）
3. ↑  Julius Pokorny: Indogermanisches etymologisches Wörterbuch, Bern 1959, p. 1134.
4. ↑  Hans Krahe: Sprache und Vorzeit, Heidelberg 1954, p 51.
5. ↑  Aufschlüsse sind an der Kies- und Sandgrube nordöstlich von Brelingen zu finden.（2011年4月16日 内容確認）
6. ↑  Dietrich Hagen: Der Naturraum. In: Oldenburg – Land zwischen Nordsee und Dammer Bergen. Niedersächsische Landeszentrale für politische Bildung, 1999, pp. 11, 27–30（2011/03/15 内容確認）
7. ↑  HRS Hohenkirchen: Große Fluten. In: Dit un dat - Geschichten aus dem Wangerland. geschichtsatlas.de（2011/03/15 内容確認）
8. ↑  Zwölftes Jahrhundert. In: Bremens Geschichte. bremen.online, archiviert bei web.archive.org（2011/03/15 内容確認）
9. ↑  nw-news.de: Bad Oeynhausen - Hallig Dehme（2011年3月19日内容確認）
10. ↑  Hintergrund: Kali-Salzlauge - Woher und wohin? Frankfurter Rundschau online, 2009年4月17日付け（2011年3月19日内容確認）
11. ↑  “Weserstaustufe Schlüsselburg | Ramsar Sites Information Service”. rsis.ramsar.org (1992年1月1日). 2023年2月21日閲覧。
12. ↑  “Wattenmeer, Elbe-Weser-Dreieck | Ramsar Sites Information Service”. rsis.ramsar.org (1976年2月26日). 2023年2月21日閲覧。
13. ↑  “Wattenmeer, Jadebusen & westliche Wesermündung | Ramsar Sites Information Service”. rsis.ramsar.org (1976年2月26日). 2023年2月21日閲覧。
14. ↑  “Wadden Sea of Lower Saxony Biosphere Reserve, Germany” (英語). UNESCO (2020年1月16日). 2023年2月21日閲覧。
15. ↑  Zwei Urgesteine der Binnenfischerei. Abschied von „Willi“ Dobberschütz. Landesfischereiverband Niedersachsen e.V.（2011年3月19日内容確認）
16. ↑  Urkunde von 1270 im Wortlaut. Regesta Imperii Online（2010年3月20日内容確認）
17. ↑  Ulrich Weidinger: Bremer Schiffahrt auf Weser und Aller in der Frühen Neuzeit. In: Ein Streifzug durch die Geschichte Bremens. Günter Garbrecht, Uni Bremen（2011年3月20日内容確認）
18. 1 2  Weser. Wasser- und Schifffahrtsamt Minden, 2007年3月19日付け（2011年3月21日内容確認）
19. ↑  Verzeichnis der Schleusen von Weser, Werra und Fulda. Wasser- und Schifffahrtsdirektion Mitte, 2009年3月19日付け（2011年3月21日内容確認）
20. ↑  Mittelweseranpassung. Wasser- und Schifffahrtsamt Verden（2011年3月21日内容確認）
21. ↑  Der Weser-Radweg - die schönste Reise vom Weserbergland bis zur Nordsee. weser.org （2011年3月29日内容確認）
22. ↑  Die Personenfähre an der Jugendherberge. hamelner-geschichte.de（2010年10月4日内容確認）
23. ↑  FBS Fähren Bremen-Stedingen. faehren-bremen.de（2011年4月9日 内容確認）
24. ↑  グントジートの時刻表 brake.de（2011年4月9日 内容確認）
25. ↑  Schnellfähre Brake-Sandstedt. weser-faehre.de（2011年4月9日 内容確認）
26. ↑  Weserfähre GmbH Bremerhaven. weserfaehre.de（2011年4月9日 内容確認）
27. ↑  Projekt Ziegeninsel. Deutsche Umwelthilfe e.V.（2011年4月11日 内容確認）
28. ↑  ブレーメン港: Ökologischer Ausgleich für den Bau des Containerterminals III. - Ein Paradies für Flora und Fauna. senatspressestelle.bremen.de, 19. Juni 2003年6月19日付け（2011年4月11日 内容確認）
29. ↑  Relationsgeflecht Küstenschutz. In: Klimaänderung und Unterweserregion(KLIMU). Uni Bremen（2011年4月12日 内容確認）